# Liste der Biografien/Leh
Liste der Biografien |
Portal Biografien |
Personensuche
# |
A |
B |
C |
D |
E |
F |
G |
H |
I |
J |
K |
L |
M |
N |
O |
P |
Q |
R |
S |
T |
U |
V |
W |
X |
Y |
Z |
?
 
La |
Lb |
Lc |
Le |
Lg |
Lh |
Li |
Lj |
Ll |
Lm |
Lo |
Lp |
Lt |
Lu |
Lv |
Lw |
Lx |
Ly |
Lz
 
Lea |
Leb |
Lec |
Led |
Lee |
Lef |
Leg |
Leh |
Lei |
Lej |
Lek |
Lel |
Lem |
Len |
Leo |
Lep |
Leq |
Ler |
Les |
Let |
Leu |
Lev |
Lew |
Lex |
Ley |
Lez
Die Liste der Biografien führt alle Personen auf, die in der deutschsprachigen Wikipedia einen Artikel haben. Dieses ist eine Teilliste mit 997 Einträgen von Personen, deren Namen mit den Buchstaben „Leh“ beginnt.

## Leh
- Leh, Almut (* 1961), deutsche Historikerin

### Leha
- Lehaci, Ana Roxana (* 1990), österreichische Kanutin
- Lehaci, Florin (* 1999), rumänischer Ruderer
- Lehaci, Maria (* 1999), rumänische Ruderin
- Lehaen, Pierre François (1908–1993), belgischer Ordensgeistlicher und römisch-katholischer Bischof von Sakania
- Lehair, Jeanne (* 1996), französisch-luxemburgische Triathletin
- Lehalle, Lutgarde († 2002), französische Trappistin und Äbtissin zweier Klöster
- Lehane, Dennis (* 1965), US-amerikanischer Krimiautor
- Lehane, Jan (* 1941), australische Tennisspielerin
- Lehanka, Marko (* 1961), deutscher Bildhauer
- Lehár, Anton (1876–1962), österreichisch-ungarischer Militär
- Lehár, Franz (1870–1948), österreichischer Komponist ungarischer HerkunftFranz Lehár (1870–1948)

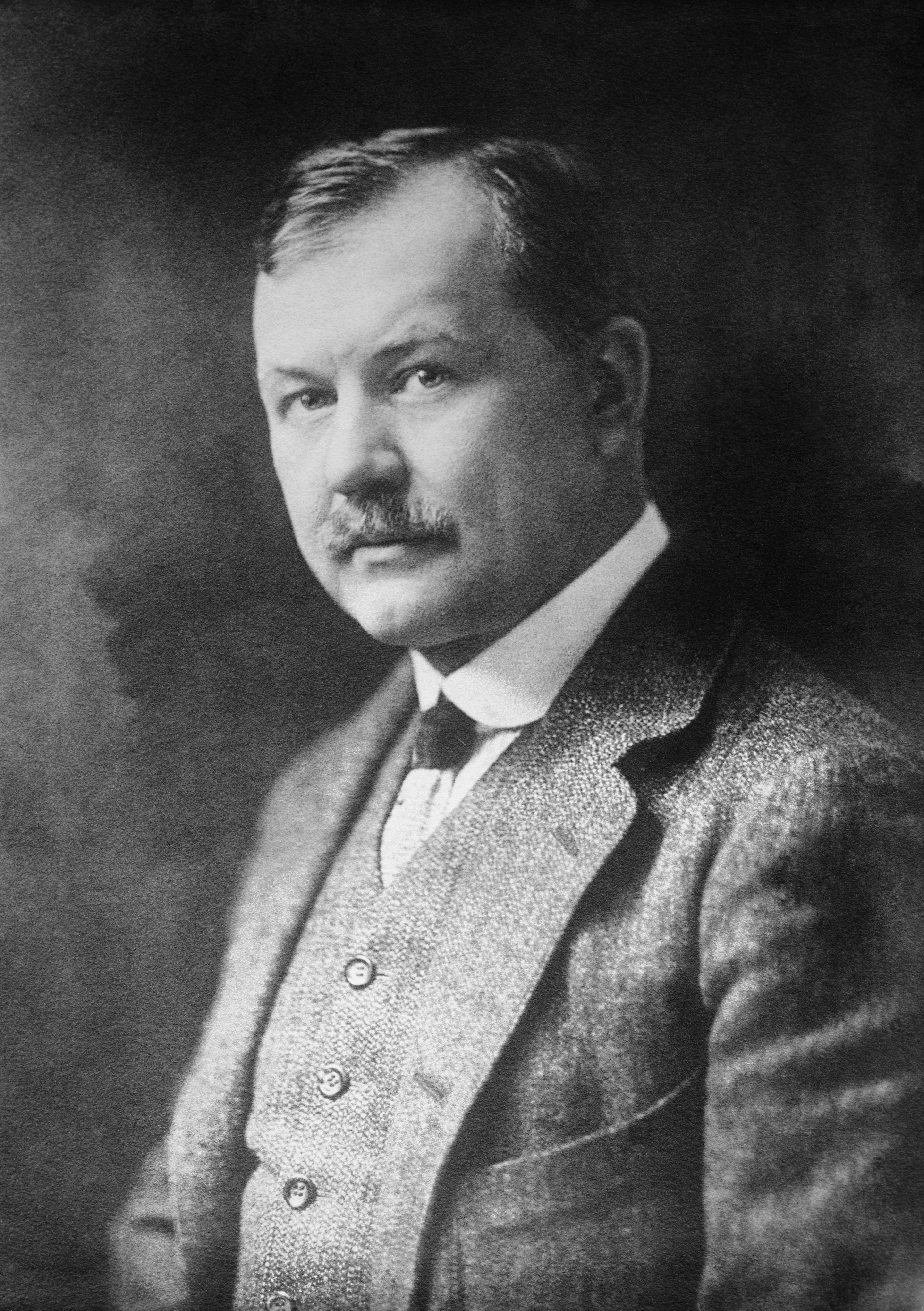
Franz Lehár (1870–1948)

- Lehár, Franz senior (1838–1898), österreichischer Militärmusiker
- Leharová, Zuzana (* 1982), slowakische Jazzmusikerin (Violine, Komposition)
- Lehata, Mosito (* 1989), lesothischer Leichtathlet
- Lehavi, Gadi (* 1996), israelischer Jazzmusiker
- Lehavot, Amir (* 1975), israelisch-amerikanischer Pokerspieler

### Lehb
- Lehberger, Reiner (* 1948), deutscher Hochschullehrer, Erziehungswissenschaftler und Autor
- Lehbert, Margitt (* 1957), deutsche Übersetzerin und Verlegerin

### Lehd
- Lehder Rivas, Carlos (* 1949), kolumbianisch-deutscher DrogenhändlerCarlos Lehder Rivas (* 1949)

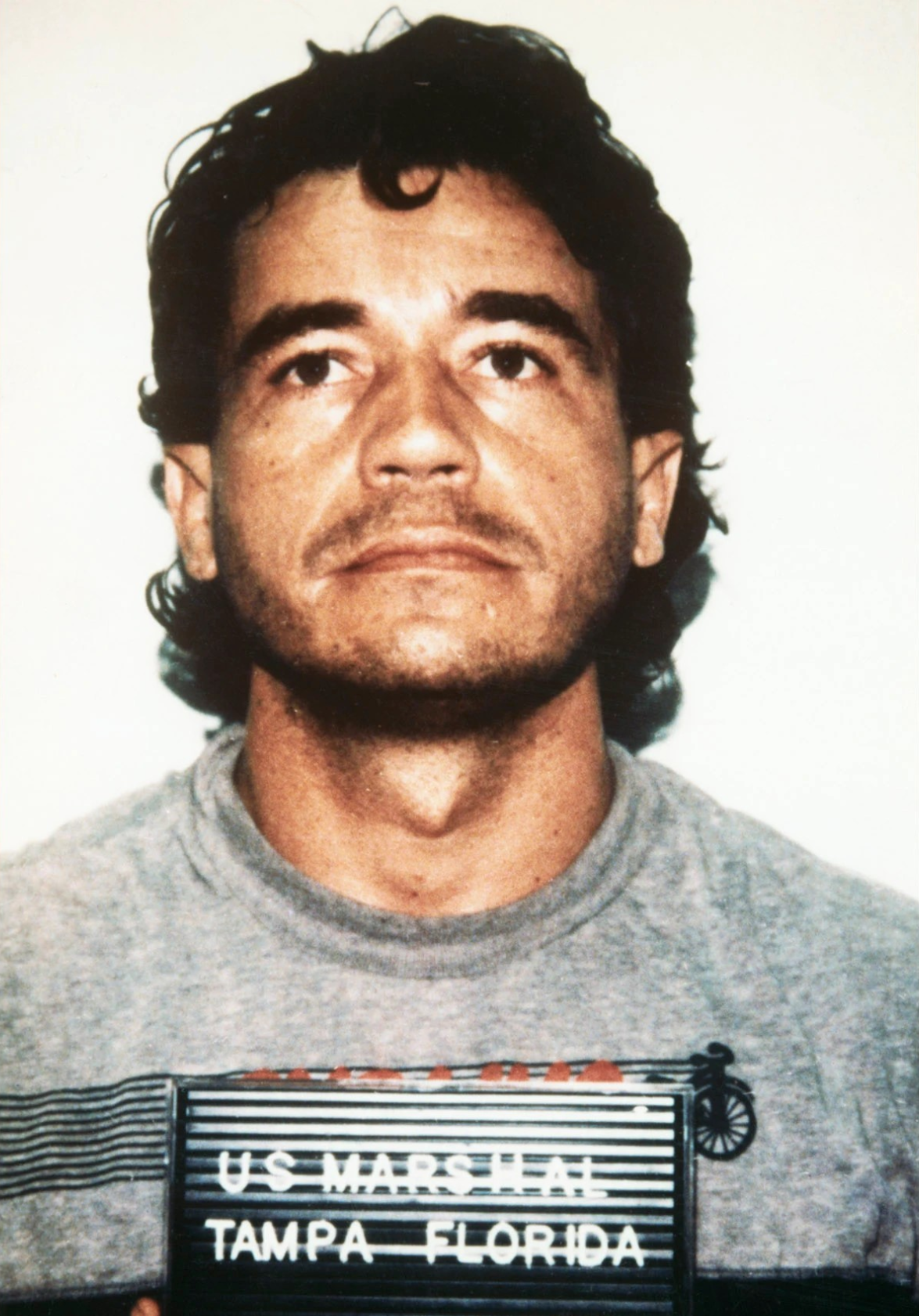
Carlos Lehder Rivas (* 1949)

- Lehder, Christine (* 1952), deutsche Politikerin (SPD), MdB
- Lehder, Ferdi (* 1913), deutscher Rennfahrer

### Lehe
- Lehe, Erich von (1894–1983), deutscher Archivar und Historiker
- Lehečka, Jiří (* 2001), tschechischer Tennisspieler
- Leheis, Carl Otto (1866–1921), deutscher Architekt und Bauunternehmer
- Lehel († 955), ungarischer Eroberer
- Lehel, Ferenc (1933–1987), ungarischer Generalmajor
- Lehel, Peter (* 1965), deutscher Jazzmusiker (Tenorsaxophon, Klarinette, Flöte) und Komponist
- Lehel, Tom (* 1970), deutscher Schauspieler, Fernsehmoderator, Komiker und Musiker
- Lehemeir, Anton (1841–1933), deutscher Fotograf, Uhrmacher, Bürgermeister und Politiker (SPD), MdR
- Lehen, Ľudo (1925–2014), slowakischer Maler und Schachkomponist
- Lehenová, Monika (* 2002), slowakische Leichtathletin
- Leher, Heinrich (1848–1909), deutscher Journalist und Publizist
- Leher, Lore (1926–2017), deutsche Autorin und Übersetzerin von Kinder- und Jugendliteratur
- Leher, Roberto (* 1961), brasilianischer Erziehungswissenschaftler und Universitätsrektor
- Leher, Stephan P. (* 1956), österreichischer katholischer Moraltheologe, Universitätsprofessor
- Leherb, Helmut (1933–1997), österreichischer MalerHelmut Leherb (1933–1997)

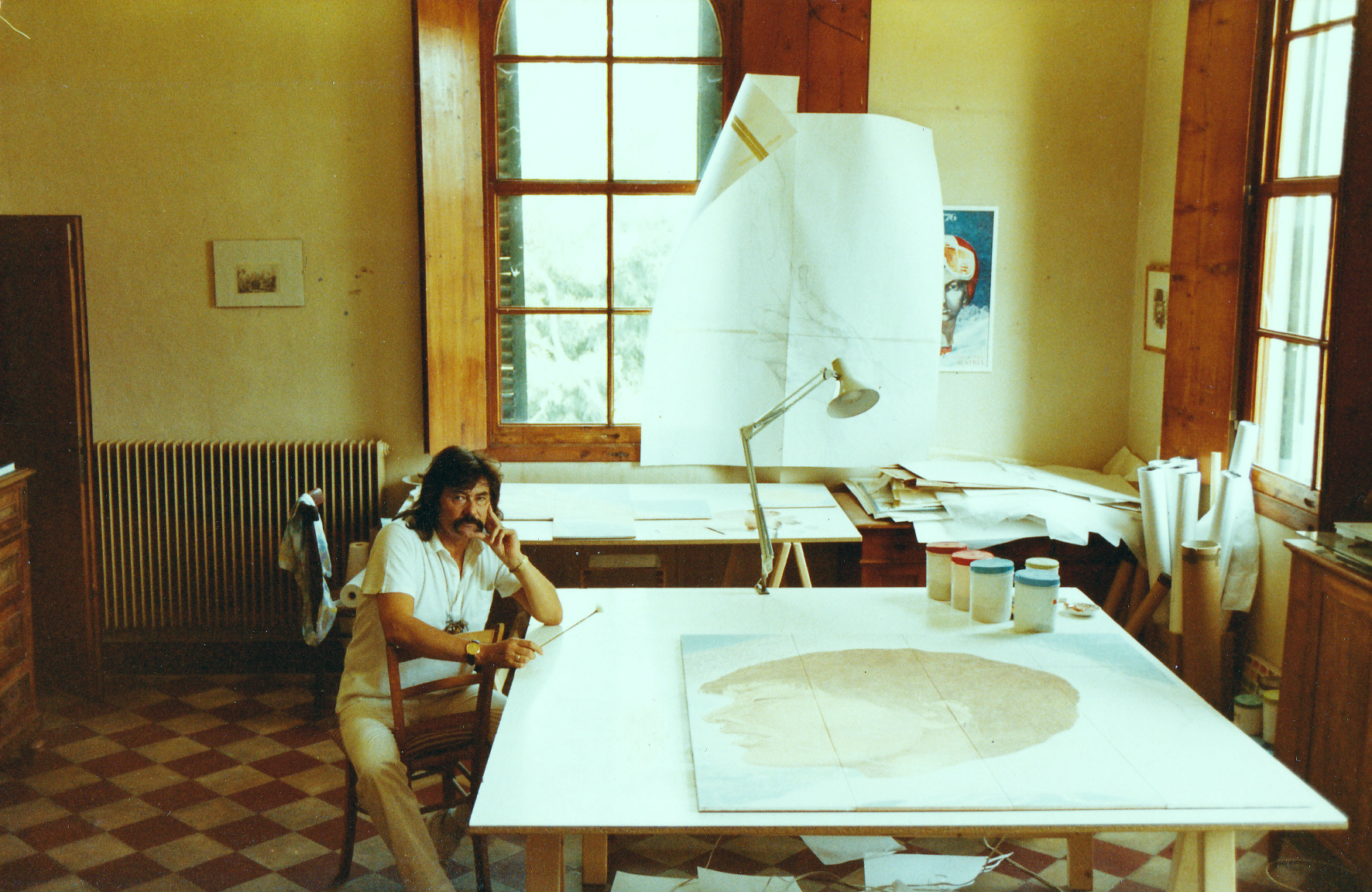
Helmut Leherb (1933–1997)

- Lehericey, Delphine (* 1975), Schweizer Filmemacherin und Schauspielerin

### Lehf
- Lehfeld, Karl (1811–1891), deutscher Arzt und Sanitätsrat
- Lehfeld, Otto (1825–1885), deutscher Theaterschauspieler
- Lehfeldt, Franca (* 1989), deutsche Fernsehmoderatorin und Reporterin
- Lehfeldt, Hans (1899–1993), deutsch-amerikanischer Mediziner
- Lehfeldt, Kirsten (* 1952), dänische Schauspielerin und Synchronsprecherin
- Lehfeldt, Leonhard (1834–1876), deutscher Richter und Politiker (Nationalliberale Partei)
- Lehfeldt, Mille Hoffmeyer (* 1979), dänische Schauspielerin und Synchronsprecherin
- Lehfeldt, Paul (1848–1900), deutscher Kunsthistoriker
- Lehfeldt, Werner (* 1943), deutscher Slawist

### Lehi
- Lehideux, Bernard (* 1944), französischer Politiker (Union pour la démocratie française), MdEP
- Lehikoinen, Esa (* 1986), finnischer Eishockeyspieler
- Lehikoinen, Kasper (* 1992), finnischer Badmintonspieler
- Lehikoinen, Matti (* 1984), finnischer Mountainbikefahrer
- Lehikoinen, Viivi (* 1999), finnische Hürdenläuferin
- Lehis, Katrina (* 1994), estnische Degenfechterin
- Lehiste, Harri (1931–1984), estnischer Journalist und Humorist
- Lehiste, Ilse (1922–2010), estnisch-amerikanische Linguistin

### Lehk
- Lehkonen, Artturi (* 1995), finnischer Eishockeyspieler
- Lehkonen, Timo (* 1966), finnischer Eishockeytorwart, -trainer und -funktionär
- Lehky, Maren (* 1962), deutsche Soziologin und Autorin

### Lehl
- Lehlali, Salma (* 2003), marokkanische Sprinterin
- Lehlbach, Frederick R. (1876–1937), US-amerikanischer Politiker
- Lehlbach, Friedrich August (1805–1875), badischer evangelischer Pfarrer und Politiker
- Lehlbach, Herman (1845–1904), deutschamerikanischer Politiker
- Lehlbach, Julius (1922–2001), deutscher Gewerkschafter und Politiker (SPD), MdL
- Lehle, Carl (1872–1939), deutscher Ruderer
- Lehle, Louis (* 1846), deutscher Architekt
- Lehle, Steffen (* 1986), deutscher Handballtorwart

### Lehm
- Lehm, Ralf (* 1948), deutscher Schauspieler und Fotograf

#### Lehma

##### Lehmac
- Lehmacher, Georg (* 1962), deutscher Schriftsteller, Designer und Rettungsassistent
- Lehmacher, Hans (1925–1992), deutscher Jurist, Stadtdirektor von Düren
- Lehmacher, Wolfgang (* 1960), deutscher Unternehmer und Manager

##### Lehman
- Lehman, Ari (* 1965), US-amerikanischer Schauspieler und MusikerAri Lehman (* 1965)

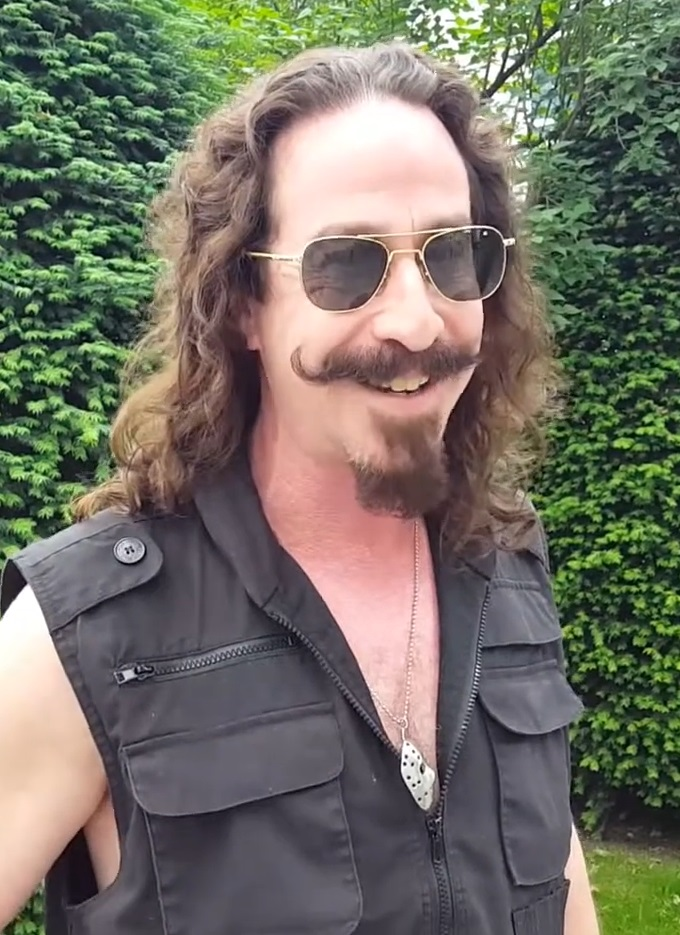
Ari Lehman (* 1965)

- Lehman, Emery (* 1996), US-amerikanischer Eisschnellläufer
- Lehman, Ernest (1915–2005), US-amerikanischer Drehbuchautor
- Lehman, Gladys (1892–1993), US-amerikanische Drehbuchautorin
- Lehman, Herbert H. (1878–1963), US-amerikanischer Politiker, Gouverneur des Bundesstaates New York (1933–1942)
- Lehman, John (* 1942), US-amerikanischer Investmentbanker und Autor
- Lehman, Kristin (* 1972), kanadische Schauspielerin
- Lehman, Leo (1926–2005), polnisch-britischer Schriftsteller und Drehbuchautor
- Lehman, Manny (1925–2010), deutsch-amerikanischer Informatiker und Hochschullehrer
- Lehman, Philippe, französisch-amerikanischer Musikproduzent und Labelbetreiber
- Lehman, Richard H. (* 1948), US-amerikanischer Politiker
- Lehman, Robin, US-amerikanischer Dokumentarfilmer, Kameramann, Regisseur, Drehbuchautor und Filmschaffender
- Lehman, Scott (* 1986), kanadischer Eishockeyspieler
- Lehman, Serge (* 1964), französischer Schriftsteller, Comicautor und Kritiker
- Lehman, Steve (* 1978), amerikanischer Jazzsaxophonist und Komponist
- Lehman, Tom (* 1959), US-amerikanischer Golfer
- Lehman, William (1913–2005), US-amerikanischer Politiker
- Lehman, William Eckart (1821–1895), US-amerikanischer Politiker

###### Lehmann, A
- Lehmann, Adolph (1828–1904), österreichischer Journalist
- Lehmann, Adrian (1989–2024), Schweizer MarathonläuferAdrian Lehmann (1989–2024)

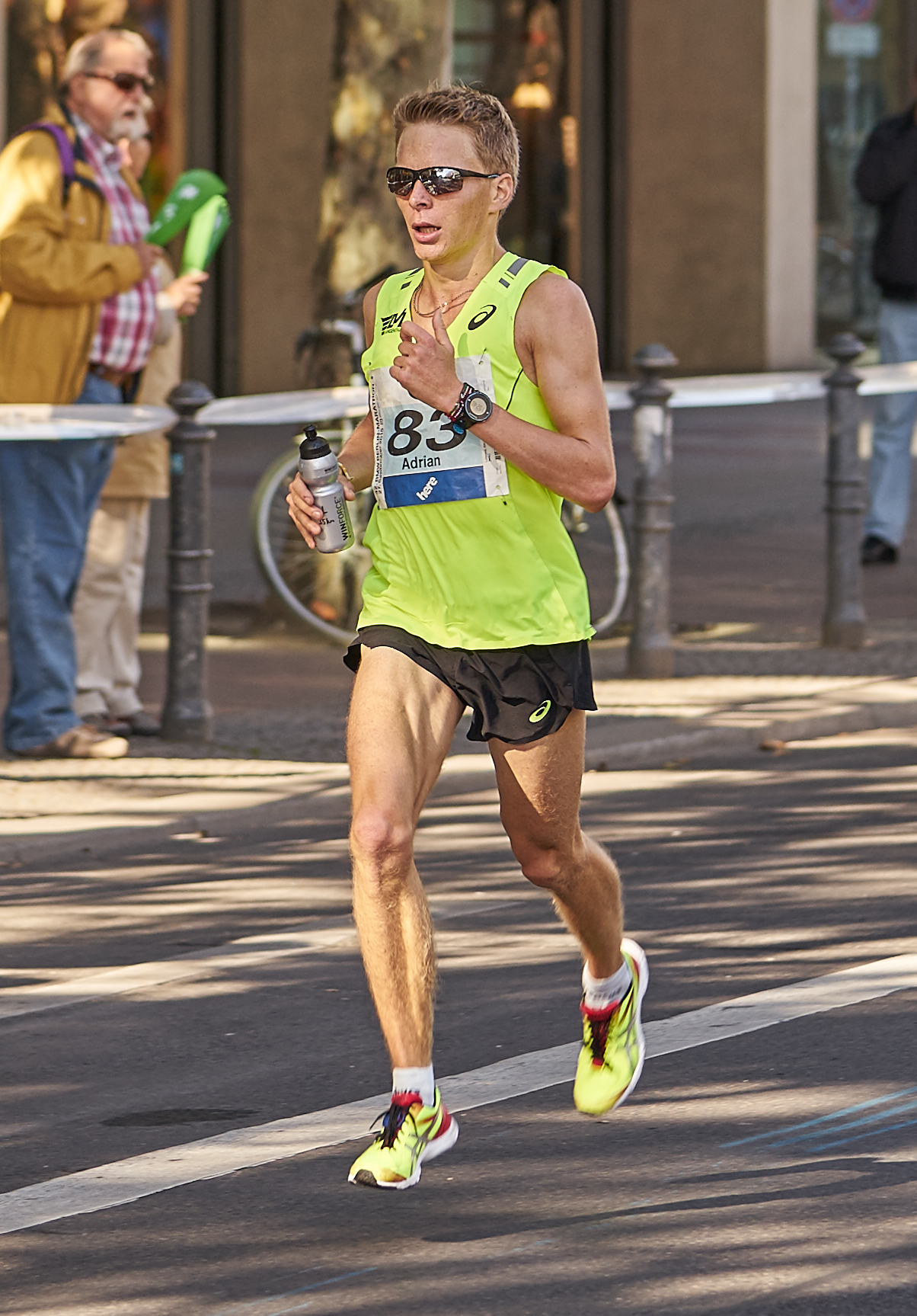
Adrian Lehmann (1989–2024)

- Lehmann, Albrecht (* 1939), deutscher Volkskundler und Erzählforscher
- Lehmann, Alexander (1814–1842), deutschbaltischer Forschungsreisender und Geologe
- Lehmann, Alexander (* 1984), deutscher Graphiker und Videokünstler
- Lehmann, Alexandra (* 2000), schweizerisch-kanadische Eishockeytorhüterin
- Lehmann, Alfred (1867–1919), deutscher Mediziner, Winzer und Politiker
- Lehmann, Alfred (* 1911), deutscher Fußballspieler
- Lehmann, Alfred (* 1950), deutscher Politiker (CSU), Oberbürgermeister von Ingolstadt
- Lehmann, Alfred Georg Ludvig (1858–1921), dänischer Psychologe
- Lehmann, Alisha (* 1999), Schweizer FussballspielerinAlisha Lehmann (* 1999)

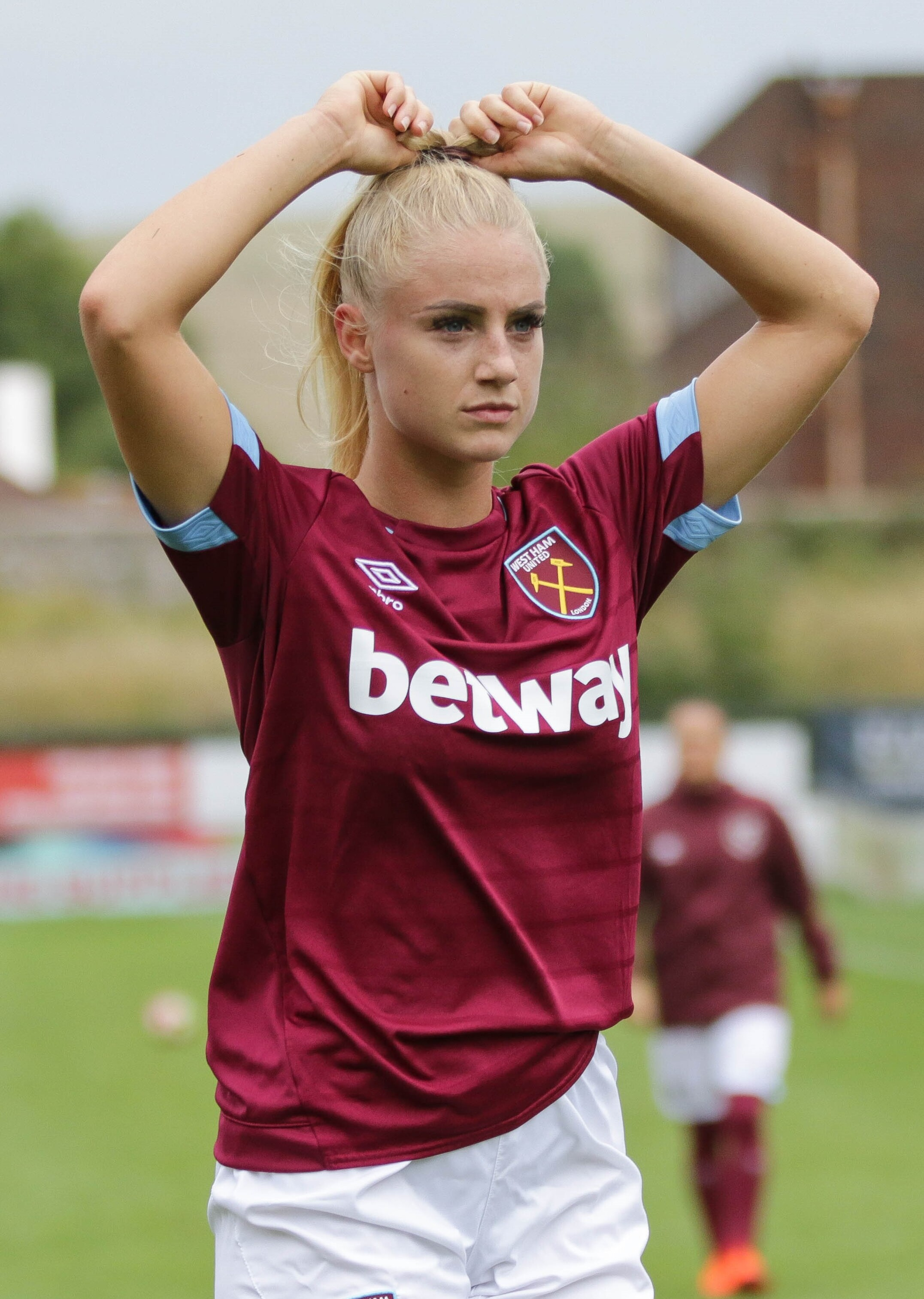
Alisha Lehmann (* 1999)

- Lehmann, Almut (* 1953), deutsche Eiskunstläuferin
- Lehmann, Andrea (* 1975), deutsche Malerin
- Lehmann, Andreas (* 1979), deutscher Filmkomponist und Musikprogrammentwickler
- Lehmann, Andrée (1893–1971), französische Rechtsanwältin und Feministin
- Lehmann, Anika (* 1985), deutsche Schauspielerin und Sängerin
- Lehmann, Anja (* 1975), Schweizer Sängerin
- Lehmann, Anna (* 1975), deutsche Journalistin
- Lehmann, Annagrete (1877–1954), deutsche Pädagogin und Politikerin (DNVP), MdR
- Lehmann, Annemarie (* 1938), deutsche Weltmeisterin im Feldbogenschießen
- Lehmann, Annette (* 1964), deutsche Politikerin (CDU), MdL
- Lehmann, Annette Jael (* 1965), deutsche Hochschullehrerin, Professorin für Moderne und Zeitgenössische Kunst, Visuelle Kultur und Theater am Institut für Theaterwissenschaft der Freien Universität Berlin
- Lehmann, Armin, deutscher Hörfunkmoderator
- Lehmann, Armin D. (1928–2008), deutscher Militär, letzter Kurier im Führerbunker Berlin
- Lehmann, Arno (1901–1984), deutscher Missionar und Professor für Religions- und Missionswissenschaft
- Lehmann, Aron (* 1981), deutscher FilmregisseurAron Lehmann (* 1981)

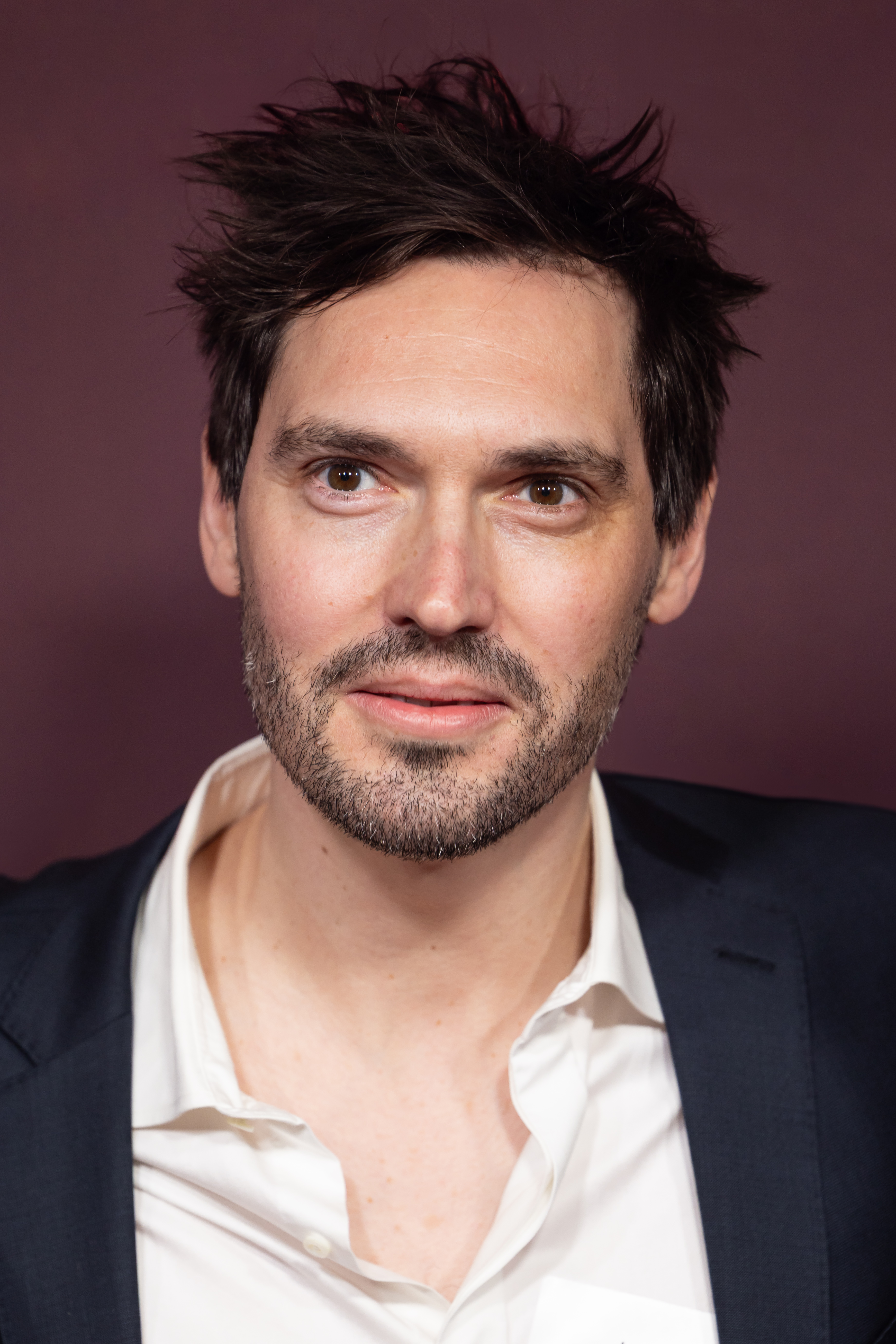
Aron Lehmann (* 1981)

- Lehmann, Arthur (* 1884), deutscher Politiker (SPD, NSDAP)
- Lehmann, Arthur (* 1885), deutscher Politiker (NSDAP), MdR
- Lehmann, Arthur (1886–1966), deutscher Politiker (SPD), MdL
- Lehmann, Arthur-Heinz (1909–1956), deutscher Schriftsteller
- Lehmann, Artur (1895–1974), deutscher Politiker (KPD/SED) und Gewerkschafter
- Lehmann, August (1909–1973), Schweizer Fussballspieler
- Lehmann, Augustus Frederick (1826–1891), britisch-deutscher Geschäftsmann und Stahlfabrikant, Violinist, und Politiker der Liberalen Partei
- Lehmann, Axel (* 1966), deutscher Journalist und Kommunalpolitiker
- Lehmann, Axel P. (* 1959), Schweizer BankmanagerAxel P. Lehmann (* 1959)

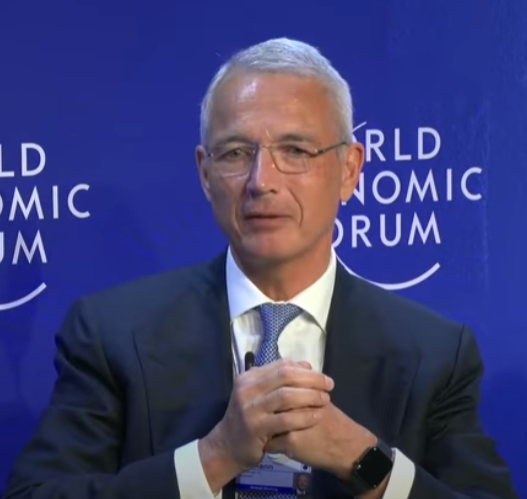
Axel P. Lehmann (* 1959)

###### Lehmann, B
- Lehmann, Barbara, deutsche Journalistin
- Lehmann, Beata (* 1965), deutsche Schauspielerin
- Lehmann, Beatrix (1903–1979), britische Theater- und Filmschauspielerin, sowie Theaterregisseurin und Romanautorin
- Lehmann, Ben (* 2007), deutscher Schauspieler
- Lehmann, Benjamin (* 1988), deutscher Boulespieler
- Lehmann, Benno (* 1985), deutscher Schauspieler, Synchronsprecher und -regisseur, Comedian, Puppenspieler und Moderator
- Lehmann, Bernd (* 1947), deutscher Fußballspieler
- Lehmann, Bernd (1949–1968), deutsches Todesopfer an der Berliner Mauer
- Lehmann, Bernd (1951–2018), deutscher Geodät
- Lehmann, Bernhard (* 1948), deutscher Bobfahrer
- Lehmann, Bernhard G. (1944–2021), deutscher freischaffender Maler, Bildhauer, Fotograf und Autor
- Lehmann, Björn (* 1973), deutscher Pianist und Hochschulprofessor
- Lehmann, Blasius, deutscher Orgelbauer
- Lehmann, Brigitta (* 1966), deutsche Turnerin
- Lehmann, Bruno (1896–1969), deutscher Fußballspieler

###### Lehmann, C
- Lehmann, Carl (1786–1870), bayerischer Beamter, Bürgermeister und Abgeordneter
- Lehmann, Carl (1831–1874), deutscher Schiffbau-Ingenieur, Japanexperte und Berater japanischer Regionalpolitiker
- Lehmann, Carl (1865–1915), deutscher Arzt
- Lehmann, Carl Gotthelf (1812–1863), deutscher Chemiker und Physiologe
- Lehmann, Carsten (* 1961), deutscher Politiker (FDP), MdL
- Lehmann, Caspar, deutscher Orgelbauer der Barockzeit (Suhl, Thüringen)
- Lehmann, Charlotte (* 1938), deutsche Sängerin (Sopran) und Gesangspädagogin
- Lehmann, Christa (1921–1992), deutsche Schauspielerin und Theaterregisseurin
- Lehmann, Christa (* 1923), deutsche Serienmörderin
- Lehmann, Christian (1611–1688), sächsischer evangelischer Pfarrer und Chronist
- Lehmann, Christian (1934–2023), deutscher Kameramann
- Lehmann, Christian (* 1948), deutscher Sprachwissenschaftler
- Lehmann, Christian (* 1954), deutscher Kirchenmusiker und Komponist
- Lehmann, Christian (* 1966), deutscher Musikwissenschaftler und Autor
- Lehmann, Christian (* 1978), deutscher evangelischer Pfarrer und Autor
- Lehmann, Christian der Jüngere (1642–1723), sächsischer Theologe und Herausgeber der Schriften seines Vaters Christian Lehmann
- Lehmann, Christian Gottfried Wilhelm (1765–1823), deutscher evangelischer Geistlicher und Schulrektor
- Lehmann, Christina (* 1951), deutsche Schachspielerin
- Lehmann, Christine (* 1958), deutsche SchriftstellerinChristine Lehmann (* 1958)

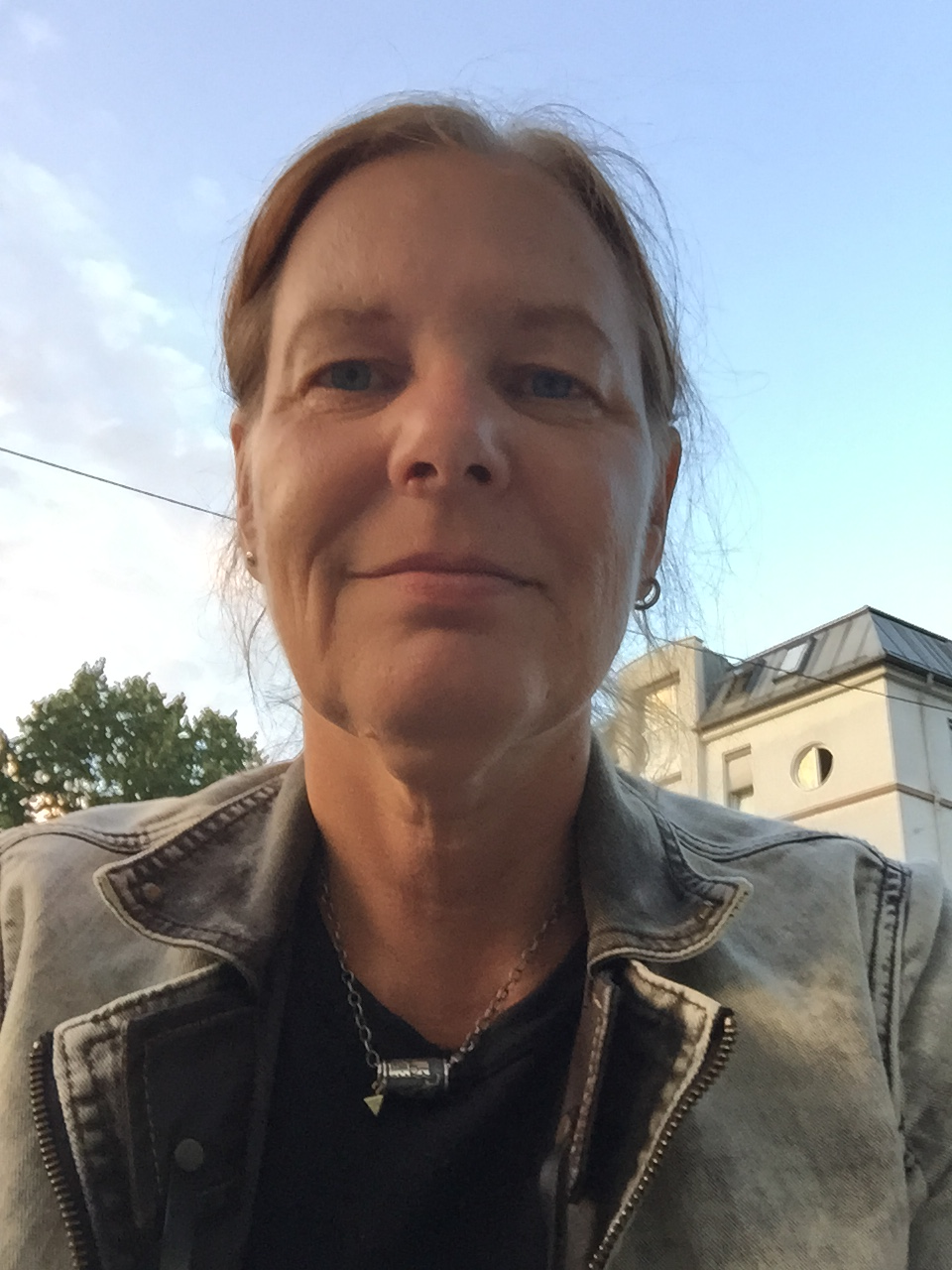
Christine Lehmann (* 1958)

- Lehmann, Christoph (1568–1638), deutscher Schriftsteller, Stadtschreiber in Speyer
- Lehmann, Christoph (1947–2024), deutscher Kirchen- und Theatermusiker
- Lehmann, Christoph (* 1968), Schweizer Skispringer
- Lehmann, Cläre (1874–1942), deutsche Pädagogin, Schulgründerin und Schulleiterin
- Lehmann, Claudia, deutsche Radrennfahrerin
- Lehmann, Claudia (* 1966), deutsche Schauspielerin und Synchronsprecherin
- Lehmann, Claudia (* 1975), deutsche Filmemacherin, Autorin, Produzentin, Videokünstlerin und Performerin
- Lehmann, Claudia (* 1985), deutsche Volleyball- und Beachvolleyballspielerin
- Lehmann, Csongor (* 1999), ungarischer Triathlet

###### Lehmann, D
- Lehmann, Daniel (* 1977), Schweizer Koch
- Lehmann, Dascha (* 1974), deutsche Synchronsprecherin, Hörspielsprecherin und Schauspielerin
- Lehmann, David Theodor (1686–1715), deutscher Literaturwissenschaftler und Philologe
- Lehmann, Detlef (1934–1988), deutscher lutherischer Theologieprofessor
- Lehmann, Detlev (* 1954), deutscher Politiker (SPD), MdL
- Lehmann, Diana (* 1983), deutsche Politikerin (SPD)
- Lehmann, Dieter (1928–2013), deutscher Bezirksverwaltungsleiter im Ministerium für Staatssicherheit
- Lehmann, Dieter (* 1929), deutscher Parteifunktionär der CDU der DDR
- Lehmann, Dieter (* 1940), deutscher Fußballspieler
- Lehmann, Dietrich (* 1940), deutscher Theater- und Fernsehschauspieler, Regisseur sowie Hörspielsprecher
- Lehmann, Dirk (* 1971), deutscher Fußballspieler und -trainerDirk Lehmann (* 1971)

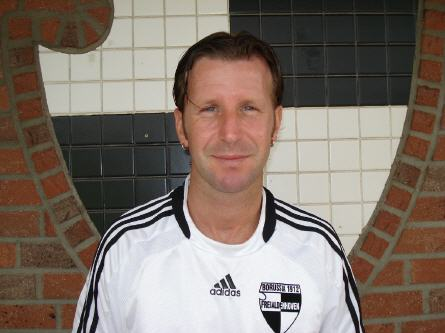
Dirk Lehmann (* 1971)

###### Lehmann, E
- Lehmann, Edgar (1905–1990), deutscher Geograph
- Lehmann, Edgar (1909–1997), deutscher Kunsthistoriker
- Lehmann, Eduard (1916–1986), Schweizer Beamter
- Lehmann, Edvard (1862–1930), dänischer Religionshistoriker und Hochschullehrer
- Lehmann, Eero (* 1974), deutscher Säbelfechter
- Lehmann, Eike (1940–2019), deutscher Schiffbauingenieur und Hochschullehrer
- Lehmann, Elias (1633–1691), deutscher Mediziner in Bautzen und Mitglied der Gelehrtenakademie Leopoldina
- Lehmann, Elmar (1940–2021), deutscher Anglist
- Lehmann, Else (1866–1940), deutsche Schauspielerin
- Lehmann, Emil (1829–1898), deutscher Politiker (DFP), Abgeordneter im Sächsischen Landtag
- Lehmann, Emil (1880–1964), sudetendeutscher Volkstumskämpfer
- Lehmann, Emil (1881–1981), deutscher Mineraloge und Petrologe
- Lehmann, Erich (1878–1942), deutscher Photochemiker und Hochschullehrer
- Lehmann, Erich (1890–1917), deutscher Sprinter und Mittelstreckenläufer
- Lehmann, Erich (1911–1989), deutscher Fußballspieler
- Lehmann, Erich (* 1916), deutscher Fußballspieler
- Lehmann, Erich Leo (1917–2009), US-amerikanischer mathematischer Statistiker
- Lehmann, Erik (* 1984), deutscher Kabarettist
- Lehmann, Erik E. (* 1963), deutscher Wirtschaftswissenschaftler und Hochschullehrer
- Lehmann, Ernst (1870–1924), deutscher Konstrukteur und Rennfahrer
- Lehmann, Ernst (1880–1957), deutscher Botaniker und Universitätsprofessor
- Lehmann, Ernst (1906–1990), österreichischer Historiker, sudetendeutscher Volkstumskämpfer und Mitbegründer des Witikobundes
- Lehmann, Ernst (1908–1945), deutscher Politiker (SPD), engagierte sich im Widerstand gegen den Nationalsozialismus
- Lehmann, Ernst A. (1886–1937), Luftschiffkapitän und ZeppelinbauerErnst A. Lehmann (1886–1937)

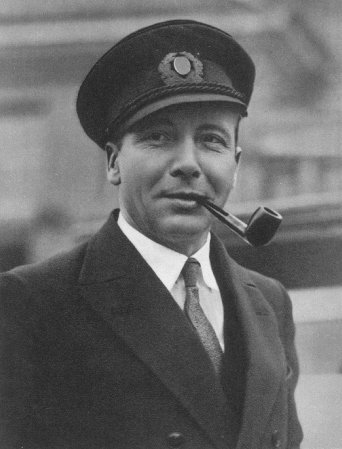
Ernst A. Lehmann (1886–1937)

- Lehmann, Ernst Herbert (1908–1996), deutscher Zeitschriftenwissenschaftler
- Lehmann, Ernst Johann Traugott (1777–1847), deutscher Mineraloge, Bergrechtler und Autor
- Lehmann, Ernst Paul (1856–1934), deutscher Unternehmer und Erfinder in der Spielzeugbranche

###### Lehmann, F
- Lehmann, Felix (1882–1975), deutscher Orchesterleiter und Jazzmusiker
- Lehmann, Felix Phönix (* 1982), deutscher Schauspieler
- Lehmann, Ferdinand (* 1994), deutscher Schauspieler
- Lehmann, Frank (* 1942), deutscher Wirtschaftsjournalist
- Lehmann, Frank (* 1956), deutscher Sportwissenschaftler
- Lehmann, Frank (* 1959), deutscher Fußballspieler
- Lehmann, Frank (* 1989), deutscher Fußballtorwart
- Lehmann, Franz (1860–1942), deutscher Agrar- und Tierernährungswissenschaftler sowie Hochschullehrer
- Lehmann, Franz (1881–1961), deutscher pharmazeutischer Chemiker
- Lehmann, Franz (1899–1945), deutscher Arbeiterfunktionär und antifaschistischer Widerstandskämpfer
- Lehmann, Franz (1907–1951), deutscher Radrennfahrer
- Lehmann, Frederick William (1853–1931), US-amerikanischer Jurist und United States Solicitor General
- Lehmann, Friedrich, deutscher Jurist, Amtshauptmann und Landrat
- Lehmann, Friedrich (1888–1960), deutscher Jurist
- Lehmann, Friedrich (1889–1957), österreichisch-tschechoslowakischer Architekt
- Lehmann, Friedrich (* 1946), deutscher Fußballspieler
- Lehmann, Friedrich Adolph von (1768–1841), deutscher Klaviervirtuose und Komponist sowie Legationsrat am Fürstenhof in Dessau
- Lehmann, Friedrich Gottlob (1805–1869), sächsischer Textilfabrikant und Landtagsabgeordneter
- Lehmann, Fritz (1901–1940), deutsch-US-amerikanischer Ökonom
- Lehmann, Fritz (1904–1956), deutscher Dirigent und Hochschullehrer
- Lehmann, Fritz (1912–2006), deutscher Kameramann
- Lehmann, Fritz (1915–1999), österreichischer Schauspieler und Hörspielsprecher
- Lehmann, Fritz Erich (1902–1970), Schweizer Zoologe

###### Lehmann, G
- Lehmann, Georg (1616–1699), deutscher lutherischer Theologe
- Lehmann, Georg (1870–1931), deutscher Politiker
- Lehmann, Georg (1887–1974), deutscher Jurist, Präsident des Deutschen Tischtennis-Bundes
- Lehmann, Georg (1896–1956), deutscher Politiker (FDP)
- Lehmann, Georg (1900–1958), deutscher Politiker (SPD), MdL
- Lehmann, Georg von (1856–1936), österreichischer General und Reitlehrer
- Lehmann, Gerhard (1900–1987), deutscher Philosoph, Kantforscher
- Lehmann, Gerhard (1907–1986), deutscher Ingenieur, Hochschullehrer und Fachbuchautor
- Lehmann, Gerhard (* 1935), deutscher Sportwissenschaftler
- Lehmann, Gerhard (* 1960), deutscher Amateurastronom und Asteroidenentdecker
- Lehmann, Gerold, Bankmanager
- Lehmann, Gottfried Arnold (1766–1819), deutscher Kupferstecher und Lithograf
- Lehmann, Gottfried Wilhelm (1799–1882), deutscher Kupferstecher und Theologe und einer der Gründungsväter der deutschen Baptisten
- Lehmann, Gottlieb (1762–1824), preußischer Generalmajor
- Lehmann, Grit (* 1976), deutsche Volleyballerin
- Lehmann, Gudrun (* 1943), deutsche Politikerin (Bündnis 90/Die Grünen), MdL
- Lehmann, Gunnar (* 1993), deutscher Agrarwissenschaftler und Politiker (BSW)
- Lehmann, Günter (1920–2015), deutscher Ernährungswissenschaftler und Lebensmitteltechnologe
- Lehmann, Günter (* 1939), deutscher Wissenschaftler, Hochschullehrer, Herausgeber
- Lehmann, Gunther (1897–1974), deutscher Arbeitsphysiologe
- Lehmann, Günther (* 1941), deutscher Unternehmer
- Lehmann, Gustav (1853–1928), deutscher Pädagoge und Botaniker
- Lehmann, Gustav (1855–1926), deutscher Politiker (SPD), MdR und Journalist
- Lehmann, Gustav Adolf (* 1942), deutscher Althistoriker

###### Lehmann, H
- Lehmann, Hannah (* 2004), deutsche Fußballspielerin
- Lehmann, Hannelore (1934–2004), deutsche Politikerin (SED)
- Lehmann, Hans (1861–1946), Schweizer Kunsthistoriker und Museumsdirektor
- Lehmann, Hans (1901–1976), deutscher Politiker (SPD), MdL
- Lehmann, Hans (1906–1983), deutscher Filmproduktionsleiter und Filmproduzent
- Lehmann, Hans Alexander (1875–1930), deutscher Bankier
- Lehmann, Hans Leo (1907–1992), deutsch-britischer Chemiker, Lokalhistoriker und Gemeindeführer
- Lehmann, Hans Ulrich (1937–2013), Schweizer Komponist
- Lehmann, Hans-Albrecht (1894–1976), deutscher Generalmajor im Zweiten Weltkriege
- Lehmann, Hans-Georg (1928–2005), deutscher LDPD-Funktionär
- Lehmann, Hans-Peter (1934–2025), deutscher Regisseur und Intendant
- Lehmann, Hans-Thies (1944–2022), deutscher Germanist, Komparatist und TheaterwissenschaftlerHans-Thies Lehmann (1944–2022)

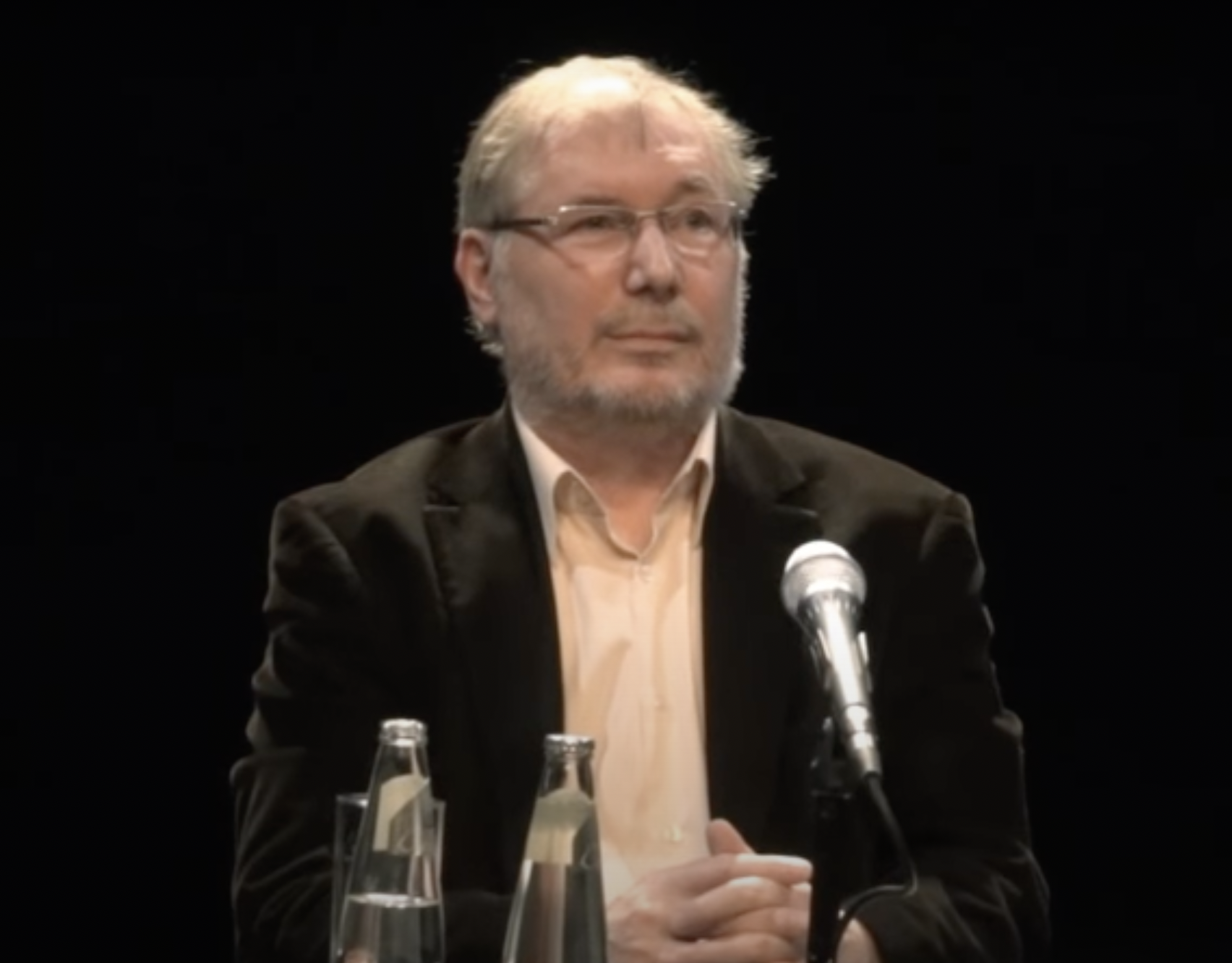
Hans-Thies Lehmann (1944–2022)

- Lehmann, Hanzo, sorbischer Bauernführer und Dorfschulze
- Lehmann, Harry (1924–1998), deutscher Physiker
- Lehmann, Harry (* 1954), Energie- und Ressourcenexperte
- Lehmann, Harry (* 1965), deutscher Philosoph
- Lehmann, Hartmut (* 1936), deutscher Historiker
- Lehmann, Heinrich (1869–1933), deutscher Lehrer und Volksschullehrer, Chorleiter und Verfasser mehrere Wanderbücher über den Deister
- Lehmann, Heinrich (1876–1963), deutscher Rechtswissenschaftler und Hochschullehrer
- Lehmann, Heinrich (1904–1957), deutscher Krupp-Mitarbeiter und Angeklagter im Nürnberger Krupp-Prozess
- Lehmann, Heinrich Franz (1764–1846), deutscher Unternehmer und Bankier
- Lehmann, Heinrich Ludwig (1754–1828), Publizist und Journalist
- Lehmann, Heinrich Otto (1852–1904), deutscher Rechtswissenschaftler, Rechtshistoriker und Hochschullehrer
- Lehmann, Heinrich Wilhelm (1799–1866), preußischer Generalmajor und Inspekteur der 4. Festungs-Inspektion
- Lehmann, Heinz (1907–1985), deutscher Historiker und Anglist
- Lehmann, Heinz (1919–2008), deutscher Ofensetzer und Politiker (LDPD), MdV
- Lehmann, Heinz (1921–2002), deutscher Fußballspieler
- Lehmann, Heinz (1921–1995), deutscher Schachspieler
- Lehmann, Heinz (* 1951), deutscher Politiker (DDR-CDU, CDU), MdL
- Lehmann, Heinz E. (1911–1999), kanadischer Psychiater
- Lehmann, Heinz-Günther (1923–2006), deutscher Schwimmer
- Lehmann, Helge (* 1964), deutscher Autor
- Lehmann, Helma (* 1953), deutsche Ruderin
- Lehmann, Helmer-Christoph (1935–2022), Propst in der Nordelbischen Evangelisch-Lutherischen Kirche und Bürgerrechtler
- Lehmann, Helmut (1882–1959), deutscher Politiker (SPD, SED), MdV
- Lehmann, Helmut (1918–2010), deutscher Maschinenbauingenieur und Vorstand der Buchtal GmbH
- Lehmann, Helmut (* 1935), deutscher Radrennfahrer
- Lehmann, Henni (1862–1937), deutsche Künstlerin und AutorinHenni Lehmann (1862–1937)

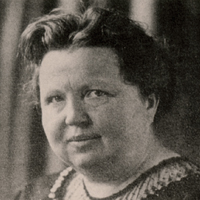
Henni Lehmann (1862–1937)

- Lehmann, Henri (1814–1882), deutsch-französischer Maler
- Lehmann, Henri (1905–1991), deutsch-französischer Altamerikanist
- Lehmann, Herbert (1890–1945), deutscher Maler
- Lehmann, Herbert Friedrich Richard (* 1893), deutscher Landrat
- Lehmann, Herman (1859–1932), US-amerikanisches Entführungsopfer, wurde als Kind deutscher Eltern von Indianern entführt und lebte neun Jahre bei ihnen
- Lehmann, Hermann (1910–1985), britischer Biochemiker
- Lehmann, Hermann (* 1950), deutscher Politiker (NPD)
- Lehmann, Hermann Friedrich Christoph (1821–1879), deutscher Altphilologe, Gymnasiallehrer und Historiker
- Lehmann, Holker (* 1957), deutscher Biathlet
- Lehmann, Horst (* 1929), deutscher Fußballspieler (DDR)
- Lehmann, Horst (1929–2016), deutscher Politiker (SED)

###### Lehmann, I
- Lehmann, Ina (* 1990), deutsche Fußballspielerin
- Lehmann, Inge (1888–1993), dänische Geodätin und Seismologin
- Lehmann, Ingmar (* 1946), deutscher Mathematiker, Sachbuchautor und Hochschullehrer
- Lehmann, Ingo (* 1950), deutscher Politiker (SPD), Oberbürgermeister a. D.
- Lehmann, Ingo (* 1971), deutscher Politiker (SPD)
- Lehmann, Ingrid, deutsche Cheftrainerin Eiskunstlauf (DDR)
- Lehmann, Irina, deutsche Immunologin und Epigenologin
- Lehmann, Issachar Berend (1661–1730), Hofjude Augusts des Starken

###### Lehmann, J
- Lehmann, Jacob Heinrich Wilhelm (1800–1863), deutscher Astronom
- Lehmann, Jakob († 1621), deutscher Ratsherr und Dresdner Bürgermeister
- Lehmann, Jan (* 1971), deutscher Politiker (SPD), MdA
- Lehmann, Jani (* 1948), deutscher Kontrabassist des Gypsy-Jazz
- Lehmann, Jean (1885–1969), Schweizer Kunstmaler, Grafiker und Bildhauer
- Lehmann, Jens (* 1967), deutscher Radsportler und Politiker (CDU)
- Lehmann, Jens (* 1969), deutscher Paläontologe und Professor
- Lehmann, Jens (* 1969), deutscher FußballtorwartJens Lehmann (* 1969)
- Lehmann, Jens (* 1971), deutscher Jurist

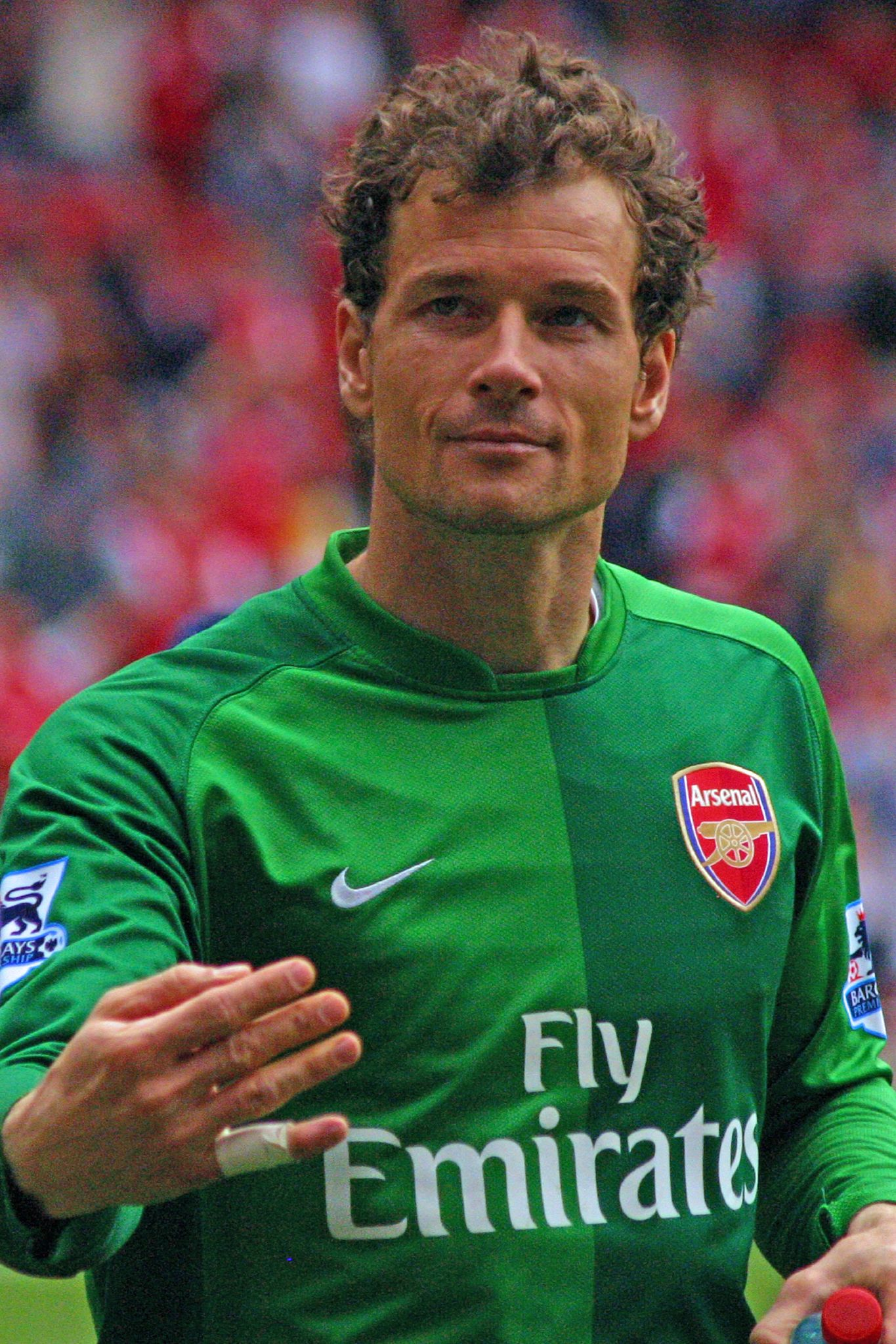
Jens Lehmann (* 1969)

- Lehmann, Jens (* 1982), deutscher Informatiker
- Lehmann, Joachim (1909–1979), deutscher Jurist und Richter des Bundesverfassungsgerichts
- Lehmann, Joachim (* 1930), deutscher Fußballspieler
- Lehmann, Joachim (1935–2000), deutscher Maler
- Lehmann, Johann August (1802–1883), deutscher Gymnasiallehrer
- Lehmann, Johann Carl (1885–1950), deutscher Chirurg und Hochschullehrer
- Lehmann, Johann Christian (1675–1739), deutscher Naturwissenschaftler und Hochschullehrer
- Lehmann, Johann Georg (1765–1811), deutscher Geodät und Kartograf
- Lehmann, Johann Georg (1797–1876), deutscher evangelischer Geistlicher, Historiker Heimatforscher, Autor
- Lehmann, Johann Georg Christian (1792–1860), deutscher Botaniker
- Lehmann, Johann Georg Gottlieb († 1816), deutscher Sänger, Organist und auch Komponist
- Lehmann, Johann Georg von (1688–1750), preußischer Generalmajor, Regimentschef und Festungskommandant
- Lehmann, Johann Gottlieb (1781–1853), deutscher Jurist und Landrat, Oberbürgermeister der Stadt Frankfurt (Oder)
- Lehmann, Johann Gottlieb (1782–1837), deutscher Gymnasiallehrer und Altphilologe
- Lehmann, Johann Gottlob (1719–1767), deutscher Mineraloge und Geologe
- Lehmann, Johann Matthäus von (1778–1853), Politiker und Präsident des Staatsrates des Großherzogtums Hessen
- Lehmann, Johann Ulrich (1817–1876), Schweizer Politiker
- Lehmann, Johannes (1929–2011), deutscher Journalist und Sachbuchautor
- Lehmann, Johannes Christian Eugen (1826–1901), deutscher Politiker, MdHB, Senator und Bürgermeister
- Lehmann, Johannes F. (* 1966), deutscher Germanist und Hochschullehrer
- Lehmann, John (1907–1987), britischer Autor und Verleger
- Lehmann, Jörg (* 1987), deutscher Radrennfahrer
- Lehmann, Joseph (1801–1873), deutscher Schriftsteller
- Lehmann, Joseph (1832–1907), deutscher baptistischer Theologe, Schriftsteller und Lehrer
- Lehmann, Joseph (1872–1933), deutscher Rabbiner
- Lehmann, Julia (* 1984), deutsche Fernsehmoderatorin und ReporterinJulia Lehmann (* 1984)

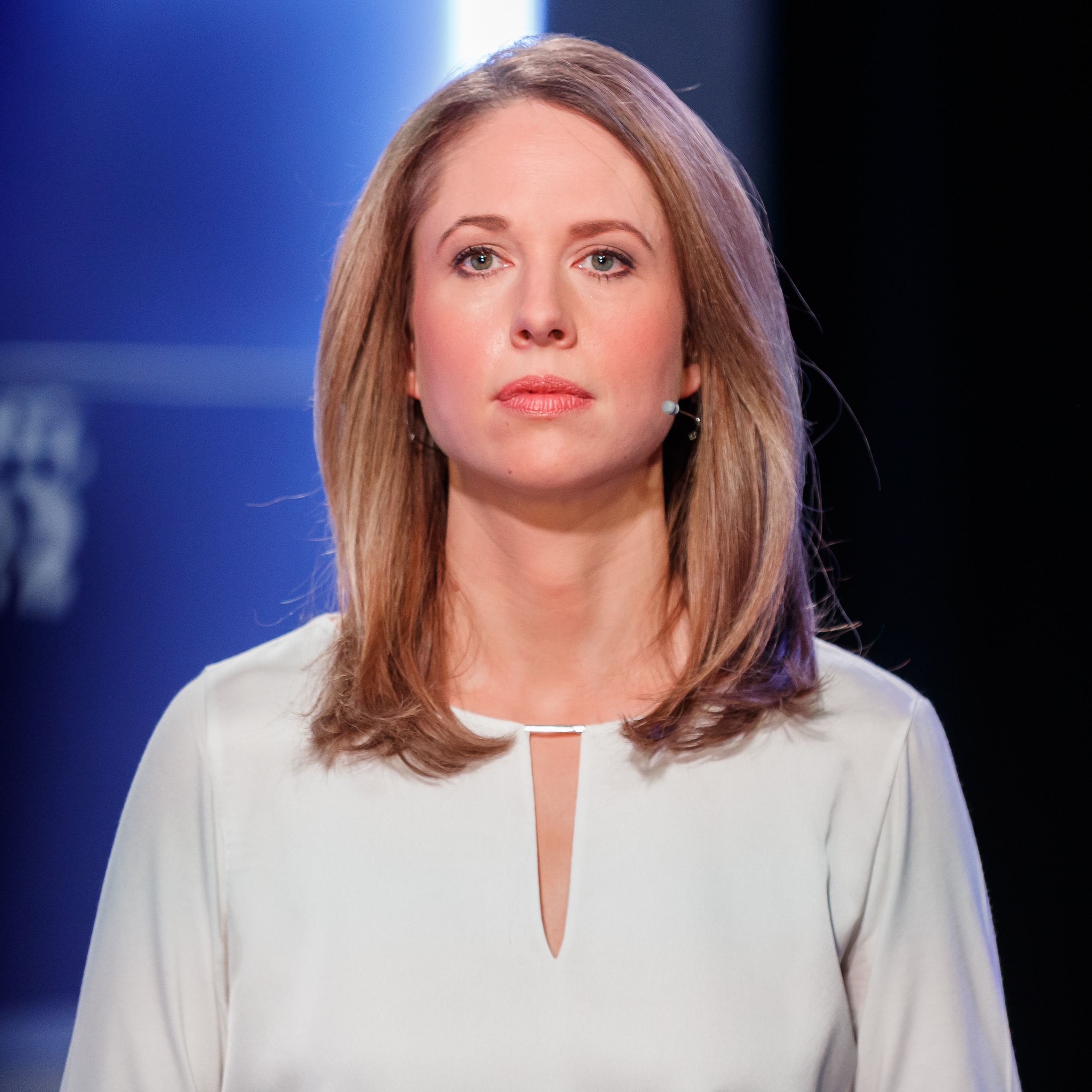
Julia Lehmann (* 1984)

- Lehmann, Julius Carl (1807–1889), deutscher Stadtgerichtsrat
- Lehmann, Julius Friedrich (1864–1935), deutscher Verleger, Unterstützer der Nationalsozialisten
- Lehmann, Jürgen (* 1934), deutscher Schriftsteller
- Lehmann, Jürgen (* 1940), deutscher Sprach- und Kulturwissenschaftler
- Lehmann, Jürgen (* 1957), deutscher Jurist
- Lehmann, Jürgen (* 1975), deutscher Schauspieler und Theaterregisseur
- Lehmann, Jürgen M. (1937–2022), deutscher Kunsthistoriker

###### Lehmann, K
- Lehmann, Kai (* 1971), deutscher Historiker und Museumsleiter
- Lehmann, Karl (1858–1918), deutscher Rechtswissenschaftler und Rektor der Universität Rostock
- Lehmann, Karl (1879–1961), deutscher Politiker (CNBL), MdR
- Lehmann, Karl (1894–1960), deutscher Archäologe
- Lehmann, Karl (1936–2018), deutscher Geistlicher, Bischof von Mainz, KardinalKarl Lehmann (1936–2018)

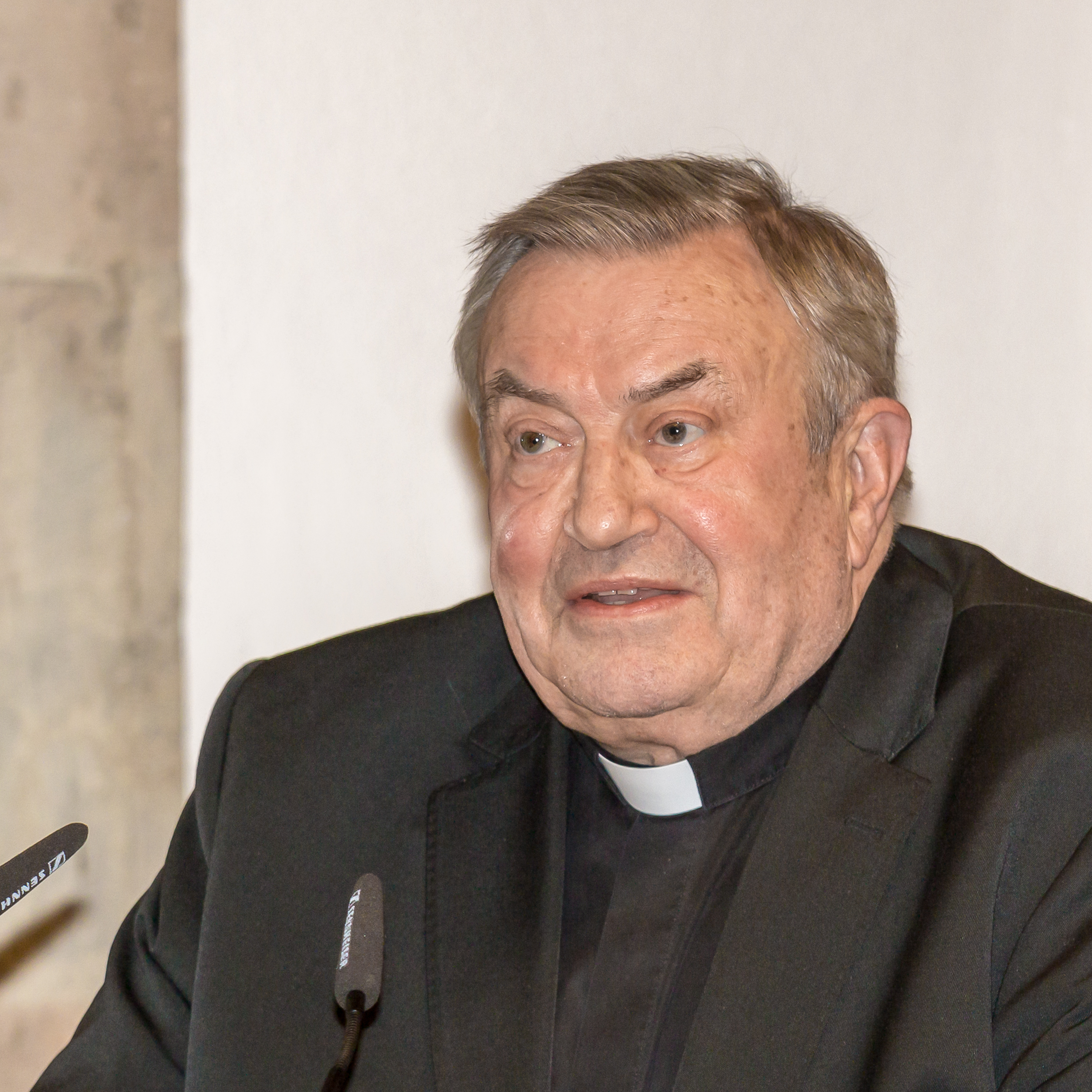
Karl Lehmann (1936–2018)

- Lehmann, Karl August (1833–1909), deutscher Richter und Parlamentarier
- Lehmann, Karl Bernhard (1858–1940), deutscher Bakteriologe, Hygieniker und Pionier der Mikrobiologie
- Lehmann, Karl Friedrich August (1843–1893), deutscher Stenograf und Systemerfinder der Stenotachygraphie
- Lehmann, Karl-Heinz (* 1957), deutscher Judoka
- Lehmann, Karsten (* 1982), deutscher Badmintonspieler
- Lehmann, Katharina (* 1967), deutsche Schauspielerin
- Lehmann, Katharina (* 1984), russisch-deutsche Künstlerin
- Lehmann, Kathrin (* 1963), deutsche Fernseh- und Radiomoderatorin, Journalistin, Medientrainerin
- Lehmann, Kathrin (* 1980), deutsch-schweizerische Eishockey- und Fussballspielerin
- Lehmann, Kevin David (* 2002), deutscher Unternehmersohn und Milliardär
- Lehmann, Kevin K. (* 1955), US-amerikanischer Chemiker (Physikalische Chemie, Spektroskopie)
- Lehmann, Klaus (1927–2016), deutscher Keramiker
- Lehmann, Klaus (* 1939), deutscher Fußballspieler
- Lehmann, Klaus A. (* 1947), deutscher Mediziner und Pharmakologe
- Lehmann, Klaus-Dieter (* 1940), deutscher KulturmanagerKlaus-Dieter Lehmann (* 1940)

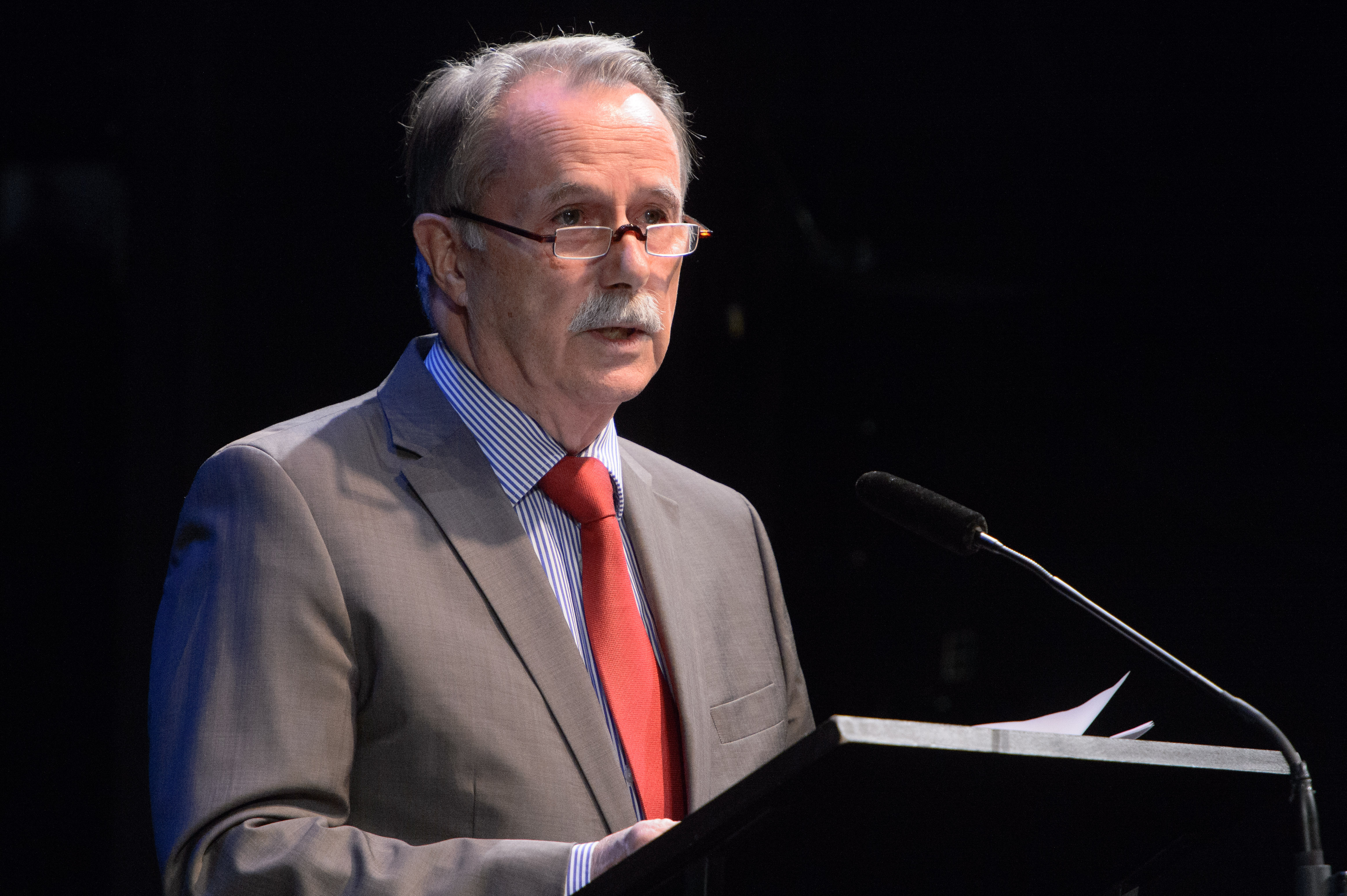
Klaus-Dieter Lehmann (* 1940)

- Lehmann, Kurt (1905–2000), deutscher Bildhauer
- Lehmann, Kurt (1906–1987), deutscher Kommunist und Widerstandskämpfer gegen den Nationalsozialismus
- Lehmann, Kurt (* 1916), deutscher Fußballspieler
- Lehmann, Kurt (1921–1996), deutscher Fußballspieler

###### Lehmann, L
- Lehmann, Lars, deutscher Segelkunstflugpilot
- Lehmann, Lars (* 1977), deutscher Rollstuhlbasketballspieler
- Lehmann, Lasse (* 1996), deutscher Fußballspieler
- Lehmann, Lennox (* 2005), deutscher Motorradrennfahrer
- Lehmann, Leo (1782–1859), deutscher Maler
- Lehmann, Leonhard (* 1947), deutscher katholischer Theologe
- Lehmann, Lilli (1848–1929), deutsche Opernsängerin (Sopran) und Gesangspädagogin
- Lehmann, Liza (1862–1918), englische Komponistin, Sängerin und Pianistin
- Lehmann, Lömsch (* 1966), deutscher Jazzmusiker, Mitglied des Kammermusik Ensemble Rheinland-Pfalz
- Lehmann, Lothar (1942–1961), Todesopfer an der Berliner Mauer
- Lehmann, Lothar (* 1946), deutscher Fußballspieler
- Lehmann, Lotte (1888–1976), deutschamerikanische Opernsängerin (Sopran)Lotte Lehmann (1888–1976)

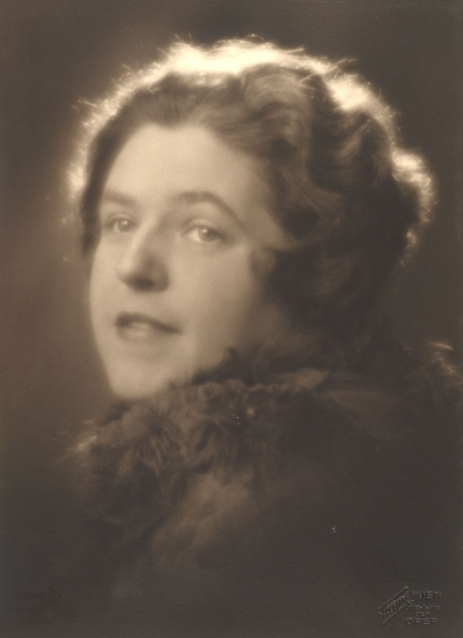
Lotte Lehmann (1888–1976)

- Lehmann, Lotte (* 1906), deutsche Schwimmerin und Olympiateilnehmerin
- Lehmann, Lucas (* 1989), deutscher Florettfechter
- Lehmann, Ludwig (1802–1877), deutscher Unternehmer und Bankier
- Lehmann, Ludwig (1867–1947), evangelischer deutscher Theologe, Pfarrer und Autor
- Lehmann, Lutz (1927–2019), deutscher Journalist
- Lehmann, Lutz (* 1963), deutscher Radrennfahrer

###### Lehmann, M
- Lehmann, Manfred (* 1945), deutscher Schauspieler und SynchronsprecherManfred Lehmann (* 1945)

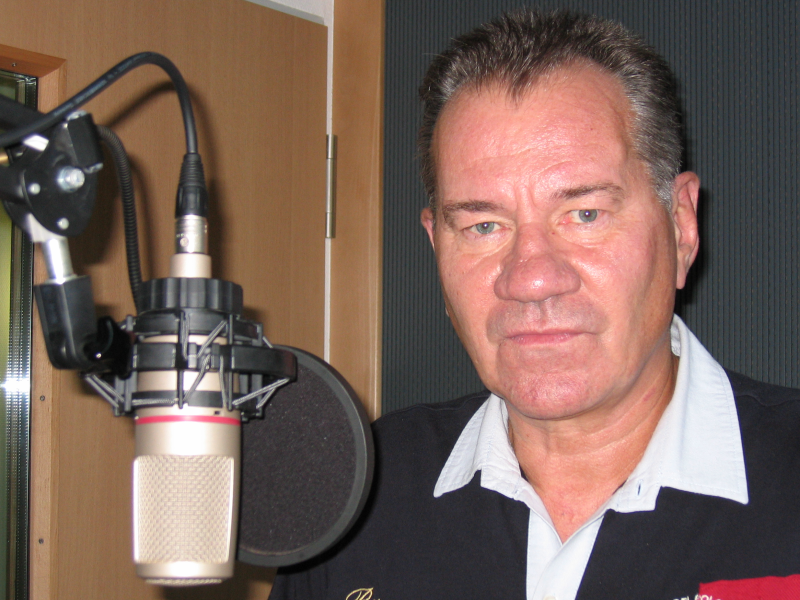
Manfred Lehmann (* 1945)

- Lehmann, Marc (* 1970), Schweizer Journalist und Moderator
- Lehmann, Marcel (* 1953), deutscher Musikpädagoge, Liedtexter und Komponist
- Lehmann, Marco (* 1993), schweizerischer Basketballspieler
- Lehmann, Marcus (1831–1890), deutscher orthodoxer Rabbiner
- Lehmann, Maren (* 1966), deutsche Soziologin und Hochschullehrerin
- Lehmann, Marie (1851–1931), deutsche Opernsängerin
- Lehmann, Mario (* 1970), deutscher Politiker (AfD), MdL
- Lehmann, Markus (* 1955), Schweizer Politiker (CVP)
- Lehmann, Markus (* 1961), deutsch-österreichischer Unternehmer und Pokerspieler
- Lehmann, Martin (* 1955), deutscher Richter am Bundesgerichtshof
- Lehmann, Martin (* 1973), deutscher Chorleiter
- Lehmann, Martin B. (1963–2011), Schweizer Politiker (SP)
- Lehmann, Mathilde (1917–2007), deutsche Kommunalpolitikerin (SPD)
- Lehmann, Matthias (* 1972), deutscher Rechtswissenschaftler und Hochschullehrer
- Lehmann, Matthias (* 1978), französisch-brasilianischer Grafiker und Comic-Künstler
- Lehmann, Matthias (* 1983), deutscher Illustrator und Comic-Künstler
- Lehmann, Matthias (* 1983), deutscher FußballspielerMatthias Lehmann (* 1983)

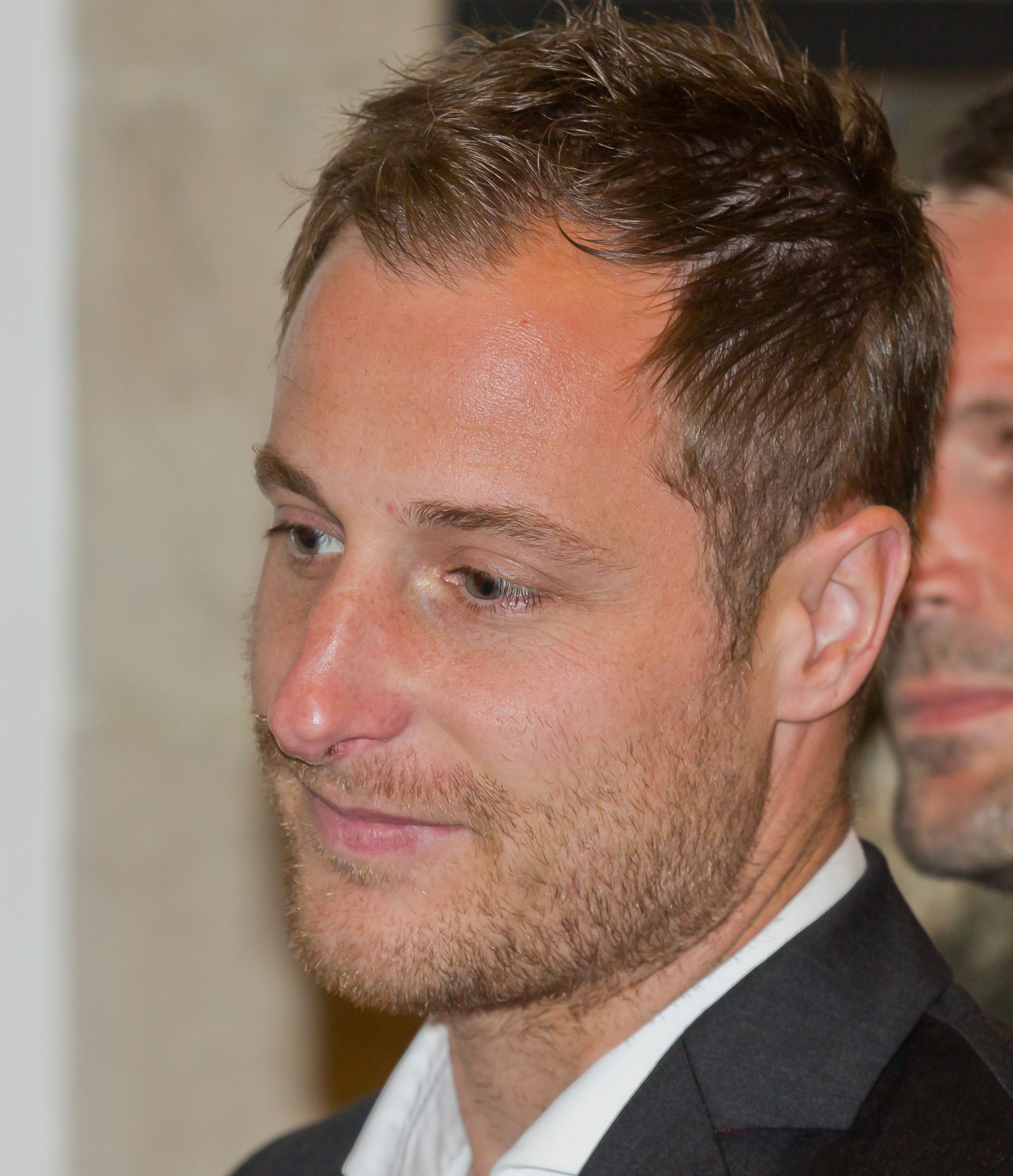
Matthias Lehmann (* 1983)

- Lehmann, Maurice (1895–1974), französischer Theater- und Filmregisseur, Theaterleiter, Produzent und Schauspieler
- Lehmann, Max (1845–1929), deutscher Historiker und Hochschullehrer
- Lehmann, Max (* 1892), deutscher SA-Führer, zuletzt im Rang eines SA-Gruppenführers
- Lehmann, Max Rudolf (1886–1965), deutscher Wirtschaftswissenschaftler
- Lehmann, Maxime (1906–2009), schweizerisch-französischer Fußballspieler
- Lehmann, Michael (1827–1903), deutscher Pädagoge, Schriftsteller, Journalist und Musiker
- Lehmann, Michael (* 1949), deutscher Rechtswissenschaftler und Hochschullehrer
- Lehmann, Michael (* 1957), US-amerikanischer Regisseur
- Lehmann, Michael (* 1984), deutscher Fußballspieler
- Lehmann, Monika (* 1972), Schweizer Triathletin
- Lehmann, Moritz (* 1993), deutscher Film- und Theaterschauspieler sowie Synchronsprecher

###### Lehmann, N
- Lehmann, Nadine (* 1990), Schweizer Curlerin
- Lehmann, Nanette (1920–1999), deutsche Malerin, Grafikerin, Bildhauerin und Keramikerin
- Lehmann, Nick (* 1999), deutscher Handballtorwart
- Lehmann, Niclas (* 2001), deutscher Segler und Steuermann der für Österreich startet
- Lehmann, Nikolaus Joachim (1921–1998), deutscher Informatiker und Mathematiker
- Lehmann, Nils (* 1968), deutscher Handballspieler
- Lehmann, Norbert (* 1960), deutscher JournalistNorbert Lehmann (* 1960)

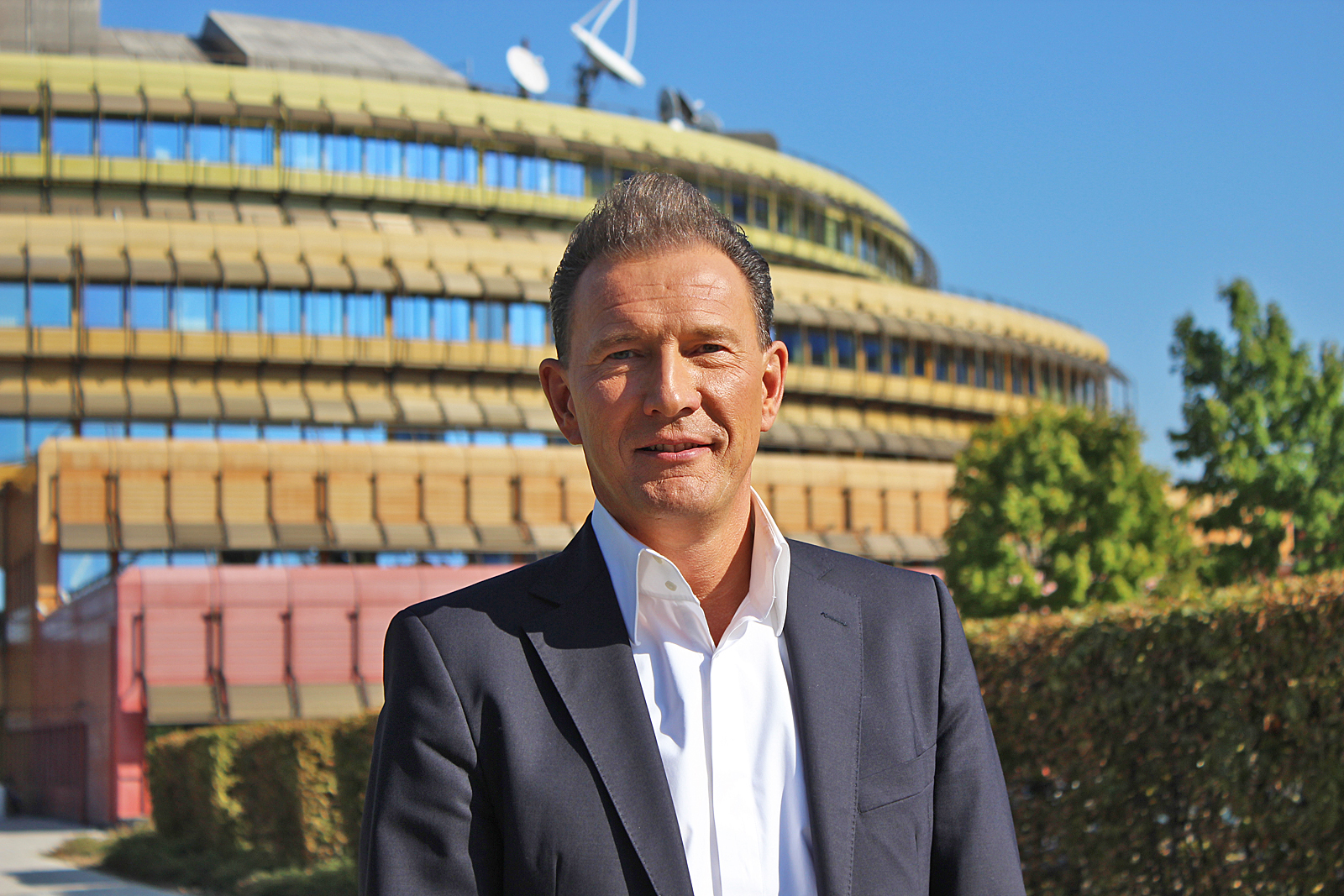
Norbert Lehmann (* 1960)

###### Lehmann, O
- Lehmann, Ole (* 1969), deutscher DJ, Musicaldarsteller, Comedian, Autor und Redakteur
- Lehmann, Orla (1810–1870), dänischer Jurist und Politiker (De Nationalliberale), Mitglied des Folketing
- Lehmann, Otto (1855–1922), deutscher Physiker und „Vater“ der Flüssigkristall-Forschung
- Lehmann, Otto (1865–1951), deutscher Museumsdirektor
- Lehmann, Otto (1884–1941), österreichisch-schweizerischer Geograph und Hochschullehrer
- Lehmann, Otto (1889–1968), deutscher Filmproduktionsleiter
- Lehmann, Otto (1892–1973), deutscher Politiker (NSDAP), MdR, MdL
- Lehmann, Otto (1900–1936), deutscher Widerstandskämpfer gegen den Nationalsozialismus
- Lehmann, Otto (1913–1991), deutscher Politiker (SED) und Gewerkschaftsfunktionär
- Lehmann, Otto (1943–2021), Schweizer Zeichner und Maler

###### Lehmann, P
- Lehmann, Paul (1850–1930), deutscher Geograph und Hochschullehrer
- Lehmann, Paul (1865–1922), deutscher Gutspächter und Politiker (NLP), MdR
- Lehmann, Paul (1883–1961), deutscher Parteifunktionär (SPD, SED), Bürgermeister von Wurzen (1947–1948)
- Lehmann, Paul (1884–1964), deutscher Altphilologe
- Lehmann, Paul (* 1888), deutscher Gewerkschafter und Politiker (SPD, SED), MdL
- Lehmann, Paul (1906–1994), US-amerikanischer evangelischer Theologe, Ethiker und Autor
- Lehmann, Paul (1923–2009), deutscher Fußballspieler
- Lehmann, Paul (1923–2022), deutscher Bühnen- und Szenenbildner
- Lehmann, Paul (* 2004), deutscher Fußballspieler
- Lehmann, Percy (1953–2023), deutscher Dermatologe und Hochschullehrer
- Lehmann, Peter (1921–1995), deutscher Bildhauer
- Lehmann, Peter (1930–2013), australischer Winzer
- Lehmann, Peter (* 1943), chilenischer Schauspieler und Dramaturg
- Lehmann, Peter (* 1950), deutscher Autor der AntipsychiatriebewegungPeter Lehmann (* 1950)

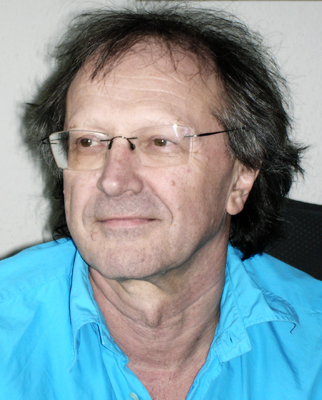
Peter Lehmann (* 1950)

- Lehmann, Peter (* 1961), deutscher Wirtschaftsinformatiker und Hochschullehrer
- Lehmann, Peter (* 1982), deutscher Politiker (Bündnis 90/Die Grünen)
- Lehmann, Peter Ambrosius (1663–1729), deutscher Schriftsteller, Lehrer und Legionsrat
- Lehmann, Peter von (1814–1904), preußischer Generalleutnant, Numismatiker
- Lehmann, Pole (1924–2016), Schweizer Maler, Zeichner und Pädagoge

###### Lehmann, R
- Lehmann, Rainer (* 1946), deutscher Handballspieler
- Lehmann, Rainer-Michael (* 1960), deutscher Politiker (SPD, bis 2010 FDP), MdA
- Lehmann, Ralf (* 1960), deutscher Fußballspieler
- Lehmann, Ralf-Jürgen (1933–2015), deutscher Gebrauchsgrafiker und Illustrator
- Lehmann, Reinhard G. (* 1955), deutscher Althebraist und Epigraphiker
- Lehmann, Reinhold (* 1950), deutscher Geograf, Vermessungsingenieur und Buchautor
- Lehmann, Richard (1845–1942), deutscher Geograph und Hochschullehrer
- Lehmann, Richard (1864–1943), deutscher Ingenieur und Unternehmer
- Lehmann, Richard (1900–1945), Widerstandskämpfer gegen den Nationalsozialismus
- Lehmann, Richard (1911–1934), österreichischer Widerstandskämpfer, erschossen vom Dollfuß-Regime
- Lehmann, Robert (1910–1973), deutscher SS-Hauptsturmführer und stellvertretender Führer der Einsatzgruppe H
- Lehmann, Robert (1910–1993), deutscher Politiker (KPD, SED), MdV, MdL, Vorsitzender der Pionierorganisation Ernst Thälmann (1957–1964)
- Lehmann, Robert (* 1982), deutscher Chemiker und Numismatiker
- Lehmann, Robert Marc (* 1983), deutscher Meeresbiologe
- Lehmann, Robert von (1818–1878), Landtagsabgeordneter Großherzogtum Hessen
- Lehmann, Rolf (1934–2005), deutscher Generalmajor der NVA
- Lehmann, Rolf (* 1937), deutscher Politiker (SPD), Wirtschaftsbürgermeister von Stuttgart
- Lehmann, Rosamond (1901–1990), englische Schriftstellerin
- Lehmann, Rudolf (1819–1905), deutsch-englischer Maler
- Lehmann, Rudolf (1842–1914), deutscher Ingenieur und Japanpionier
- Lehmann, Rudolf (1855–1927), deutscher Pädagoge
- Lehmann, Rudolf (1887–1969), deutscher Ethnologe
- Lehmann, Rudolf (1890–1955), deutscher JuristRudolf Lehmann (1890–1955)

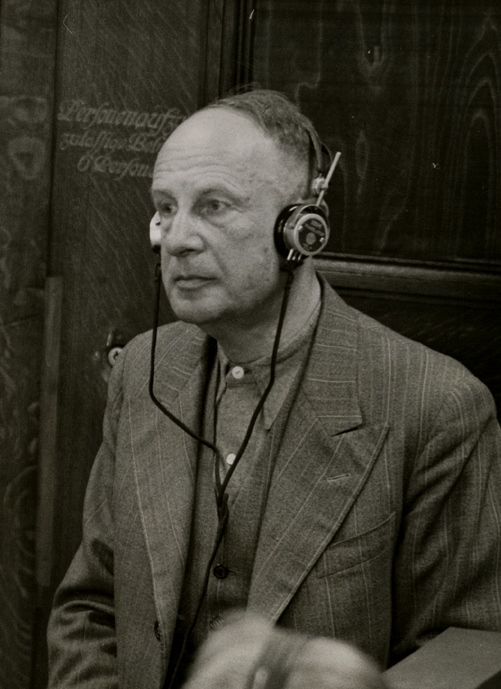
Rudolf Lehmann (1890–1955)

- Lehmann, Rudolf (1891–1984), deutscher Historiker und Archivar
- Lehmann, Rudolf (1914–1983), deutscher SS-Standartenführer der Leibstandarte SS Adolf Hitler
- Lehmann, Rudolf Chambers (1856–1929), englischer Schriftsteller deutscher Abstammung
- Lehmann, Ruth (* 1955), deutsch-amerikanische Biologin

###### Lehmann, S
- Lehmann, Samuel (1808–1896), Schweizer Politiker und Oberfeldarzt der Armee
- Lehmann, Sandra (* 1983), deutsche Schauspielerin, Moderatorin und Musikerin
- Lehmann, Sascha (* 1998), Schweizer Sportkletterer
- Lehmann, Schmeling (* 1936), deutscher Jazzmusiker (Gitarre)
- Lehmann, Sebastian (* 1982), deutscher SchriftstellerSebastian Lehmann (* 1982)

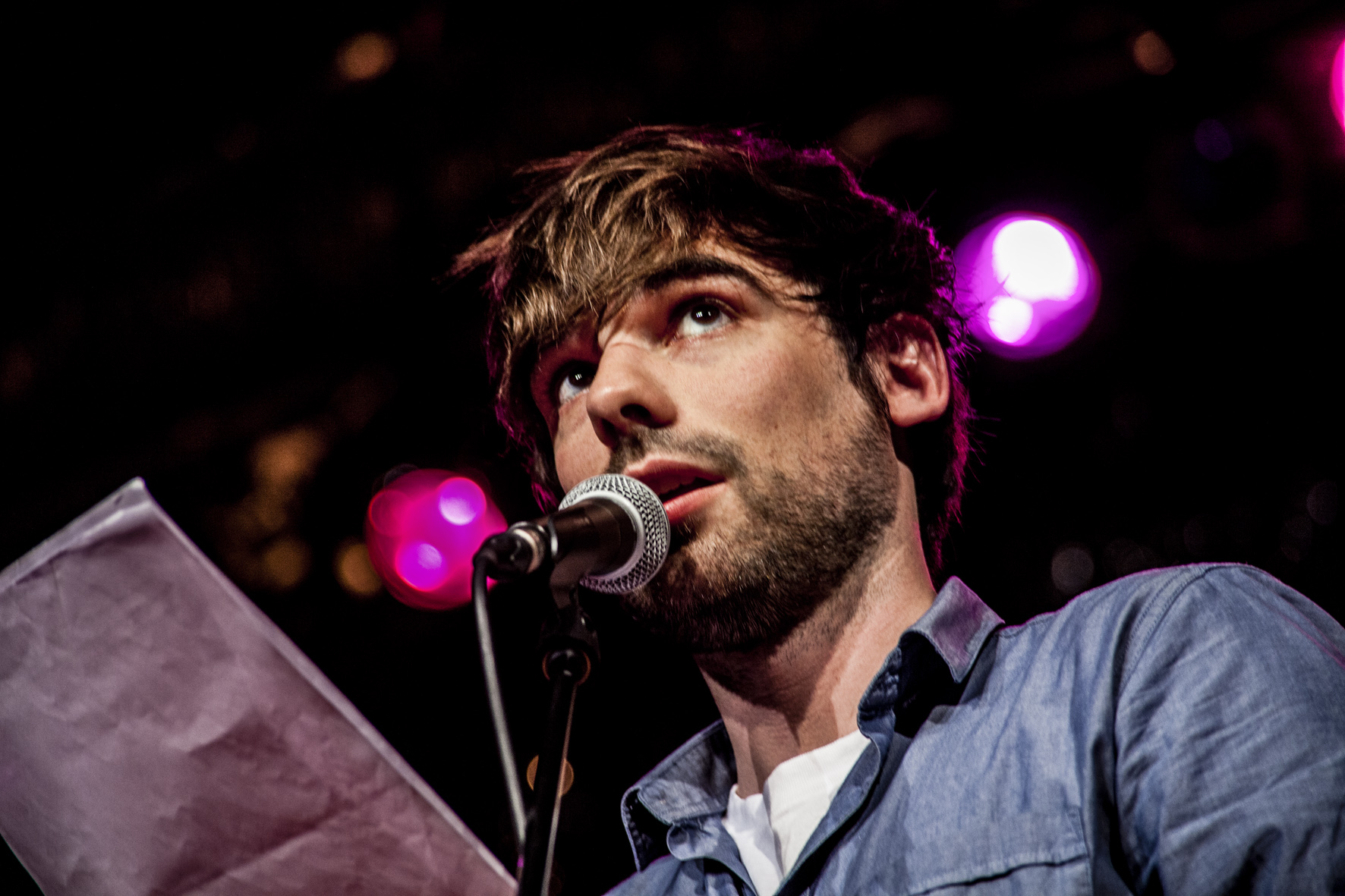
Sebastian Lehmann (* 1982)

- Lehmann, Sebastian (* 1985), deutscher Eishockeyspieler
- Lehmann, Siegfried (1892–1958), deutsch-israelischer Arzt und Pädagoge
- Lehmann, Siegfried (* 1955), deutscher Politiker (Bündnis 90/Die Grünen), MdL
- Lehmann, Silvio (* 1945), österreichischer Soziologe, Historiker und politischer Aktivist
- Lehmann, Sonja (* 1979), deutsche Hockeyspielerin
- Lehmann, Stefan (* 1951), deutscher Klassischer Archäologe
- Lehmann, Steffen (* 1963), deutscher Architekt und Hochschullehrer
- Lehmann, Steffen (* 1976), deutscher Schauspieler und Sprecher
- Lehmann, Steffi (* 1984), deutsche Volleyballspielerin
- Lehmann, Stephan (* 1962), deutscher HörfunkmoderatorStephan Lehmann (* 1962)

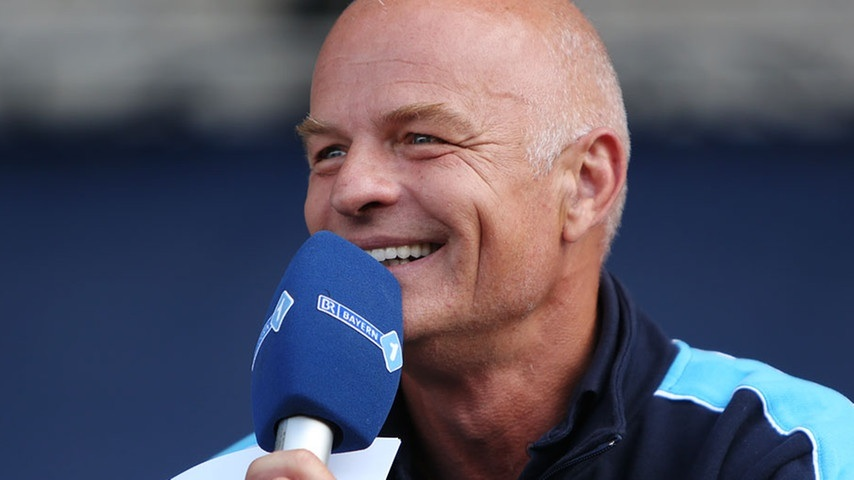
Stephan Lehmann (* 1962)

- Lehmann, Stephan (* 1963), Schweizer Fussballspieler und -trainer
- Lehmann, Sven (1965–2013), deutscher Schauspieler
- Lehmann, Sven (* 1979), deutscher Politiker (Bündnis 90/Die Grünen)
- Lehmann, Sven (* 1991), Schweizer Fußballspieler
- Lehmann, Sylvia (* 1954), deutsche Politikerin (SPD), MdL

###### Lehmann, T
- Lehmann, Tanja (* 1989), Schweizer Schauspielerin
- Lehmann, Thea, deutsche Krimiautorin
- Lehmann, Theo (* 1934), deutscher Pfarrer, Evangelist und Buchautor
- Lehmann, Theodor (1824–1862), holsteinischer Politiker und Jurist
- Lehmann, Theodor Johannes (1920–1991), deutscher Ingenieurwissenschaftler
- Lehmann, Theodosius (1641–1696), deutscher Hofbeamter im Herzogtum Sachsen-Merseburg
- Lehmann, Thomas (* 1967), deutscher Schauspieler
- Lehmann, Tobias J. (* 1966), deutscher Schauspieler und Theaterregisseur
- Lehmann, Tom (* 1958), US-amerikanischer Spieleautor
- Lehmann, Tom (* 1987), deutscher Ruderer
- Lehmann, Trude (1892–1987), deutsche Schauspielerin

###### Lehmann, U
- Lehmann, Udo (1943–2007), deutscher Wasserballspieler und -manager
- Lehmann, Udo (* 1966), deutscher römisch-katholischer Theologe
- Lehmann, Ulf (1933–1992), deutscher Slawist
- Lehmann, Ulf (* 1958), deutscher Regattasegler
- Lehmann, Ulla (* 1978), deutsche Filmproduzentin
- Lehmann, Ulrich (1916–2003), deutscher Paläontologe
- Lehmann, Ulrich (* 1944), Schweizer Dressurreiter
- Lehmann, Ulrike (* 1982), deutsche Shorttrackerin
- Lehmann, Urs (1966–2017), Schweizer Künstler
- Lehmann, Urs (* 1969), Schweizer SkirennfahrerUrs Lehmann (* 1969)

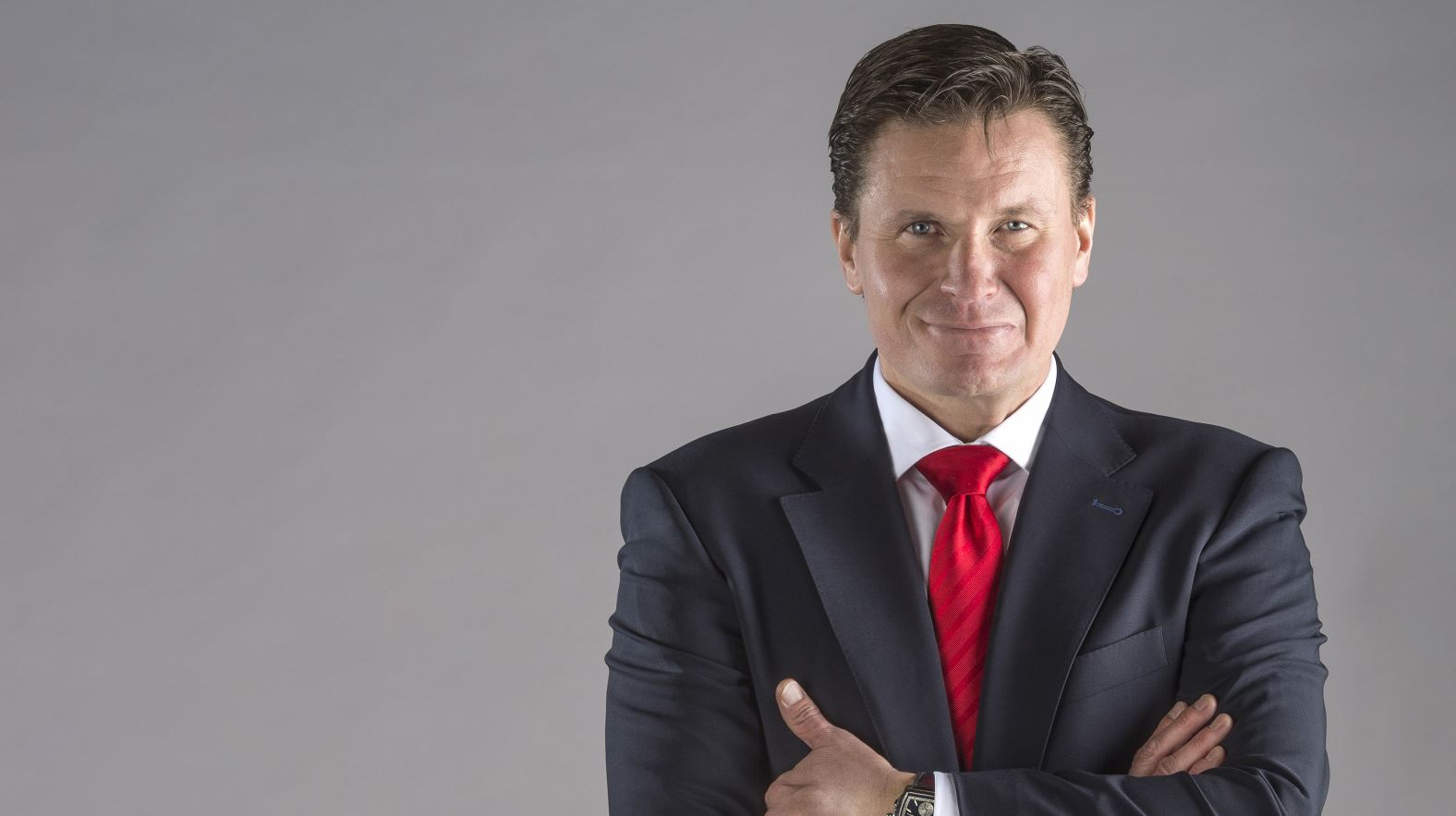
Urs Lehmann (* 1969)

- Lehmann, Ute (1960–2015), österreichische Keramikerin und Grafikerin

###### Lehmann, V
- Lehmann, Volkmar (* 1943), deutscher Slawist
- Lehmann, Vreni (* 1949), Schweizer Tischtennisspielerin

###### Lehmann, W
- Lehmann, Walter (1878–1939), deutscher Altamerikanist
- Lehmann, Walter (1890–1967), deutscher Filmproduktionsleiter und Herstellungsleiter
- Lehmann, Walter (1919–2017), Schweizer Turner
- Lehmann, Walter Maximilian (1880–1959), deutscher Paläontologe
- Lehmann, Werner (1904–1941), deutscher Kommunist und Widerstandskämpfer gegen den Nationalsozialismus
- Lehmann, Werner R. (1922–1999), deutscher Schriftsteller, Literaturkritiker und Übersetzer
- Lehmann, Wilhelm (1840–1886), deutscher Auswanderer, Gründer mehrerer argentinischer Städte
- Lehmann, Wilhelm (1882–1968), deutscher SchriftstellerWilhelm Lehmann (1882–1968)

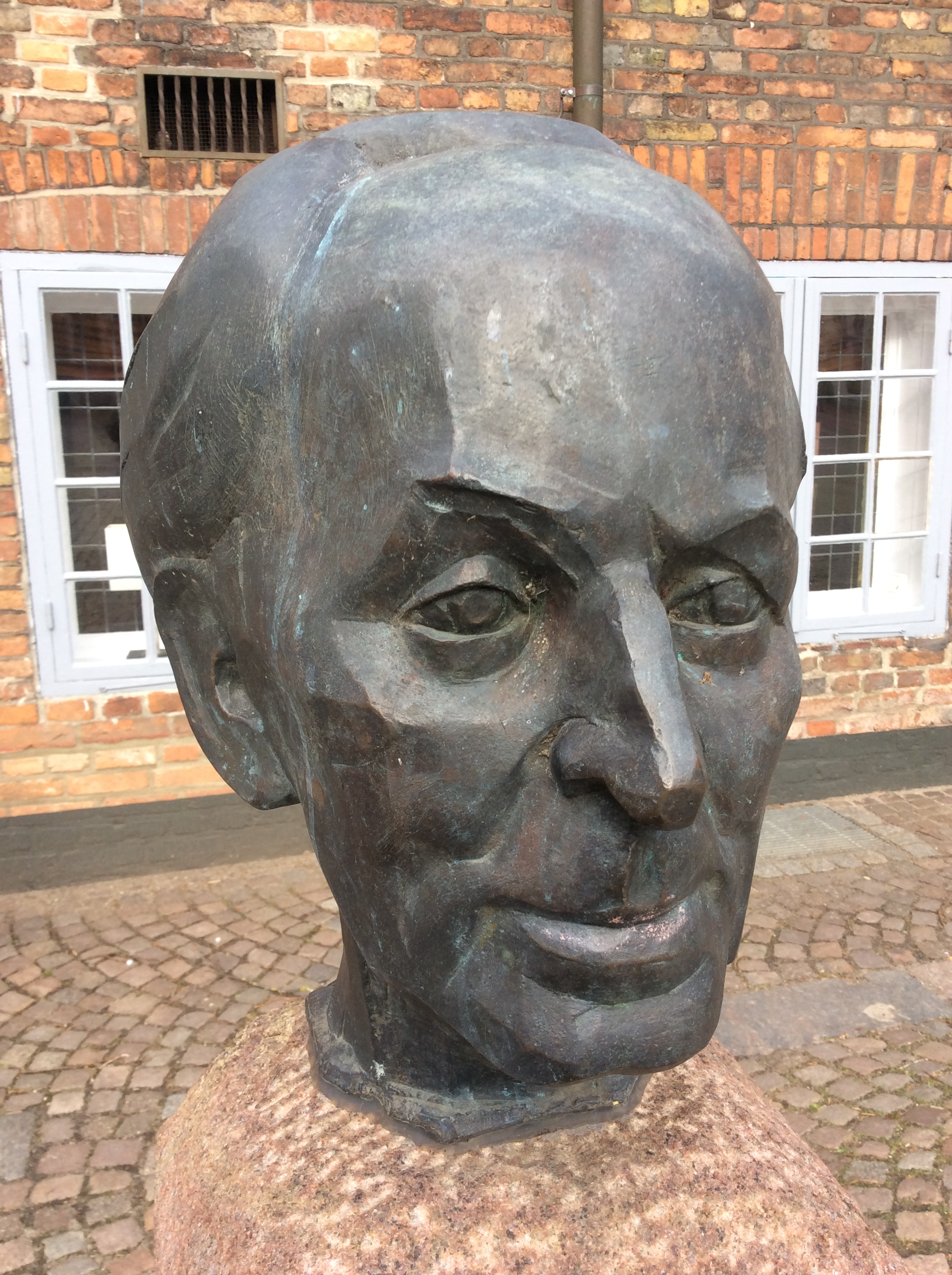
Wilhelm Lehmann (1882–1968)

- Lehmann, Wilhelm Ludwig (1861–1932), Schweizer Landschaftsmaler
- Lehmann, Willy (1884–1942), sowjetischer Spion im Deutschen Reich
- Lehmann, Winfred P. (1916–2007), US-amerikanischer Linguist
- Lehmann, Wolf-Dieter (* 1948), deutscher Chemiker
- Lehmann, Wolfgang (1905–1980), deutscher Anthropologe, Mediziner und Hochschullehrer
- Lehmann, Wolfgang (1948–1996), deutscher Fußballspieler
- Lehmann, Wolfgang (* 1972), deutscher Chirurg und Hochschullehrer

###### Lehmann, Z
- Lehmann, Zander (* 1987), US-amerikanischer Drehbuchautor und Showrunner

###### Lehmann-B
- Lehmann-Billaudelle, Angelika (1920–1964), deutsche Bildhauerin
- Lehmann-Brauns, Anna (* 1967), deutsche Künstlerin
- Lehmann-Brauns, Paul (1885–1970), deutscher Landschaftsmaler
- Lehmann-Brauns, Uwe (* 1938), deutscher Politiker (CDU), MdA, Vizepräsident des Berliner Abgeordnetenhauses
- Lehmann-Brockhaus, Otto (1909–1999), deutscher Kunsthistoriker, Direktor der Hertziana in Rom
- Lehmann-Brockhaus, Ursula (1934–2019), deutsche Kunsthistorikerin

###### Lehmann-C
- Lehmann-Carli, Gabriela (* 1961), deutsche Slawistin

###### Lehmann-D
- Lehmann-Dolle, Robert (* 1984), deutscher Eisschnellläufer

###### Lehmann-F
- Lehmann-Fahrwasser, Georg (1887–1977), deutscher Landschaftsmaler
- Lehmann-Filhés, Bertha (* 1819), deutsche Schriftstellerin
- Lehmann-Filhés, Rudolf (1854–1914), deutscher Mathematiker und Astronom

###### Lehmann-G
- Lehmann-Grube, Hinrich (1932–2017), deutscher Politiker (SPD), Leipziger Oberbürgermeister (1990–1998)Hinrich Lehmann-Grube (1932–2017)

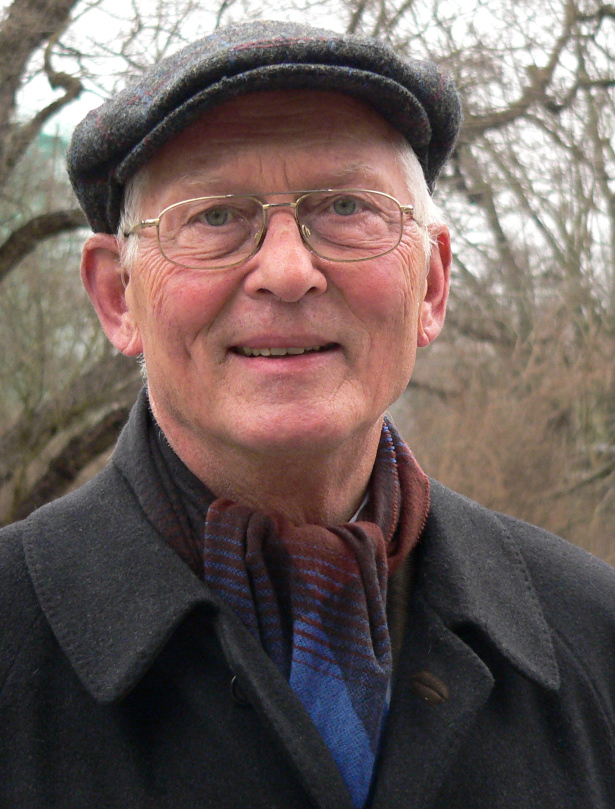
Hinrich Lehmann-Grube (1932–2017)

###### Lehmann-H
- Lehmann-Hasemeyer, Sibylle (* 1977), deutsche Historikerin
- Lehmann-Haupt, Carl Friedrich (1861–1938), deutscher Orientalist und Althistoriker
- Lehmann-Haupt, Hellmut (1903–1992), deutscher Kunsthistoriker und Buchwissenschaftler
- Lehmann-Haupt, Miriam (1904–1981), österreichisch-amerikanische Schauspielerin
- Lehmann-Haupt, Sandy (1942–2001), US-amerikanischer Tontechniker
- Lehmann-Hohenberg, Johannes (1851–1925), deutscher Geologe, Gesellschafts- und Justizkritiker
- Lehmann-Horn, Markus (* 1977), deutscher Komponist

###### Lehmann-L
- Lehmann-Leonhard, Wilhelm (1866–1954), deutscher Tier- und Genremaler

###### Lehmann-N
- Lehmann-Nitsche, Robert (1872–1938), deutscher Ethnologe

###### Lehmann-R
- Lehmann-Rußbüldt, Otto (1873–1964), deutscher Pazifist und politischer Publizist

###### Lehmann-S
- Lehmann-Schramm, Willy (* 1866), deutscher Illustrator
- Lehmann-Steglitz, Martin (* 1884), deutscher Maler, Gebrauchsgrafiker und Kunsthandwerker

###### Lehmann-T
- Lehmann-Tovote, Annelise (1908–1968), deutsche Fotografin

###### Lehmann-W
- Lehmann-Waldschütz, Gertrud (1905–2001), deutsche Autorin
- Lehmann-Wandschneider, Ulrike (* 1980), deutsche Juristin und Richterin
- Lehmann-Willenbrock, Heinrich (1911–1986), deutscher Kapitän und FregattenkapitänHeinrich Lehmann-Willenbrock (1911–1986)

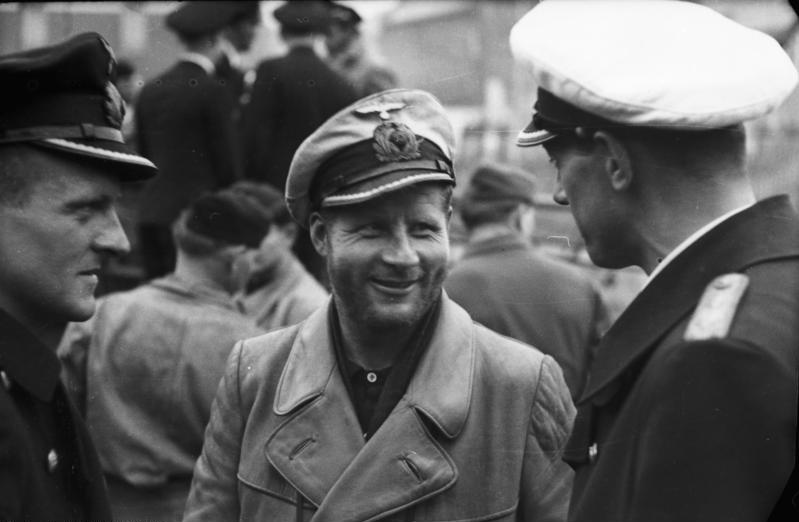
Heinrich Lehmann-Willenbrock (1911–1986)

- Lehmann-Willenbrock, Nale (* 1982), deutsche Organisationspsychologin
- Lehmann-Wirth, Monika (* 1959), Schweizer Politikerin (CVP)
- Lehmann-Wittenberg, Eduard Alfred (1889–1952), deutscher Kunstmaler

##### Lehmay
- Lehmayer, Katharina (* 1963), österreichische Richterin, Präsidentin des Oberlandesgerichtes Linz

#### Lehmb
- Lehmbecker, Walter (1898–1980), deutscher Pädagoge, Heimatforscher und Schriftsteller
- Lehmbrock, Josef (1918–1999), deutscher Architekt
- Lehmbrock, Peter (1919–1990), deutscher Schauspieler
- Lehmbruch, Gerhard (1928–2022), deutscher Politikwissenschaftler
- Lehmbruck, Manfred (1913–1992), deutscher Architekt und Hochschullehrer
- Lehmbruck, Wilhelm (1881–1919), deutscher Bildhauer und Grafiker und MedailleurWilhelm Lehmbruck (1881–1919)

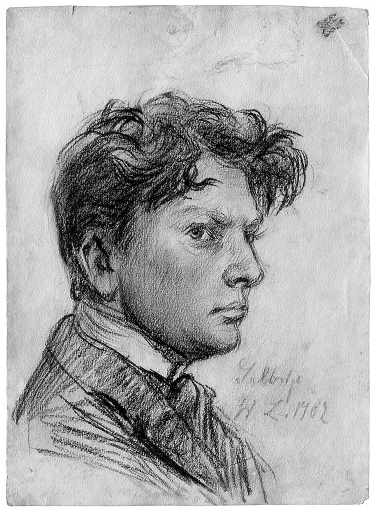
Wilhelm Lehmbruck (1881–1919)

#### Lehmd
- Lehmden, Anton (1929–2018), österreichischer Maler und Grafiker

#### Lehme
- Lehmen, Thomas (* 1963), deutscher Choreograf und Tänzer
- Lehmensick, Erich (1898–1984), deutscher Erziehungswissenschaftler und Reformpädagoge
- Lehmensick, Fritz (1862–1934), deutscher Lehrer und Autor
- Lehment, Conrad-Michael (* 1945), deutscher Politiker (LDPD, FDP), MdV, MdL, MdB, Landesminister von Mecklenburg-Vorpommern
- Lehmer, Derrick Henry (1905–1991), US-amerikanischer Mathematiker
- Lehmer, Derrick Norman (1867–1938), US-amerikanischer Mathematiker
- Lehmer, Emma (1906–2007), US-amerikanische Mathematikerin
- Lehmer, Max (1885–1964), deutscher Volkswirt und Politiker (BVP, CSU), MdL
- Lehmer, Maximilian (* 1946), deutscher Politiker (CSU), MdB
- Lehmeyer, Emilia (* 1997), deutsche Leichtathletin in der Disziplin Gehen

#### Lehmg
- Lehmgrübner, Paul (1855–1916), deutscher Architekt und preußischer Baubeamter

#### Lehmi
- Lehming, Sigo (1927–2021), lutherischer Theologe und Militärbischof

#### Lehmk
- Lehmkemper, Denis (* 1972), deutscher Jurist und Landesbeauftragter für den Datenschutz in Niedersachsen
- Lehmker, Steffen (* 1989), deutscher Behindertensportler
- Lehmkuhl, August (1834–1918), deutscher Geistlicher, Jesuit und Moraltheologe
- Lehmkuhl, Dennis (* 1979), deutscher Philosoph
- Lehmkuhl, Frank (* 1966), deutscher Basketballspieler
- Lehmkuhl, Frida (1896–1967), deutsche Politikerin (SPD), MdBB
- Lehmkuhl, Gerd (* 1948), deutscher Kinder- und Jugendpsychologe und Hochschullehrer
- Lehmkuhl, Hans (1883–1969), deutscher Maler, Zeichner und Restaurator
- Lehmkuhl, Hermann (1872–1957), deutscher Landwirtschaftslehrer und völkischer Abgeordneter des Oldenburger Landtags
- Lehmkuhl, Kristofer Didrik (1855–1949), norwegischer Politiker (Høyre), Mitglied des Storting
- Lehmkuhl, Kurt (* 1952), deutscher Redakteur und Schriftsteller
- Lehmkuhl, Marianne Johanna (* 1966), österreichische Rechtswissenschaftlerin
- Lehmkuhl, Tobias (* 1976), deutscher Literaturkritiker und AutorTobias Lehmkuhl (* 1976)

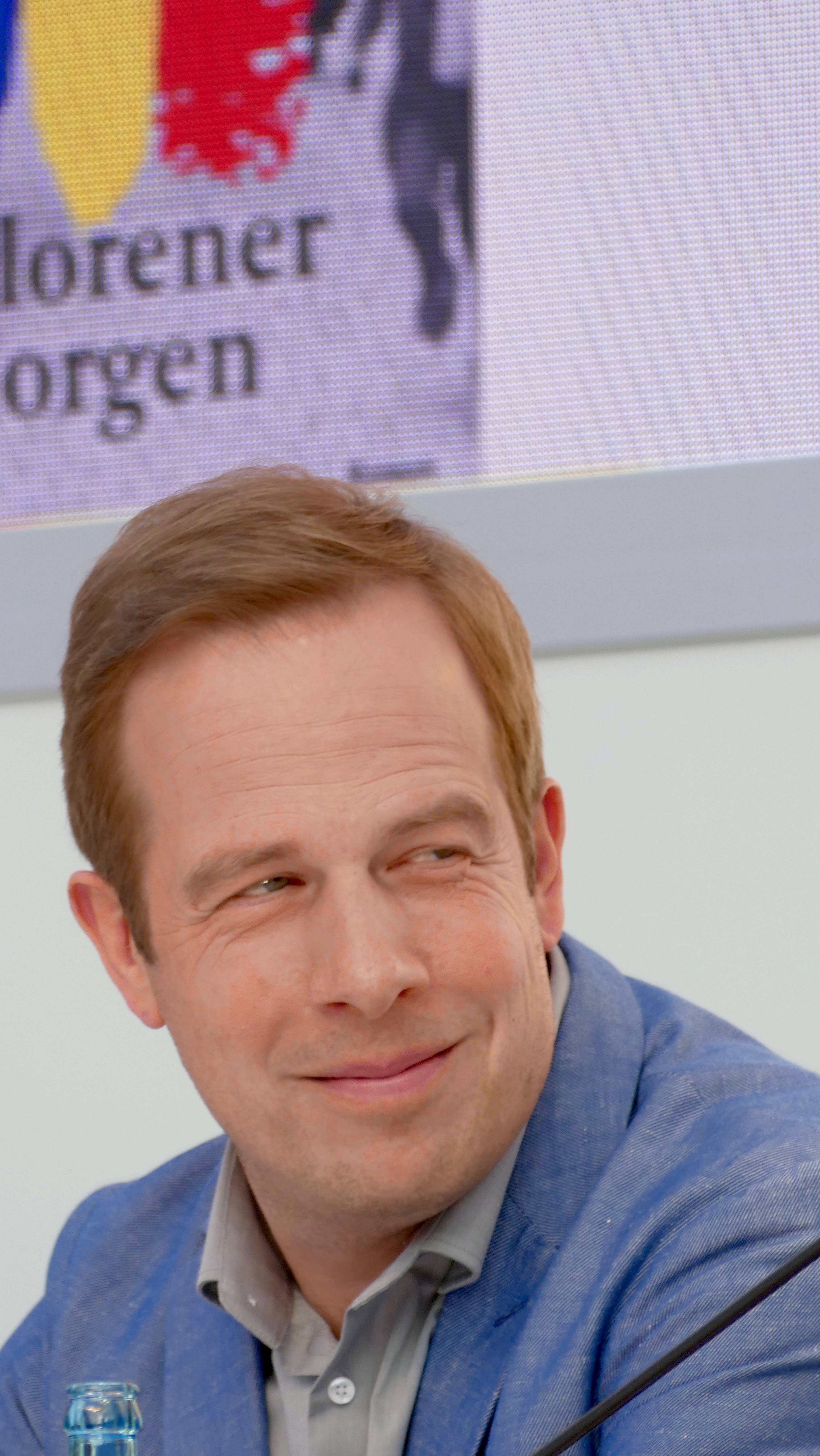
Tobias Lehmkuhl (* 1976)

- Lehmkuhl, Ursula (* 1962), deutsche Historikerin
- Lehmkuhl, Walther (1905–1970), deutscher Kommunalpolitiker (SPD)
- Lehmkuhl, Wiebke (* 1983), deutsche Opernsängerin (Altistin)
- Lehmkuhl, Wilhelm (1897–1952), deutscher Politiker (SPD), MdBB
- Lehmkühler, Karsten (* 1963), deutscher evangelischer Theologe

#### Lehml
- Lehmler, Alexandra (* 1979), deutsche Jazzmusikerin

#### Lehmp
- Lehmpfuhl, Christopher (* 1972), deutscher Maler
- Lehmphul, Erika (* 1937), deutsche Filmeditorin
- Lehmphul, Hans-Reinhard (1938–2009), deutscher Maler der Moderne

#### Lehms
- Lehms, Georg Christian (1684–1717), deutscher Dichter
- Lehmstedt, Mark (* 1961), deutscher Verleger und Buchwissenschaftler
- Lehmstedt, Sigrid (1929–2022), deutsche Klavierprofessorin, Klaviermethodikerin und Pianistin

#### Lehmu
- Lehmus, Emilie (1841–1932), Ärztin
- Lehmus, Friedrich (1806–1890), deutscher Theologe
- Lehmus, Johann Adam (1707–1788), deutscher lutherischer Pfarrer und Kirchenliederdichter
- Lehmus, Laura (* 1972), finnische Regisseurin und Filmproduzentin
- Lehmus, Ludolph (1780–1863), deutscher Mathematiker
- Lehmus, Theodor (1777–1837), evangelischer Pfarrer und Theologe, Mitglied der Bayerischen Abgeordnetenkammer
- Lehmusto, Heikki (1884–1958), finnischer Turner

### Lehn
- Lehn, Christian vom (* 1992), deutscher Schwimmer
- Lehn, Erwin (1919–2010), deutscher Musiker und OrchesterleiterErwin Lehn (1919–2010)

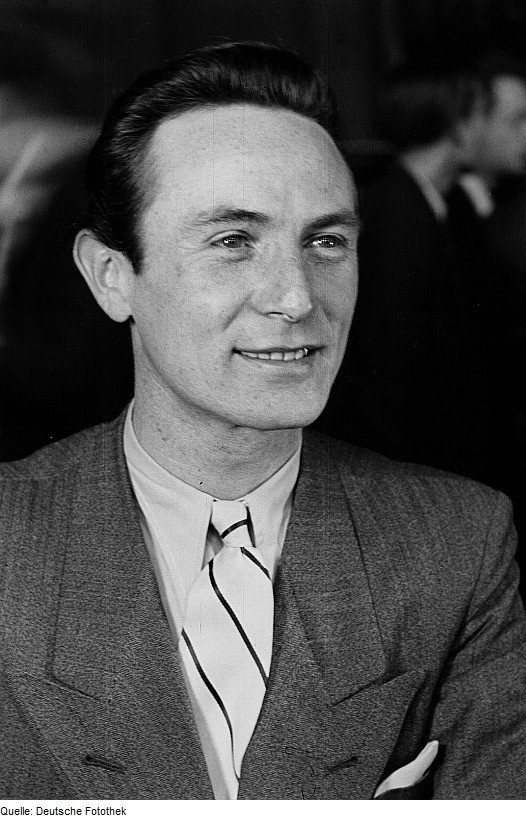
Erwin Lehn (1919–2010)

- Lehn, Georg (1915–1996), deutscher Schauspieler
- Lehn, Herbert (1932–2023), deutscher Fußballspieler
- Lehn, Hubert (1922–2012), deutscher Limnologe
- Lehn, Isabelle (* 1979), deutsche Schriftstellerin und Philologin
- Lehn, Jean-Marie (* 1939), französischer Chemiker
- Lehn, Jürgen (1941–2008), deutscher Mathematiker
- Lehn, Norbert (1955–2008), deutscher Mikrobiologe
- Lehn, Thomas (* 1958), deutscher Jazz-Musiker
- Lehn, Unni (* 1977), norwegische Fußballspielerin
- Lehn, Waltraud (* 1947), deutsche Politikerin (SPD), MdB
- Lehnard, Maxi (* 1995), deutsche Fußballspielerin
- Lehnardt, Andreas (* 1965), deutscher Judaist und Theologe
- Lehnartz, Emil (1898–1979), deutscher Physiologe und Hochschullehrer
- Lehnartz, Sascha (* 1969), deutscher Journalist und Schriftsteller
- Lehnberg, Stefan (* 1964), deutscher Schauspieler, Autor und Regisseur
- Lehndorf, Christoph von († 1625), anhaltischer Hofbeamter
- Lehndorff, Ernst Ahasverus Heinrich von (1727–1811), preußischer Kammerherr und Landhofmeister in Preußen
- Lehndorff, Frieda (1876–1962), deutsche Schauspielerin bei Bühne und Film
- Lehndorff, Georg von (1833–1914), deutscher Rennpferdezüchter, Amateur-Rennreiter und ein bedeutender Reorganisator der preußischen Gestüte
- Lehndorff, Gerhard Ahasverus von (1637–1688), kurbrandenburgischer Generalleutnant und Staatsminister
- Lehndorff, Hans von (1910–1987), deutscher Chirurg und Schriftsteller
- Lehndorff, Heinrich von (1829–1905), preußischer General der Kavallerie
- Lehndorff, Karl von (1770–1854), preußischer General
- Lehndorff, Karl von (1826–1883), deutscher Diplomat, Großgrundbesitzer und Politiker, MdR
- Lehndorff, Meinhard von (1590–1639), kurbrandenburgischer Obristleutnant sowie Amtshauptmann und Landrat von Rastenburg
- Lehndorff, Siegfried Graf (1869–1956), preußischer Landstallmeister in Neustadt, Graditz und Trakehnen
- Lehndorff, Steffen (* 1947), deutscher Wirtschaftswissenschaftler und Autor
- Lehndorff, Veruschka Gräfin von (* 1939), deutsches Fotomodell, Künstlerin, SchauspielerinVeruschka Gräfin von Lehndorff (* 1939)

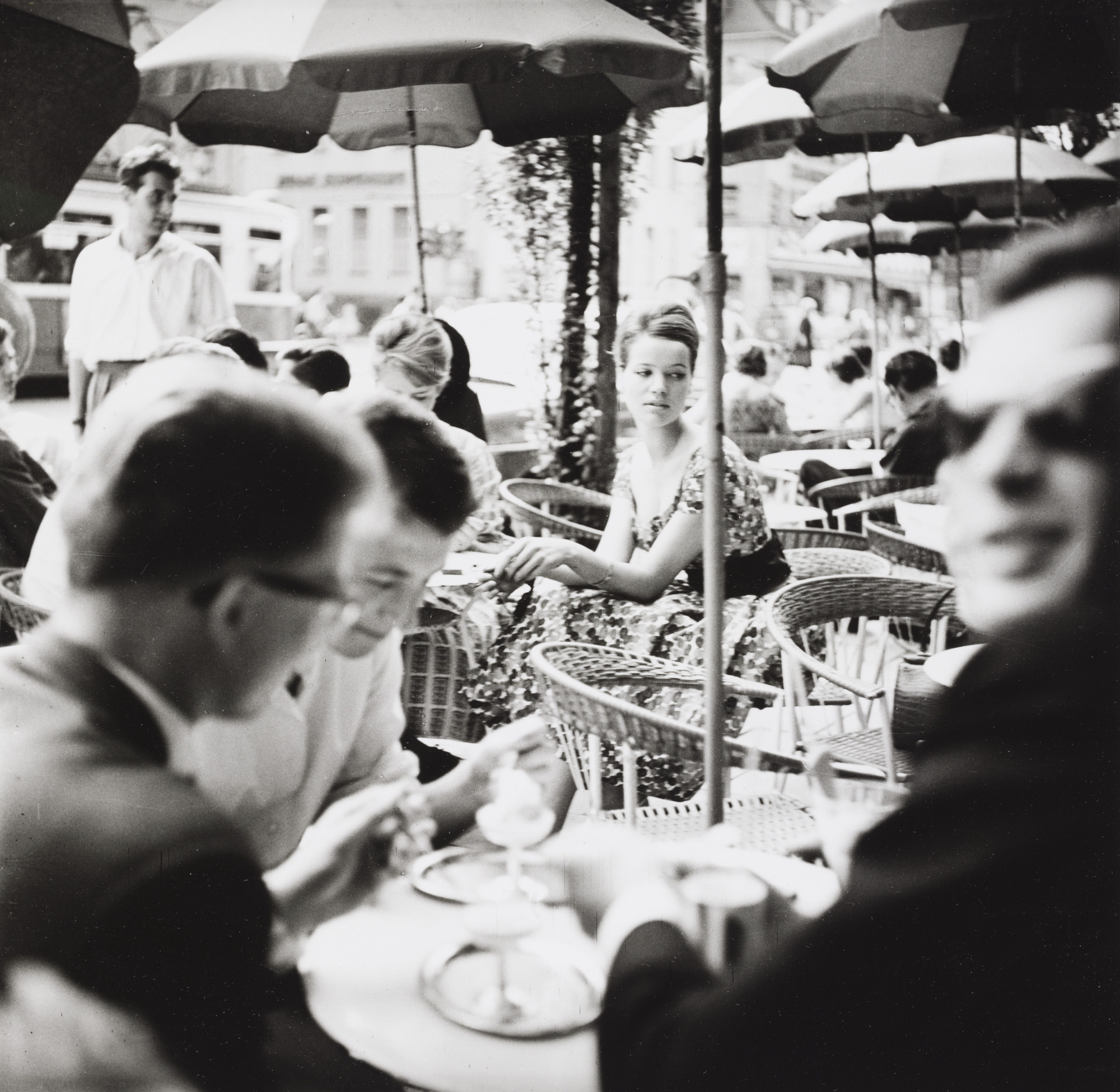
Veruschka Gräfin von Lehndorff (* 1939)

- Lehndorff-Steinort, Heinrich Graf von (1909–1944), deutscher Militär, Beteiligter am militärischen Widerstand gegen Adolf Hitler
- Lehne von Lehnsheim, Friedrich (1870–1951), österreichischer Beamter und Leiter des k.k. Ministeriums für Landesverteidigung
- Lehne, Adolf (1856–1930), deutscher Textilchemiker
- Lehne, Andreas (* 1951), österreichischer Kunsthistoriker und Denkmalpfleger
- Lehne, Eduard (1805–1857), Richter und Landtagsabgeordneter Großherzogtum Hessen
- Lehne, Fredric (* 1959), US-amerikanischer Schauspieler
- Lehne, Friedrich (1771–1836), Mainzer Jakobiner, Bibliothekar, Professor und Dichter
- Lehne, Friedrich (1913–2006), österreichischer Jurist, Vizepräsident des Verwaltungsgerichtshofs (1978–1982)
- Lehne, Johannes, deutscher Diplomat
- Lehne, Jörg (1936–1969), deutscher Bergsteiger
- Lehne, Kathy (* 1961), US-amerikanische Unternehmerin und Pokerspielerin
- Lehne, Klaus-Heiner (* 1957), deutscher Politiker (CDU), MdB, MdEP

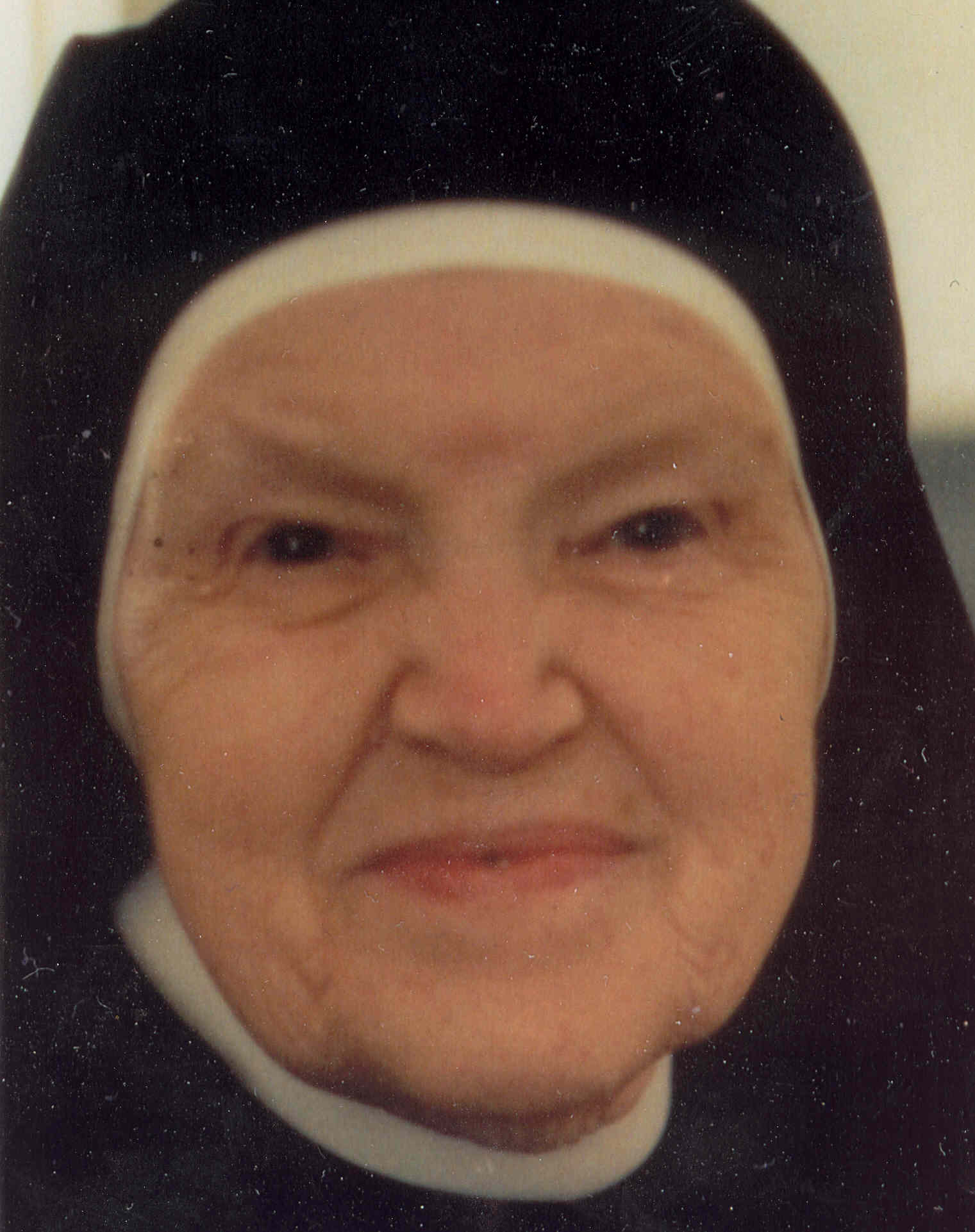
Pascalina Lehnert (1894–1983)

- Lehne, Olaf (* 1962), deutscher Politiker (CDU), MdL
- Lehnebach, Stefan, deutscher Journalist
- Lehnen, Elmar (* 1965), deutscher Organist
- Lehnen, Emil (1915–1984), deutscher Politiker (CDU), MdL
- Lehnen, Jakob (1803–1847), deutscher Maler
- Lehnen, Patrick (* 1983), deutscher Zauberkünstler
- Lehnen, Thomas (* 1967), deutscher Flottillenadmiral der Bundeswehr
- Lehner, Alfred (1913–1997), österreichischer Filmregisseur und Schauspieler
- Lehner, Alfred (* 1936), deutscher Bankmanager und ehemaliger Präsident des TSV 1860 München
- Lehner, Alfried (1936–2019), deutscher Soldat, Lyriker, Essayist und Freimaurer
- Lehner, Angela (* 1987), österreichische SchriftstellerinAngela Lehner (* 1987)

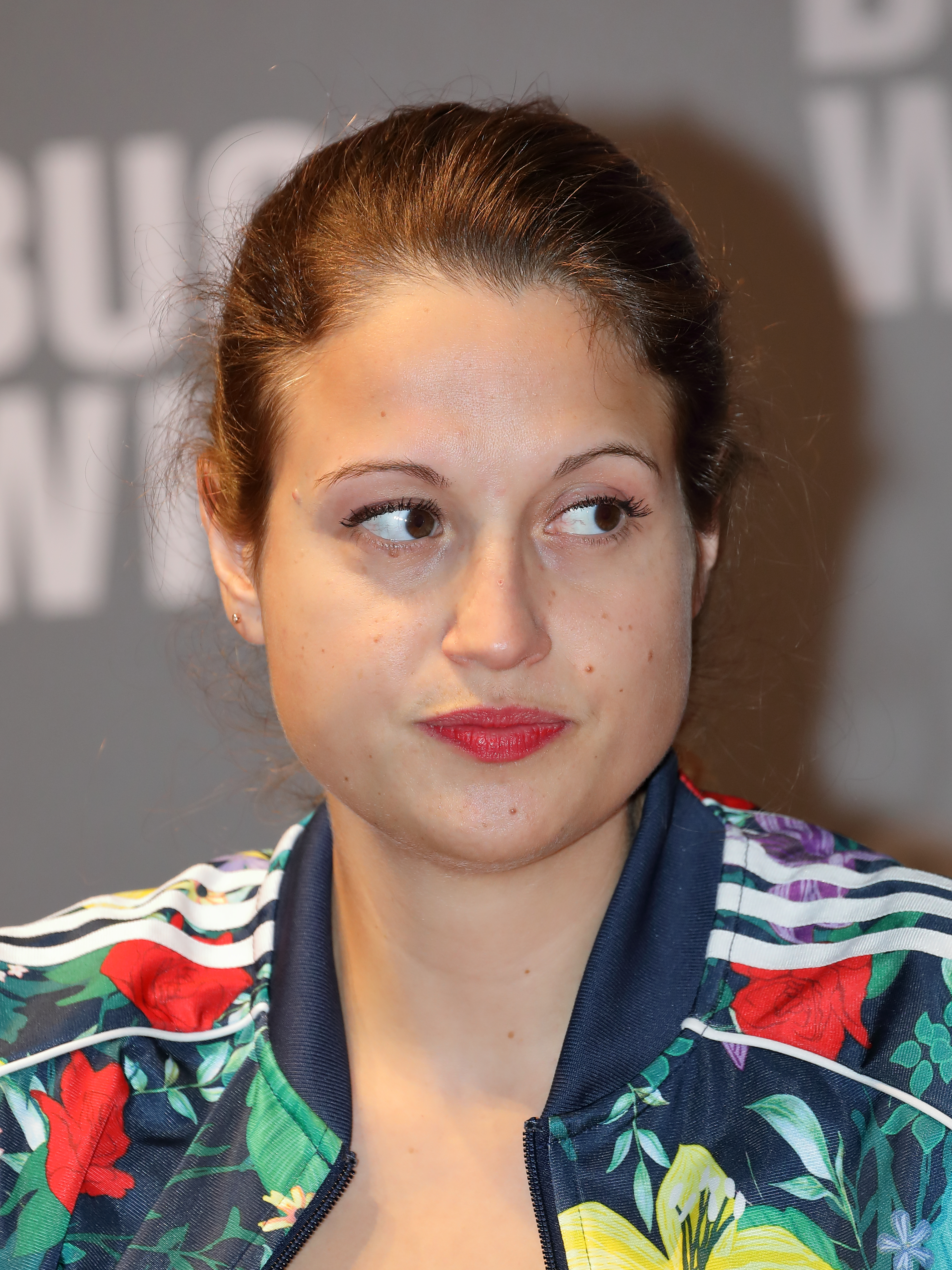
Angela Lehner (* 1987)

- Lehner, Bernhard (* 1953), Schweizer Filmeditor, Kameramann und Hochschulprofessor
- Lehner, Christian F. (* 1956), Schweizer Entwicklungs- und Zellbiologe
- Lehner, Ernst (1912–1986), deutscher Fußballspieler
- Lehner, Franz (* 1946), Schweizer Soziologe
- Lehner, Franz (* 1958), österreichischer Wirtschaftsinformatiker
- Lehner, Franz Xaver (1904–1986), deutscher Komponist
- Lehner, Friedrich (1900–1979), deutscher Ingenieur und Verkehrsplaner
- Lehner, Friedrich August (1824–1895), deutscher Kunsthistoriker und Museumsdirektor
- Lehner, Fritz (* 1948), österreichischer Regisseur und Schriftsteller
- Lehner, Gerald (* 1963), österreichischer Journalist und Autor
- Lehner, Gerald (1968–2016), österreichischer Fußballschiedsrichter
- Lehner, Gerold (* 1962), österreichischer evangelisch-lutherischer Theologe
- Lehner, Gunthar (1918–2014), deutscher Journalist und Hörfunkdirektor
- Lehner, Hans (1865–1938), deutscher Provinzialrömischer Archäologe
- Lehner, Hans Heinz (* 1940), deutscher Fleischermeister und Politiker (CDU), MdL
- Lehner, Heinz (* 1950), österreichischer Politiker (SPÖ)
- Lehner, Helga (* 1944), deutsche Schauspielerin und Synchronsprecherin
- Lehner, Helmuth (* 1968), österreichischer Sänger, Gitarrist und Komponist aus dem Bereich Black MetalHelmuth Lehner (* 1968)

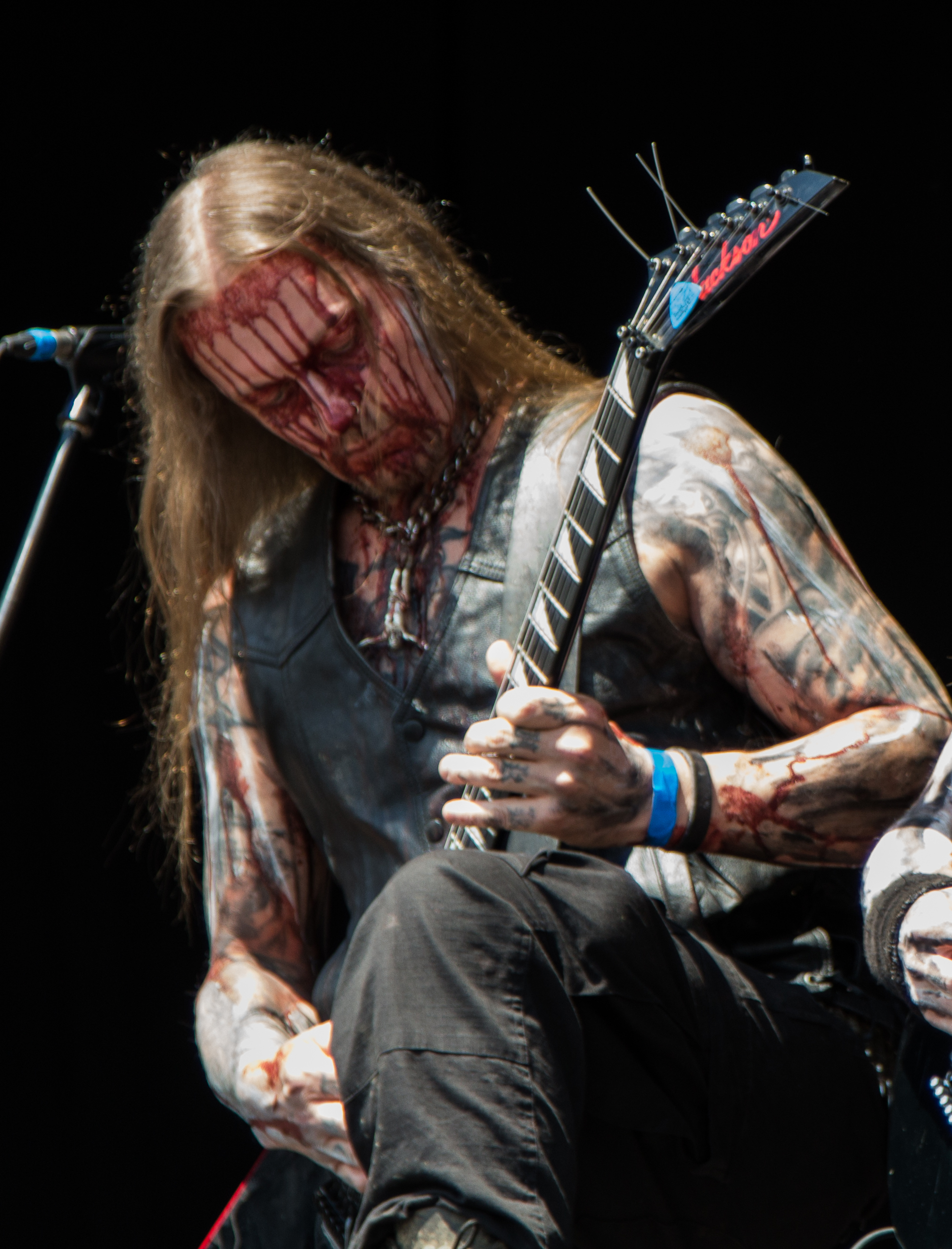
Helmuth Lehner (* 1968)

- Lehner, Hubertus (1907–2006), deutscher Maler
- Lehner, Hugo (1901–1952), Schweizer Militärpatrouillenläufer und Oberleutnant
- Lehner, Ida (1873–1933), Schweizer Arbeiterinnensekretärin
- Lehner, Innozenz (1917–2000), Schweizer Politiker
- Lehner, Johann (1827–1897), deutscher Jurist und Politiker (Zentrum), MdR
- Lehner, Johann (1901–1919), deutscher Eisendreher und Mordopfer des Weißen Terrors am Ende der Münchner Räterepublik
- Lehner, Johann Baptist (1890–1971), deutscher katholischer Priester, Heimatforscher und Diözesanarchivar
- Lehner, Josef (* 1972), deutscher Eishockeyspieler
- Lehner, Joseph (1912–2013), US-amerikanischer Mathematiker
- Lehner, Julia (* 1954), deutsche Kulturpolitikerin (CSU)
- Lehner, Jutta, deutsche Fußballspielerin
- Lehner, Karin (* 1958), österreichische Historikerin und Journalistin
- Lehner, Karl-Heinz, österreichischer Opern- und Konzertsänger (Bassbariton)
- Lehner, Leo (1900–1981), österreichischer Komponist, Chorleiter und Musikpädagoge
- Lehner, Lilia (* 1978), deutsche Schauspielerin
- Lehner, Manfred (* 1963), österreichischer Archäologe
- Lehner, Marie Luise (* 1995), österreichische Autorin und Filmregisseurin
- Lehner, Mario (1950–2010), deutscher SängerMario Lehner (1950–2010)

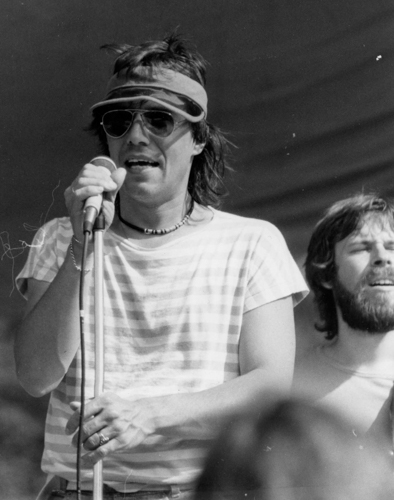
Mario Lehner (1950–2010)

- Lehner, Mark (* 1950), US-amerikanischer Ägyptologe
- Lehner, Max (1906–1975), deutscher Rechtsanwalt, Oberbürgermeister der Großen Kreisstadt Freising
- Lehner, Moris (* 1949), deutscher Rechtswissenschaftler
- Lehner, Oskar (* 1955), österreichischer Rechtswissenschaftler und internationaler Rechtsexperte für Menschenrechte, Wahlbeobachtung und Staatsbildung
- Lehner, Otto (1893–1981), österreichischer Politiker (ÖVP), Landtagsabgeordneter, Mitglied des Bundesrates
- Lehner, Otto (1898–1977), Schweizer Radrennfahrer
- Lehner, Peter (1922–1987), Schweizer Dichter
- Lehner, Peter (* 1969), österreichischer Politiker
- Lehner, Philipp (* 1975), schweizerischer Fussballspieler
- Lehner, Renate (* 1969), österreichische Judoka
- Lehner, René (* 1955), Schweizer Cartoonist, Comiczeichner und Jugendbuchautor
- Lehner, Robin (* 1991), schwedischer Eishockeytorwart
- Lehner, Rudolf (1928–2008), deutscher Lehrer, Gewerkschafter und Senator (Bayern)
- Lehner, Stefan, österreichischer Pokerspieler
- Lehner, Stefan (* 1985), österreichischer Handballspieler
- Lehner, Stephan (1877–1947), deutscher Missionar und Ethnologe
- Lehner, Susanne (* 1985), deutsche Ingenieurin
- Lehner, Thomas Jean (* 1944), deutscher Journalist, Autor und Maler
- Lehner, Tobias (* 1974), deutscher Künstler
- Lehner, Ulrich (* 1946), deutscher ManagerUlrich Lehner (* 1946)

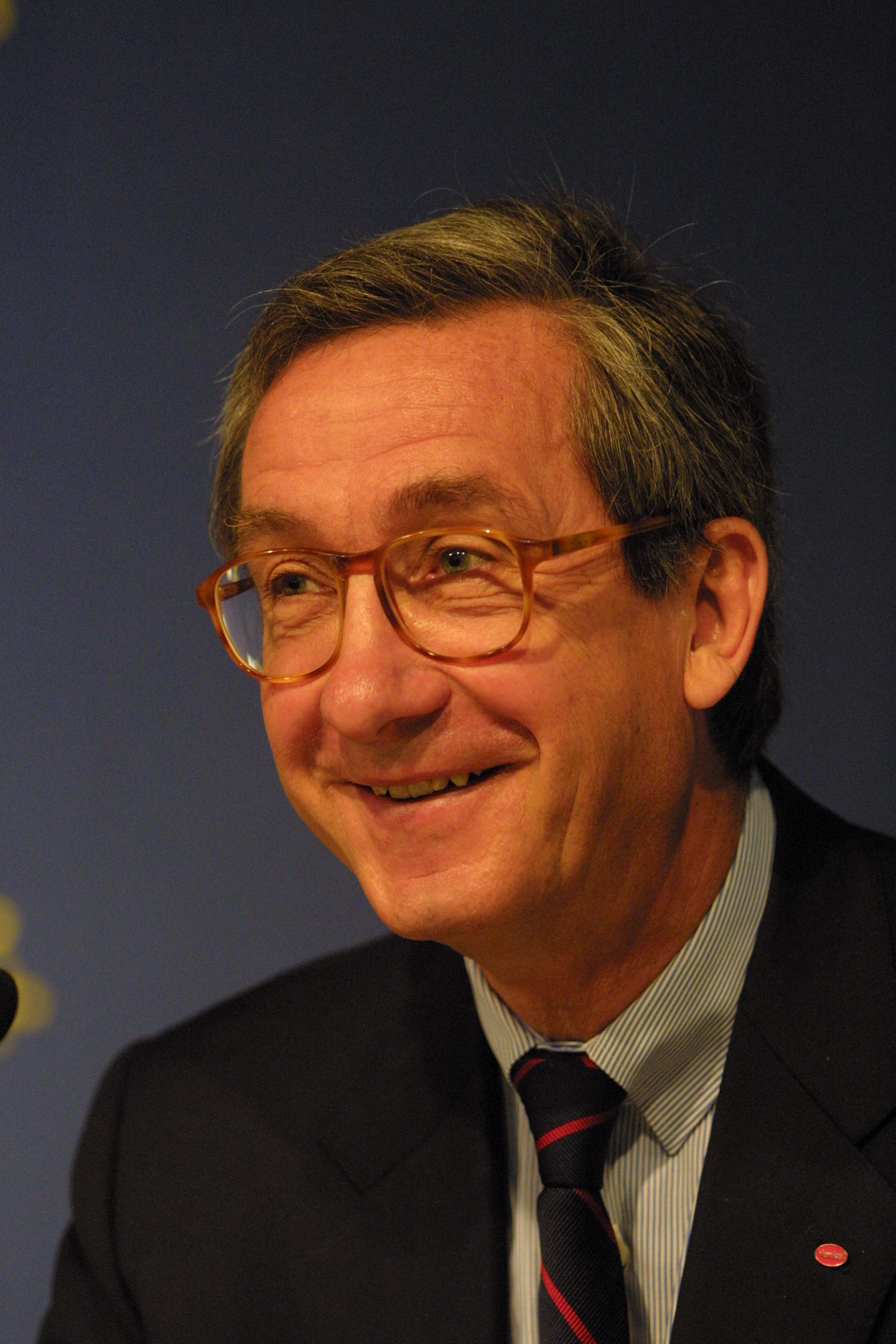
Ulrich Lehner (* 1946)

- Lehner, Ulrich L. (* 1976), römisch-katholischer Theologe und Hochschullehrer
- Lehner, Verena (1862–1945), Schweizer Bäuerin, Wahrsagerin und verurteilte Giftmörderin
- Lehner, Walter (1926–2005), österreichischer Politiker (ÖVP)
- Lehner, Waltraud (* 1968), deutsche Opernregisseurin
- Lehner, Wolf (* 1947), deutscher Rechtsextremist
- Lehner, Wolfgang (* 1968), österreichischer Journalist und Rundfunkmoderator
- Lehner, Wolfgang (* 1969), deutscher Informatiker und Hochschullehrer
- Lehner-Hartmann, Andrea (* 1961), österreichische römisch-katholische Theologin, Religionspädagogin und Hochschullehrerin
- Lehnerdt, Johann Ludwig Daniel Karl (1803–1866), deutscher evangelischer Theologe
- Lehnerdt, Max (1861–1945), deutscher Altphilologe und Gymnasiallehrer
- Lehnerer, Thomas (1955–1995), deutscher Künstler, Theologe und Hochschullehrer
- Lehners, Richard (1918–2000), deutscher Gewerkschafter und Politiker (SPD), MdL
- Lehnert, Adolf (1862–1948), deutscher Bildhauer und Medailleur in Leipzig
- Lehnert, Alfons (1928–2022), deutscher Sportwissenschaftler und Hochschullehrer
- Lehnert, Aloys (1888–1976), deutscher Heimatforscher
- Lehnert, Charly (1938–2025), deutscher Verleger, Schriftsteller, Redakteur, Moderator und Musiker
- Lehnert, Christian (* 1969), deutscher Lyriker und Librettist
- Lehnert, Detlef (* 1955), deutscher Politikwissenschaftler
- Lehnert, Eberhard (* 1956), deutscher Politiker (CDU, DVU)
- Lehnert, Edwin (1884–1968), deutsch-schwedischer Tierarzt und Bakteriologe
- Lehnert, Erik (* 1975), deutscher Publizist der Neuen Rechten und Geschäftsführer des Instituts für Staatspolitik
- Lehnert, Esther (* 1966), deutsche Pädagogin und Professorin an der Alice Salomon Hochschule Berlin
- Lehnert, Georg Hermann (1862–1937), deutscher Kunstgewerbler
- Lehnert, Gerhard (1930–2010), deutscher Mediziner
- Lehnert, Gustav Adolf (1896–1976), deutscher Polizist, Leiter der Kriminalpolizei im Regierungsbezirk Düsseldorf
- Lehnert, Hans (1899–1942), deutscher Sozialist und Publizist
- Lehnert, Hans (1905–1959), deutscher Politiker (SPD), Mitglied der Stadtverordnetenversammlung von Groß-Berlin
- Lehnert, Hans (* 1941), deutscher Politiker (SPD), MdL
- Lehnert, Hans Otto (1937–2012), deutscher Kunstschmied, Bildhauer und Metallgestalter
- Lehnert, Hendrik (* 1954), deutscher InternistHendrik Lehnert (* 1954)

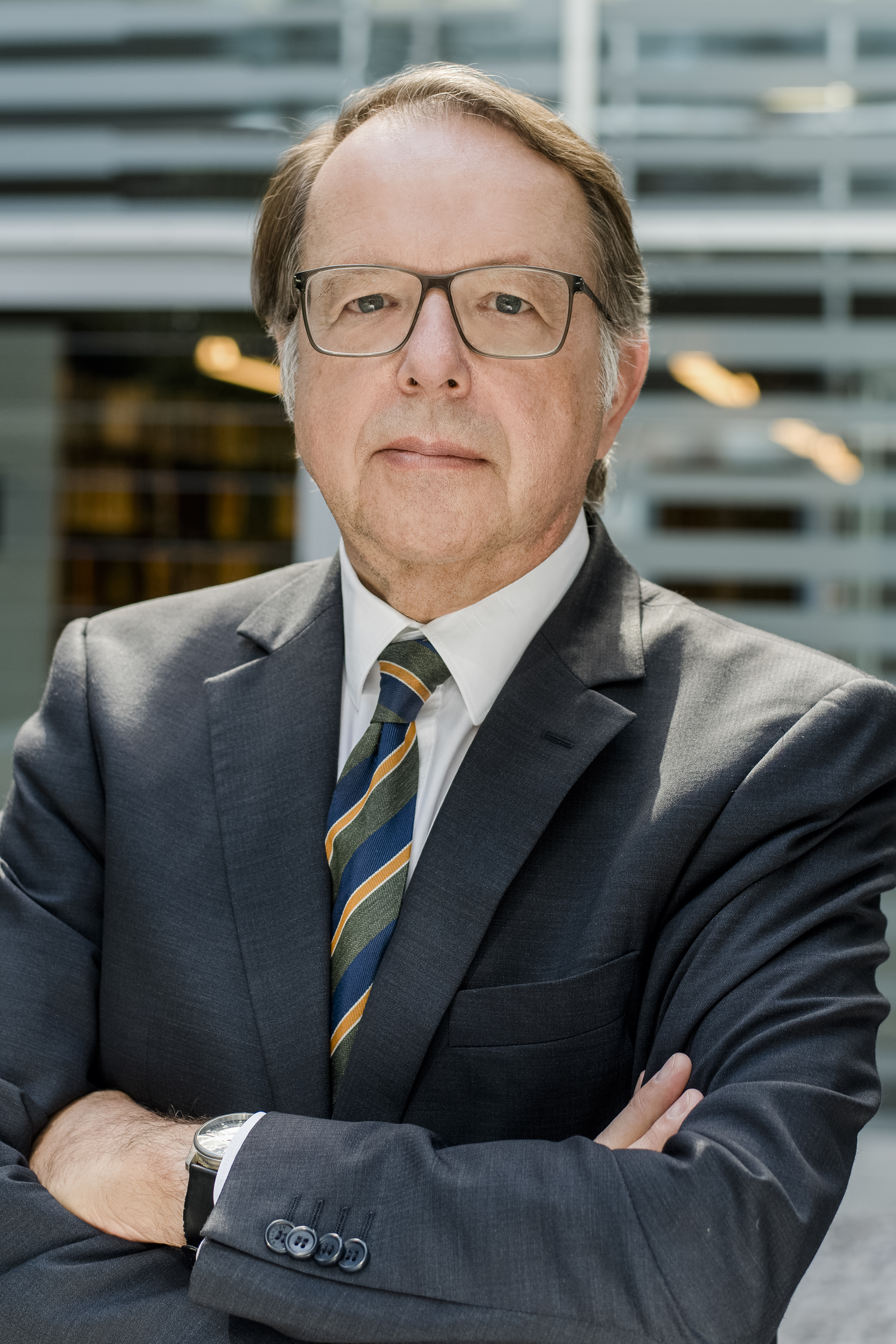
Hendrik Lehnert (* 1954)

- Lehnert, Herbert (1925–2024), deutsch-amerikanischer Germanist
- Lehnert, Hermann (1808–1871), preußischer Jurist und Ministerialbeamter
- Lehnert, Hildegard (1857–1943), deutsche Malerin, Fotografin, Autorin und Schulleiterin
- Lehnert, Johann Heinrich (1782–1848), deutscher Geistlicher und Schriftsteller
- Lehnert, Julius (1871–1962), österreichischer Dirigent, Kapellmeister, Chorleiter, Korrepetitor und Arrangeur
- Lehnert, Jürgen (* 1954), deutscher Kanute
- Lehnert, Katharina (* 1994), deutsch-philippinische Tennisspielerin
- Lehnert, Luis (* 2000), deutscher Nordischer Kombinierer
- Lehnert, Martin (1910–1992), deutscher Anglist, Mediävist und Shakespeare-Forscher
- Lehnert, Martin (1919–2012), deutscher Maler
- Lehnert, Martin (* 1968), deutscher Sinologe
- Lehnert, Pascalina (1894–1983), deutsche NonnePascalina Lehnert (1894–1983)
- Lehnert, Peter (* 1962), deutscher Politiker (CDU), MdL
- Lehnert, Rajmund (* 1965), deutscher Radrennfahrer
- Lehnert, Rolf (* 1930), deutscher Publizist und ehemaliger Chefredakteur der Berliner Zeitung
- Lehnert, Rudolf (1893–1932), österreichischer Maler der Neuen Sachlichkeit
- Lehnert, Rudolf Franz (1878–1948), deutsch-tschechischer Fotograf
- Lehnert, Saskia (* 1993), deutsche Fußballspielerin
- Lehnert, Theodor (1828–1910), deutscher Architekt
- Lehnert, Tilmann (1941–2020), deutscher Schriftsteller
- Lehnert, Ute (1938–2018), deutsche Malerin
- Lehnert, Uwe (* 1935), deutscher Bildungsinformatiker und Hochschullehrer
- Lehnert, Volker (* 1956), deutscher Bildender Künstler und Hochschullehrer
- Lehnert, Wolfgang (* 1932), deutscher Ingenieur und Hochschullehrer
- Lehnertz, Klaus (* 1938), deutscher Leichtathlet und Olympiamedaillengewinner
- Lehnertz, Michael (* 1964), deutscher Handballspieler
- Lehnertz, Tina (* 1979), deutsche Basketballspielerin
- Lehnertz, Walter (* 1967), deutscher Kunst- und AntiquitätenhändlerWalter Lehnertz (* 1967)

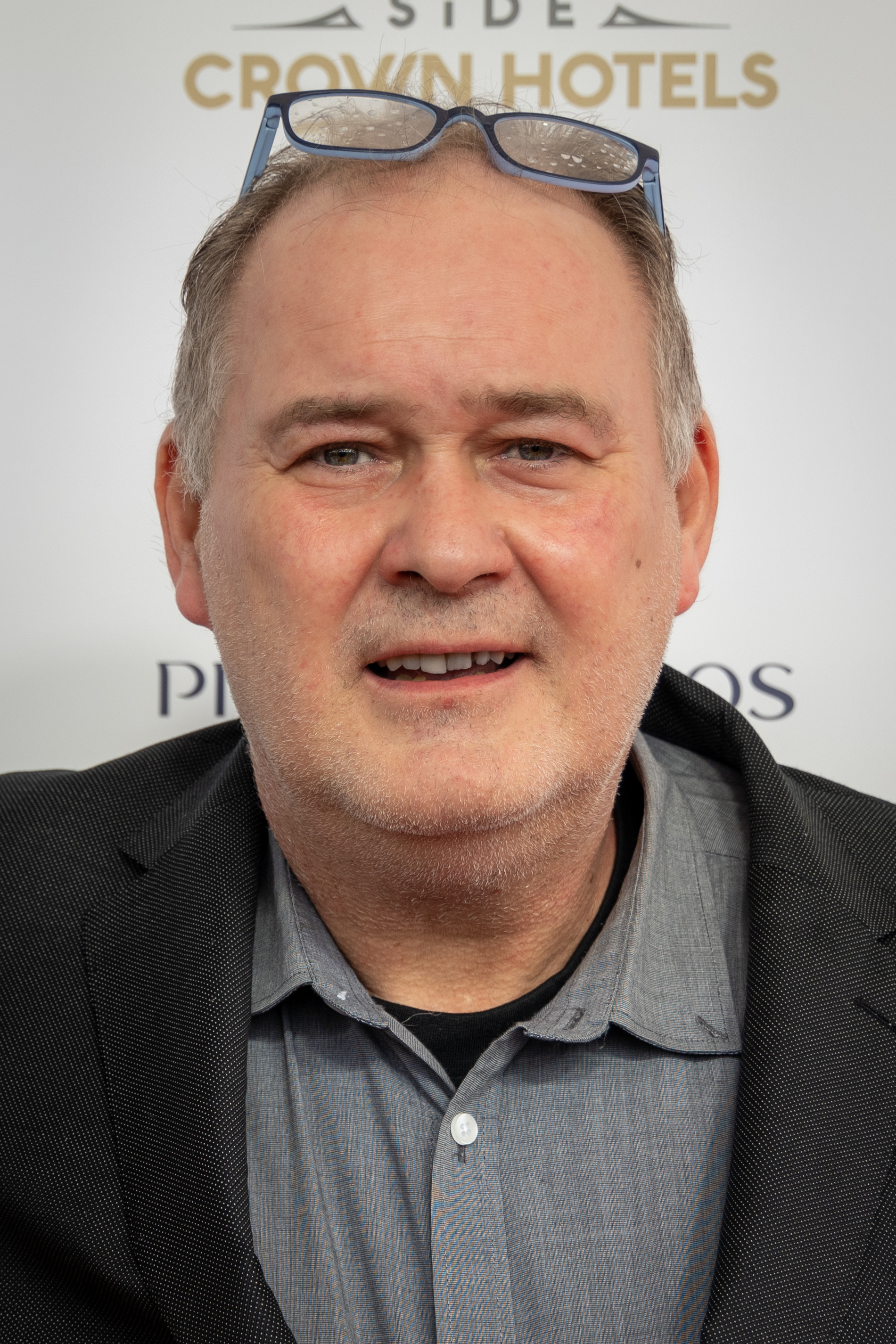
Walter Lehnertz (* 1967)

- Lehnes, Georg Ludwig (1799–1849), Archivschreiber, fränkischer Heimatforscher
- Lehnfeld, Martin (* 1959), österreichischer Geiger
- Lehnfeld, Mika (* 2005), deutscher Fußballspieler
- Lehnfeld, Susanne (* 1972), deutsche Germanistin und Kulturmanagerin
- Lehnhardt, Ernst (1924–2011), deutscher Mediziner
- Lehnhardt, Laura (* 1989), deutsche Schauspielerin
- Lehnhardt, Marina (* 1983), deutsche Fußballspielerin
- Lehnhoff, Dieter (* 1955), deutscher Komponist, Dirigent und Musikwissenschaftler
- Lehnhoff, Friedrich (1838–1912), deutscher Bürstenmacher und Besenbinder, Unternehmensgründer und Heimatdichter
- Lehnhoff, Hans-Peter (* 1963), deutscher Fußballspieler
- Lehnhoff, Joachim (1926–2013), deutscher Schriftsteller und Journalist
- Lehnhoff, Lars (* 1986), deutscher Handballspieler
- Lehnhoff, Nikolaus (1939–2015), deutscher Opernregisseur
- Lehnich, Oswald (1895–1961), deutscher Politiker (NSDAP), Wirtschaftsminister von Württemberg
- Lehnig, Ernst (1899–1951), niedersächsischer Politiker (SPD)
- Lehnig, Georg (1907–1945), deutscher Kommunist und Widerstandskämpfer
- Lehnig, Kirsten (* 1975), deutsche Politikerin (Bündnis 90/Die Grünen), MdL
- Lehnig, Max (1864–1929), sächsischer Fabrikdirektor und Mitglied der Sächsischen Volkskammer
- Lehniger, Harald (* 1947), deutscher Badmintonspieler
- Lehniger, Johannes (* 1979), deutscher Filmkomponist und Musikproduzent
- Lehniger, Robert (* 1974), deutscher Regisseur und Videokünstler
- Lehnigk, Jörg (* 1980), deutscher Ruderer
- Lehnigk, Markus (* 1988), deutscher Eishockeyspieler
- Lehnigk-Emden, Annette (* 1961), deutsche politische Beamtin
- Lehnigk-Emden, Wolfgang (1922–2006), deutscher Kriegsverbrecher
- Lehning, Arthur (1899–2000), niederländischer Anarchist
- Lehninger, Albert Lester (1917–1986), US-amerikanischer Biochemiker
- Lehninger, Cosima (* 1990), österreichische Schauspielerin
- Lehninger, Johann August (1730–1786), deutscher Romanist, Italianist, Übersetzer und Lexikograf
- Lehnkering, Anna (1915–1940), deutsche Frau, die vom NS-Regime im Rahmen der Aktion T4 ermordet wurde
- Lehnkering, Carl (1851–1906), deutscher Binnenschifffahrtsunternehmer
- Lehnmann, Michael (1609–1681), deutscher Jurist und Gesandter bei den Westfälischen Friedensverhandlungen
- Lehnsfeld, Gottfried von (1664–1701), österreichischer Offizier der kaiserlichen Armee
- Lehnstaedt, Stephan (* 1980), deutscher Historiker und Professor für Holocaust-Studien und Jüdische Studien
- Lehnus, Luigi (* 1946), italienischer Gräzist

### Leho
- Lehocký, Martin (* 1987), tschechischer Handballspieler
- Lehoczky, György (1901–1979), ungarisch-deutscher Architekt und Kirchenfenstermaler
- Lehodey, Vital (1857–1948), französischer Trappist, Abt und Mystiker
- Lehofer, Günter (* 1944), österreichischer Journalist und Autor
- Lehofer, Michael (* 1956), Psychiater, Psychologe, Psychotherapeut und Autor
- Lehonor Arroyo, Ignacio (1907–1996), mexikanischer Geistlicher, Bischof von Tuxpan
- Lehotska, Erika (* 1974), slowakische Biathletin
- Lehouck, Julien (1896–1944), belgischer Leichtathlet, Unternehmer und Widerstandskämpfer
- Lehouck-Gerbehaye, Simonne (1899–1987), belgische Unternehmerin, Politikerin und Widerständlerin
- Lehoux, Guy (* 1971), deutsch-kanadischer Eishockeyspieler
- Lehoux, Marcel († 1936), französischer Autorennfahrer
- Lehoux, Yanick (* 1982), kanadischer Eishockeyspieler
- Lehovec, Otto (1917–1982), deutscher Schuldirektor sowie Autor

### Lehr
- Lehr, Adolf (1839–1901), deutscher Verbandsgeschäftsführer und Politiker (NLP), MdR
- Lehr, Albert (1874–1960), deutscher Architekt und bayerischer Baubeamter
- Lehr, Alfred (1924–2011), österreichischer Bankkaufmann, Filmwissenschaftler, Filmmanager sowie Filmproduzent
- Lehr, Anton (* 1931), deutscher Fußballspieler und -trainer
- Lehr, Antonie (1907–1997), österreichische Widerstandskämpferin, KPÖ-Funktionärin und Journalistin
- Lehr, August (1871–1921), deutscher Radrennfahrer
- Lehr, Birgit (* 1959), deutsche Tischtennisspielerin
- Lehr, Claus-Michael (* 1961), deutscher Pharmazeutischer Technologe und Hochschullehrer
- Lehr, Daniel Moriz (* 1954), deutscher Bildhauer und Maler
- Lehr, Dirk (* 1969), deutscher Rechtsanwalt, Autor und Kunstsammler
- Lehr, Edgar (* 1969), deutscher Herpetologe und Naturschützer
- Lehr, Elke (* 1962), deutsche Schwimmtrainerin
- Lehr, Ernst (1896–1945), deutscher Physiker, Werkstoffforscher und Maschinenbauer
- Lehr, Franz (1948–2009), deutscher Bühnen- und Kostümbildner
- Lehr, Frido (1928–2018), deutscher Bildhauer
- Lehr, Friedrich (1815–1890), deutscher Rittergutsbesitzer und Politiker (NLP), MdR
- Lehr, Friedrich (1917–1990), österreichischer Gewerkschafter und Politiker (SPÖ), Abgeordneter zum Nationalrat
- Lehr, Friedrich August (1771–1831), deutscher Arzt und Geheimrat
- Lehr, Friedrich Carl (1899–1922), deutscher Dichter und Schriftsteller
- Lehr, Gernot (* 1957), deutscher RechtsanwaltGernot Lehr (* 1957)
- Lehr, Hans, deutscher Architekt

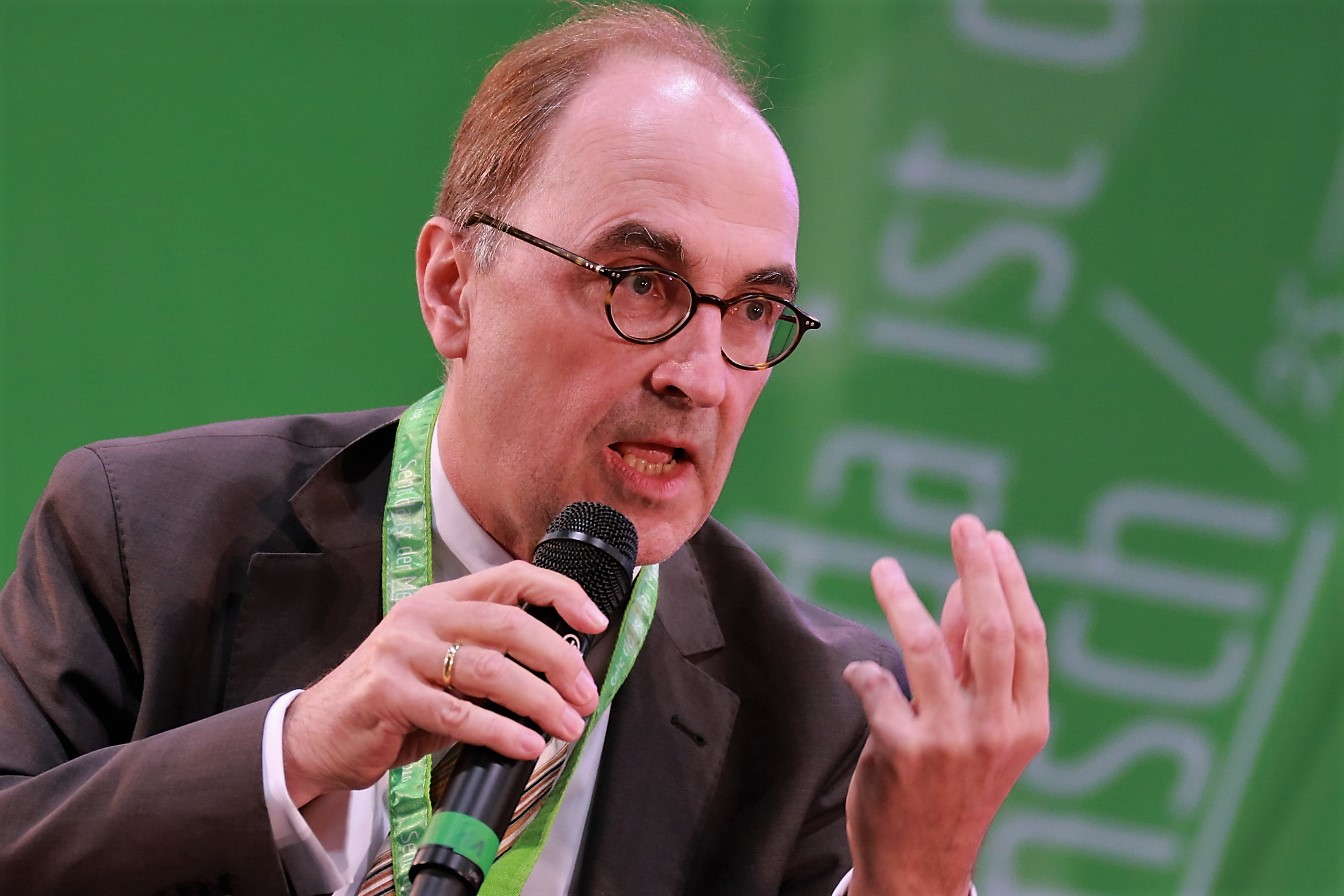
Gernot Lehr (* 1957)

- Lehr, Hans (1901–1965), deutscher Schriftsteller
- Lehr, Hermann († 2018), österreichischer Balletttänzer und Schauspieler
- Lehr, Johan († 1673), deutscher Glockengießer
- Lehr, Johann Wilhelm (1893–1971), deutscher Architekt
- Lehr, John C. (1878–1958), US-amerikanischer Politiker
- Lehr, Julius (1845–1894), deutscher Forstwissenschaftler und Nationalökonom
- Lehr, Karl (1842–1919), deutscher Jurist und Kommunalpolitiker, Oberbürgermeister der Stadt Duisburg
- Lehr, Karl (1881–1962), deutscher Richter
- Lehr, Karla (1877–1958), deutsche Malerin
- Lehr, Kurth (* 1933), österreichischer Fußballspieler
- Lehr, Marguerite (1898–1987), US-amerikanische Mathematikerin und Hochschullehrerin
- Lehr, Philip (* 1993), deutscher Eishockeytorwart
- Lehr, Robert (1883–1956), deutscher Politiker (DNVP, CDU), MdB
- Lehr, Rudolf (1924–1999), deutscher Journalist sowie Mundartforscher und -dichter
- Lehr, Rudolf (1929–2023), österreichischer Journalist und Historiker
- Lehr, Thomas (* 1957), deutscher Schriftsteller
- Lehr, Thorsten (* 1977), deutscher Apotheker
- Lehr, Ursula (1930–2022), deutsche Psychologin und Politikerin (CDU), MdB, MinisterinUrsula Lehr (1930–2022)

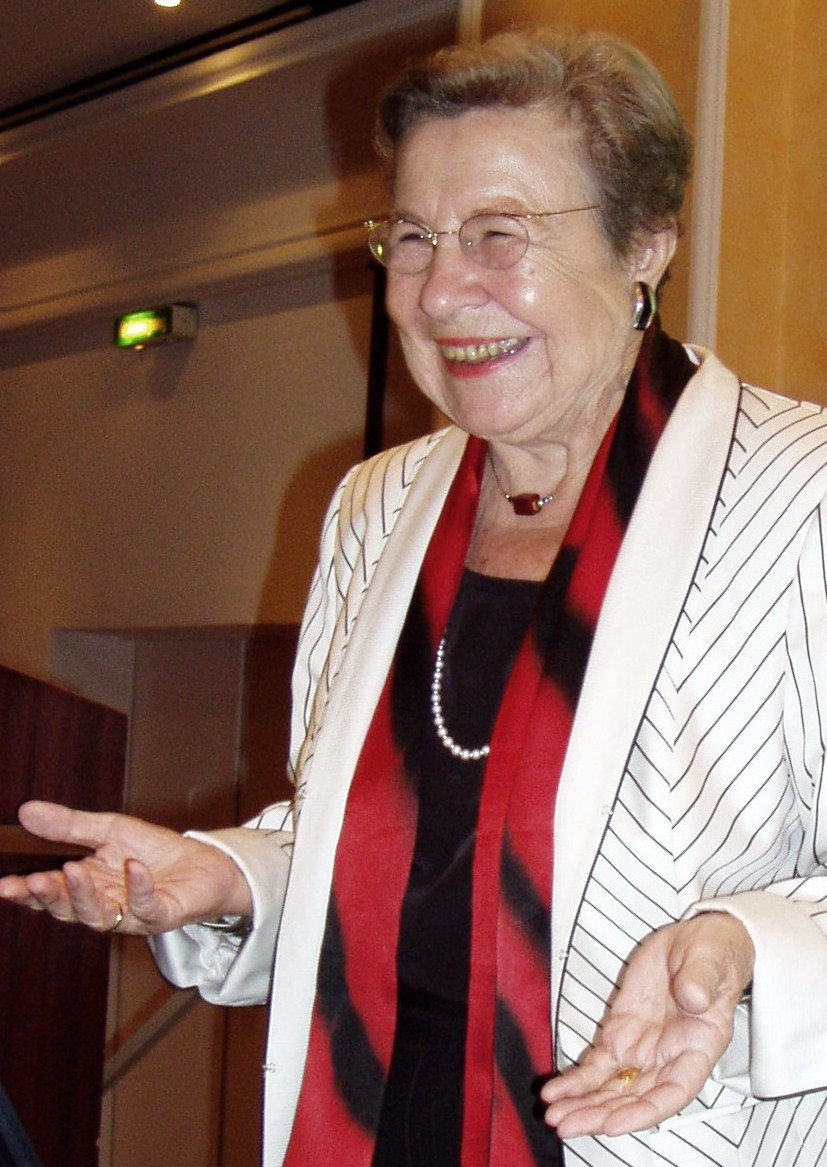
Ursula Lehr (1930–2022)

- Lehr, Wolfgang (1921–2012), deutscher Jurist und Intendant
- Lehrach, Hans (* 1946), österreichischer Genetiker
- Lehrbach, Damian Hugo Philipp von (1738–1815), deutscher Graf, Jesuit, Domherr, Stiftspropst und Mäzen
- Lehrbach, Franz Sigismund Adalbert von (1729–1787), deutscher Freiherr, Landkomtur des Deutschen Ordens, kaiserlicher Diplomat und Minister
- Lehrbach, Konrad Christoph von (1677–1767), Ritter des Deutschen Ordens
- Lehrbach, Philipp von (1789–1857), hessischer Generalmajor und Politiker
- Lehrbaumer, Robert (* 1960), österreichischer Pianist, Dirigent, Organist, Leiter von Festivals
- Lehrberg, Aron Christian (1770–1813), deutsch-baltischer Historiker und Ethnologe
- Lehrbüchermeister, Wiener Buchmaler
- Lehrecke, Peter (1924–2010), deutscher Architekt und Hochschullehrer
- Lehrenkrauss, Elke (* 1979), deutsche Filmschaffende und bildende Künstlerin
- Lehrer, Abraham (* 1954), deutscher Verbandsfunktionär
- Lehrer, Andy (1930–2014), rumänischer Entomologe
- Lehrer, Franz (1895–1962), österreichischer Beamter, Grafiker, Kalligraf und Exlibriskünstler
- Lehrer, Heidi (* 1966), antiguanische Kanutin
- Lehrer, Jacob (* 1964), antiguanischer Kanute
- Lehrer, Jim (1934–2020), US-amerikanischer Journalist, Nachrichtensprecher und Schriftsteller
- Lehrer, Karl (1905–1949), deutscher Politiker (SPD), Mitglied der Stadtverordnetenversammlung von Groß-Berlin
- Lehrer, Keith (* 1936), US-amerikanischer Philosoph, Maler
- Lehrer, Maja (* 1990), deutsche Film- und Theaterschauspielerin
- Lehrer, Mia (* 1953), US-amerikanische Landschaftsarchitektin
- Lehrer, Pieter (* 1965), antiguanischer Kanute
- Lehrer, Tom (1928–2025), US-amerikanischer Singer-Songwriter, Satiriker und MathematikerTom Lehrer (1928–2025)

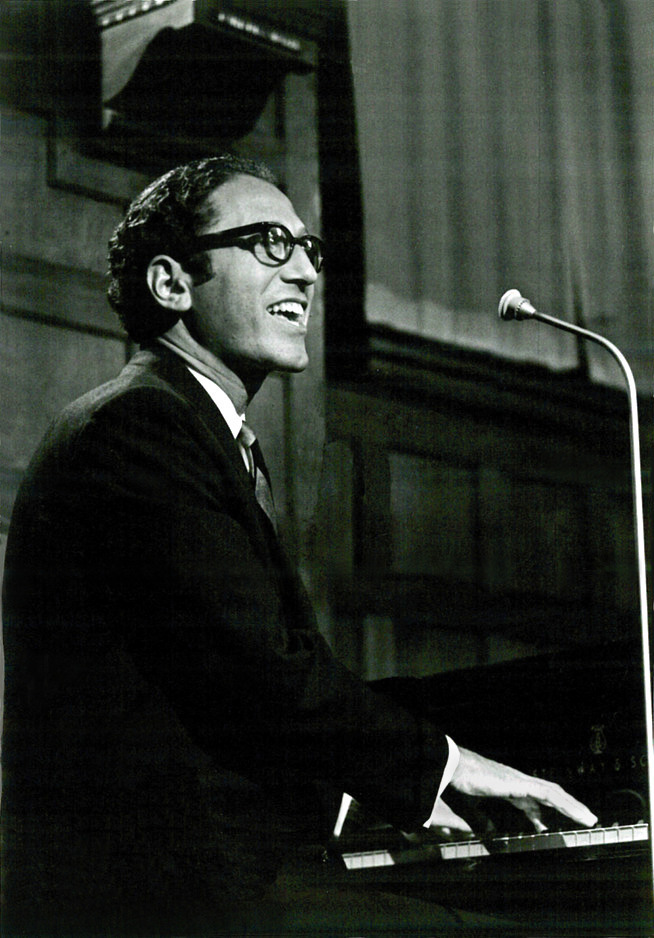
Tom Lehrer (1928–2025)

- Lehrerschmidt (* 1979), deutscher Webvideoproduzent
- Lehrfreund, Ludwig (1893–1954), deutsch-jüdischer Volkswirt, Rechtsanwalt und Sportfunktionär
- Lehrich, Laurena Marisol (* 2005), deutsche Schauspielerin
- Lehrieder, Carolin (* 1989), deutsche Triathletin
- Lehrieder, Paul (* 1959), deutscher Politiker (CSU), MdB
- Lehrl, Siegfried (1943–2023), deutscher Psychologe
- Lehrman, Daniel S (1919–1972), US-amerikanischer Psychologe und Verhaltensforscher
- Lehrman, Henry (1886–1946), österreichisch-US-amerikanischer Schauspieler, Regisseur und ProduzentHenry Lehrman (1886–1946)

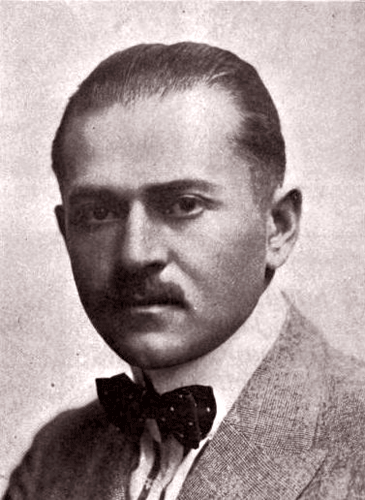
Henry Lehrman (1886–1946)

- Lehrman, Leonard (* 1949), US-amerikanischer Komponist, Organist und Musikwissenschaftler
- Lehrmann, August (1878–1945), deutscher Architekt und Stadtplaner
- Lehrmann, Felix (* 1984), deutscher Schlagzeuger
- Lehrmann, Joachim (* 1949), deutscher Genealoge, Heimatforscher und Autor
- Lehrmann, Johann (1816–1876), deutscher Politiker, MdHB
- Lehrmann, Karl (1887–1957), österreichischer Architekt und Hochschullehrer
- Lehrmann, Kuno Chanan (1905–1977), deutsch-luxemburgischer Rabbiner und Romanist
- Lehrmann, Rasmus (* 1985), dänischer Straßenradrennfahrer
- Lehrmann, Werner (1936–1999), deutscher Fußballspieler
- Lehrmann-Amschler, Vilma (1910–1989), deutsche Bildhauerin
- Lehrndorfer, Franz (1928–2013), deutscher OrganistFranz Lehrndorfer (1928–2013)

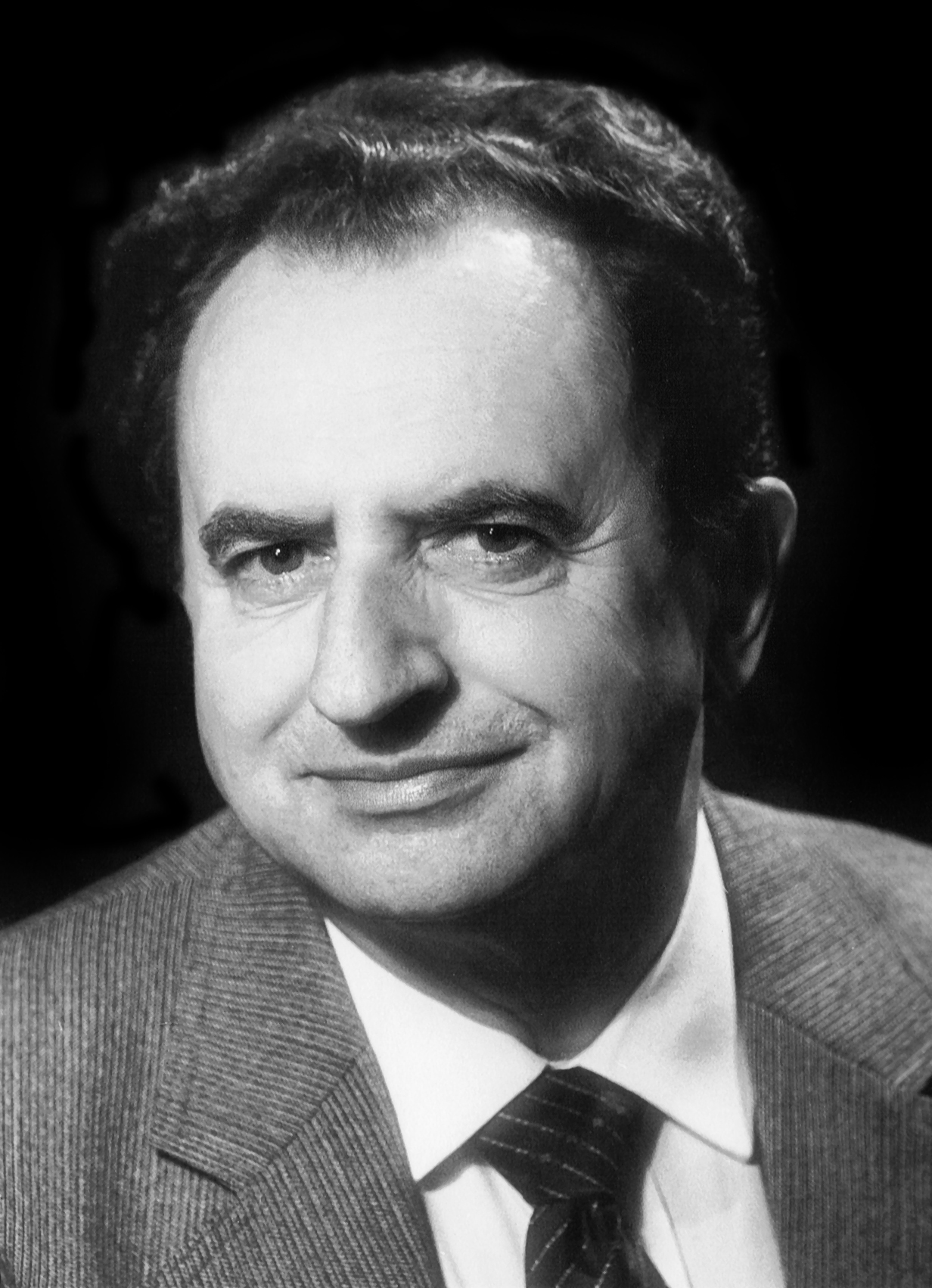
Franz Lehrndorfer (1928–2013)

- Lehrner, Ottokar (* 1966), österreichischer Schauspieler und Autor
- Lehrs, Ernst (1894–1979), deutscher Anthroposoph
- Lehrs, Karl (1802–1878), deutscher Klassischer Philologe
- Lehrs, Max (1855–1938), deutscher Kunsthistoriker, Direktor des Dresdner Kupferstich-Kabinetts

### Lehs
- Lehsten, Ludwig von (1840–1910), deutscher Verwaltungsbeamter

### Leht
- Lehtelä, Veli (1935–2020), finnischer Ruderer
- Lehterä, Jori (* 1987), finnischer Eishockeyspieler
- Lehterä, Tero (* 1972), finnischer Eishockeyspieler
- Lehtevä, Martti (1931–2022), finnischer Boxer
- Lehtilä, Yrjö (1916–2000), finnischer Kugelstoßer
- Lehtimäki, Marika (* 1975), finnische Eishockeyspielerin
- Lehtimäki, Mika, finnischer Poolbillardspieler
- Lehtimäki, Pekka (1934–2013), finnischer Dialektologe
- Lehtimäki, Teija (* 1981), finnische Biathletin
- Lehtinen, Jarmo (* 1969), finnischer Rallye-Beifahrer
- Lehtinen, Jere (* 1973), finnischer Eishockeyspieler
- Lehtinen, Kai (* 1958), finnischer Schauspieler
- Lehtinen, Lasse (* 1947), finnischer Politiker, Mitglied des Reichstags, MdEP
- Lehtinen, Lauri (1908–1973), finnischer Leichtathlet
- Lehtinen, Matti (1922–2022), finnischer Opernsänger (Bariton)
- Lehtinen, Mika (* 1975), finnischer Eishockeyspieler
- Lehtinen, Miro (* 1990), finnischer Unihockeyspieler
- Lehtinen, Pekka Taisto (* 1934), finnischer Arachnologe
- Lehtinen, Silja (* 1985), finnische Seglerin
- Lehtinen, Susanna (* 1983), finnische Fußballspielerin
- Lehtipuu, Topi (* 1971), finnischer Opernsänger (Tenor)
- Lehtivuori, Joonas (* 1988), finnischer Eishockeyspieler
- Lehtla, Kadri (* 1985), estnische Biathletin und Skilangläuferin
- Lehtmets, Tõnis (* 1937), estnischer Schriftsteller
- Lehto, Elian (* 2000), finnischer Skirennläufer
- Lehto, JJ (* 1966), finnischer AutomobilrennfahrerJJ Lehto (* 1966)

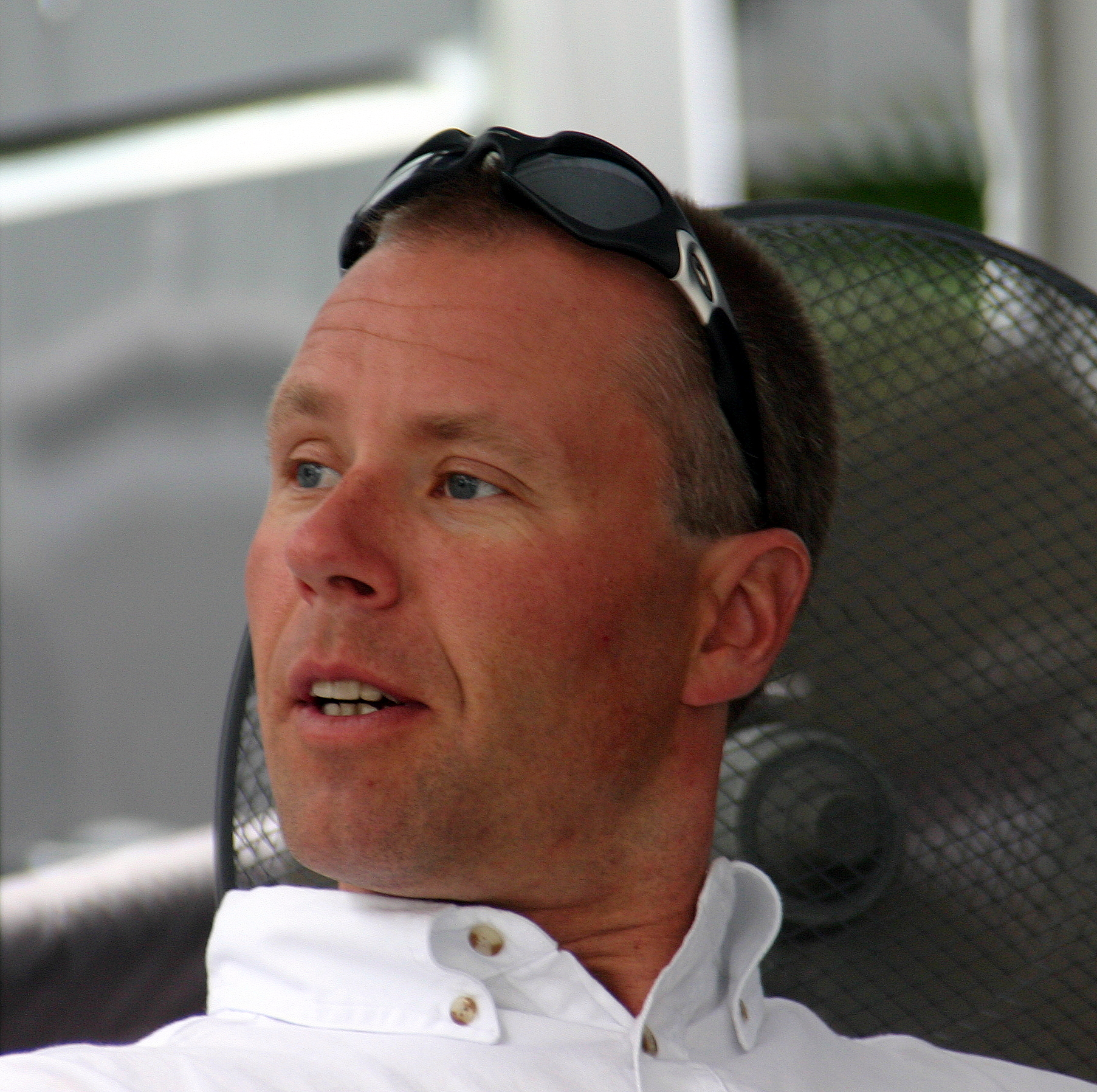
JJ Lehto (* 1966)

- Lehto, Katja (* 1972), finnische Eishockeyspielerin
- Lehto, Lilja (* 2004), finnische Schauspielerin
- Lehto, Marja (* 1959), finnische Diplomatin
- Lehto, Mika (* 1979), finnischer Eishockeytorwart
- Lehto, Olli (1925–2020), finnischer Mathematiker
- Lehto, Petteri (* 1961), finnischer Eishockeyspieler
- Lehto, Reino Ragnar (1898–1966), finnischer Politiker
- Lehtola, Nea (* 1998), finnische Fußballspielerin
- Lehtolainen, Leena (* 1964), finnische Schriftstellerin
- Lehtomäki, Paula (* 1972), finnische Politikerin
- Lehtonen, Aatos (1914–2005), finnischer Fußball-, Bandy-, Handball- und Basketballspieler sowie Fußballtrainer
- Lehtonen, Antero (* 1954), finnischer Eishockeyspieler
- Lehtonen, Eero (1898–1959), finnischer Leichtathlet
- Lehtonen, Erkki (* 1957), finnischer Eishockeyspieler
- Lehtonen, Joel (1881–1934), finnischer Schriftsteller und Übersetzer
- Lehtonen, Jussi (* 1977), finnischer Jazzmusiker (Schlagzeug, Komposition)
- Lehtonen, Kari (* 1983), finnischer Eishockeyspieler
- Lehtonen, Kyösti (1931–1987), finnischer Ringer
- Lehtonen, Lari (* 1987), finnischer Skilangläufer
- Lehtonen, Mikko (* 1978), finnischer Eishockeyspieler
- Lehtonen, Mikko (* 1987), finnischer Eishockeyspieler
- Lehtonen, Mikko (* 1994), finnischer Eishockeyspieler
- Lehtonen, Mirja (1942–2009), finnische Skilangläuferin
- Lehtonen, Riikka (* 1979), finnische Volleyball- und Beachvolleyballspielerin
- Lehtonen, Riku-Petteri (* 1971), finnischer Eishockeyspieler und -trainer
- Lehtonen, Samuel (1921–2010), finnischer lutherischer Geistlicher, Bischof des Bistums Helsinki
- Lehtonen, Tuomas (* 1998), finnischer Leichtathlet
- Lehtonen, Venla (* 1995), finnische Biathletin
- Lehtovaara, Lina (* 1981), finnische Fußballschiedsrichterin
- Lehtovirta, Kalevi (1928–2016), finnischer Fußball-, Eishockey- und Bandyspieler

### Lehu
- Lehu, Daniel (1896–1979), französischer Schwimmer
- Lehun, Jonathan (* 1984), kanadischer Eishockeyspieler

### Lehw
- Lehwald, Gisela (* 1950), deutsche Politikerin (SPD), MdL
- Lehwald, Martin (* 1965), deutscher Filmproduzent
- Lehwaldt, Johann von (1685–1768), preußischer Generalfeldmarschall
- Lehwaldt, Otto von (1808–1879), preußischer Generalleutnant
- Lehwaldt, Wenzeslaus Christoph von (1717–1793), preußischer Generalleutnant und Chef des Infanterie-Regiments. Nr. 43.
- Lehweß, Emil (1839–1906), deutscher Jurist und Senatspräsident in Berlin
- Lehweß, Walter (1875–1945), deutscher Architekt
- Lehweß-Litzmann, Walter (1907–1986), deutscher Offizier und Kampfflieger

### Lehz
- Lehzen, Georg-Heinrich (1834–1910), deutscher Lehrer, Imker und Redakteur
- Lehzen, Joachim Friedrich (1735–1800), deutscher Pastor und Prediger
- Lehzen, Louise (1784–1870), deutsche Gouvernante, Erzieherin und später Begleiterin der britischen Königin VictoriaLouise Lehzen (1784–1870)

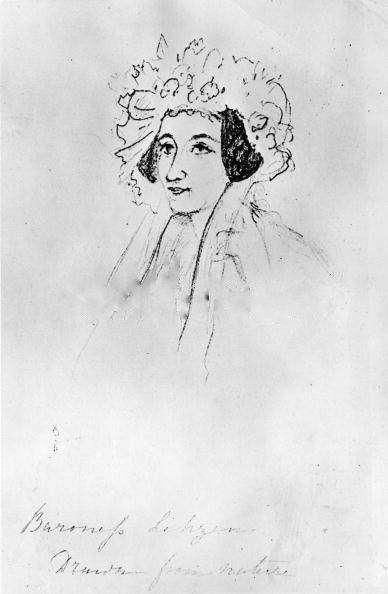
Louise Lehzen (1784–1870)